# 토요타 크라운

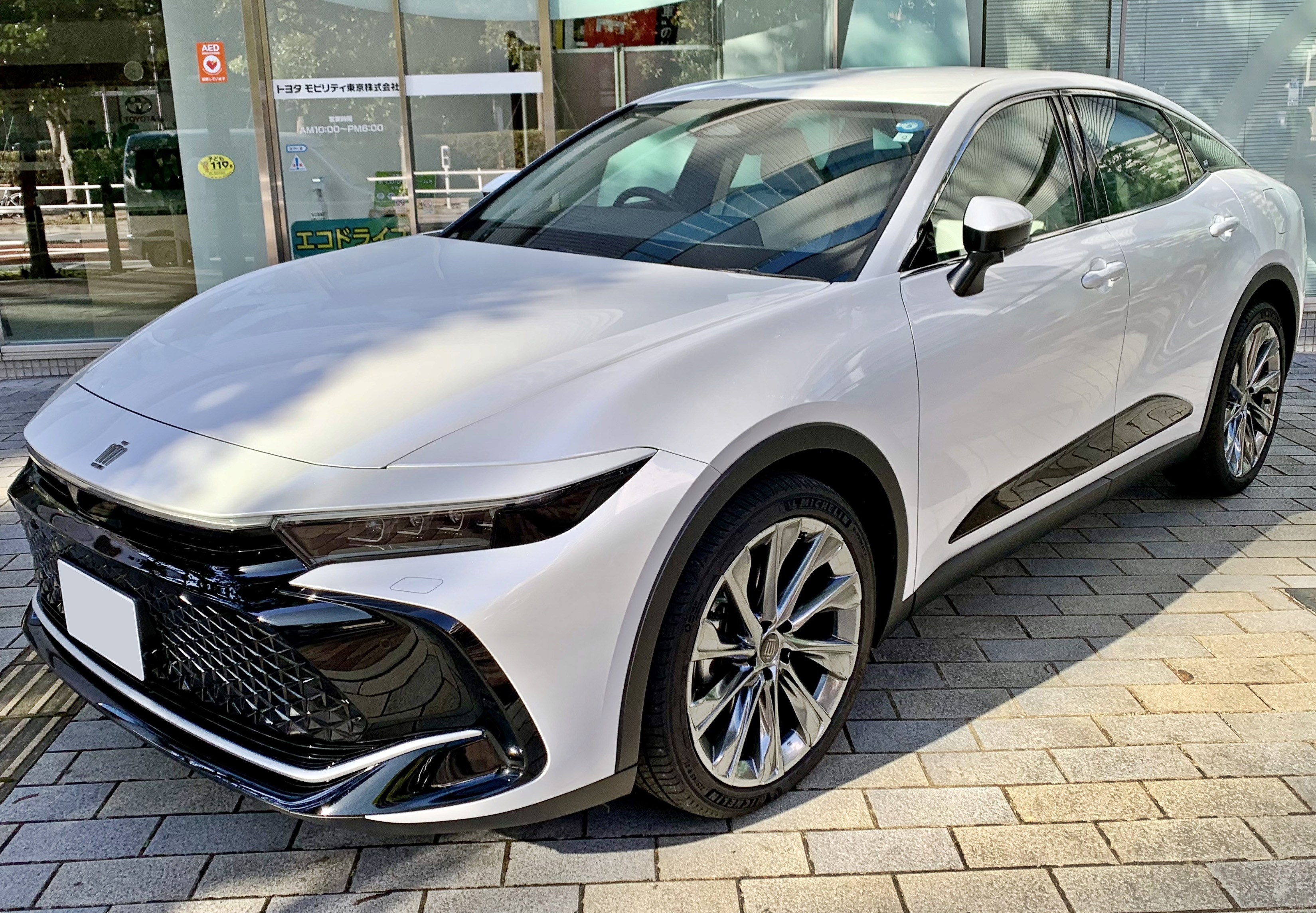
토요타 크라운 크로스오버

토요타 크라운(Toyota Crown)는 토요타 자동차의 고급 승용차로, 토요타는 물론 일본을 대표하는 차종 중 하나이다. 토요타의 차종 중에서도 고급 승용차로서의 자리를 오랫동안 맡아 언젠가는 크라운이라는 광고 카피 등으로도 상징되는 일반적으로 고급차로서 인지되고 있다. 당초부터 자가 운전자용 승용차로 개발되었고, 시대마다 토요타의 제안과 소비자의 요구 등을 통하여 일본의 고급 승용차 이미지가 반영되어 왔다. 관공서나 기업 등의 관용 차량은 물론 높은 신뢰성과 내구성을 통하여 택시, 운전 교습 차, 순찰차같은 영업용 및 특수 차량으로도 많이 사용된다.
한동안 세단만 있었지만, 과거에는 하드탑(프레임리스 도어) 쿠페/세단, 스테이션 왜건, 밴과 픽업 트럭 등의 상용 차량, 구급차도 있었다. 5세대부터 10세대까지는 창틀이 없는 프레임리스 도어를 갖춘 하드탑 세단이 크라운의 주류였지만, 11세대부터는 폐지되었다.
본래는 후륜구동 기반이지만, 16세대부터 추가된 크로스오버 등의 몇몇 파생형은 전륜구동 기반이다. 물론 16세대 크라운 세단은 여전히 후륜구동 기반을 고수하고 있다.
2세대부터 4세대까지 신진자동차를 통해 대한민국에서도 라이선스 생산된 적이 있으며, 저우언라이 4원칙의 여파로 1972년 9월에 토요타가 발을 빼면서 라이선스 생산이 종료되었다. 이후에는 한동안 일본 내수 전용으로만 판매하다가, 토요타가 일부 시장에서 아발론을 철수시키고 크라운을 북미를 포함한 해외 시장에 재출시하기로 결정했다. 이에 따라 2023년 6월 5일에 16세대 크로스오버 모델을 대한민국에도 출시하며 51년 만에 대한민국에 재진출했다.

## 1세대

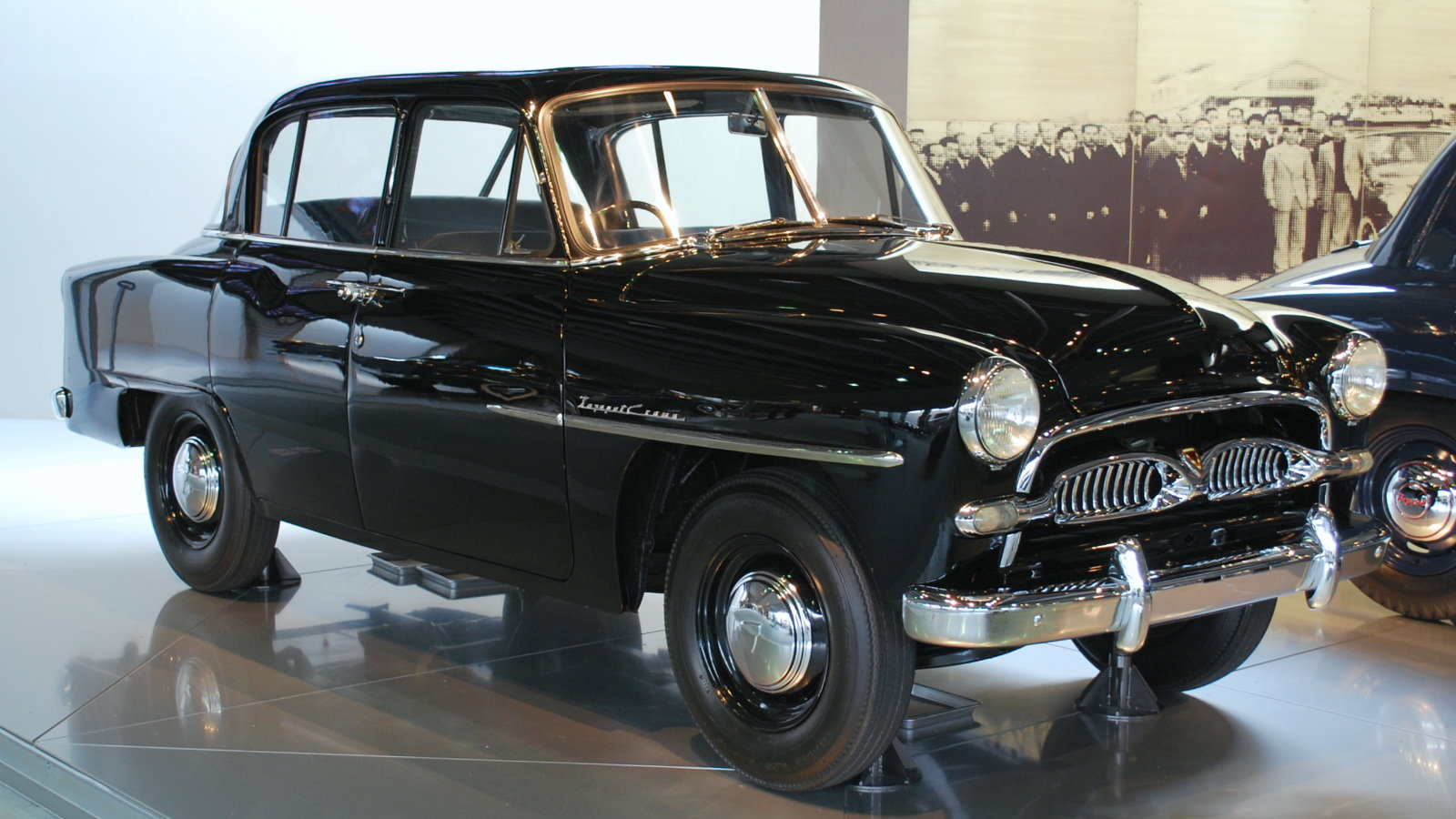
토요타 크라운 정측면

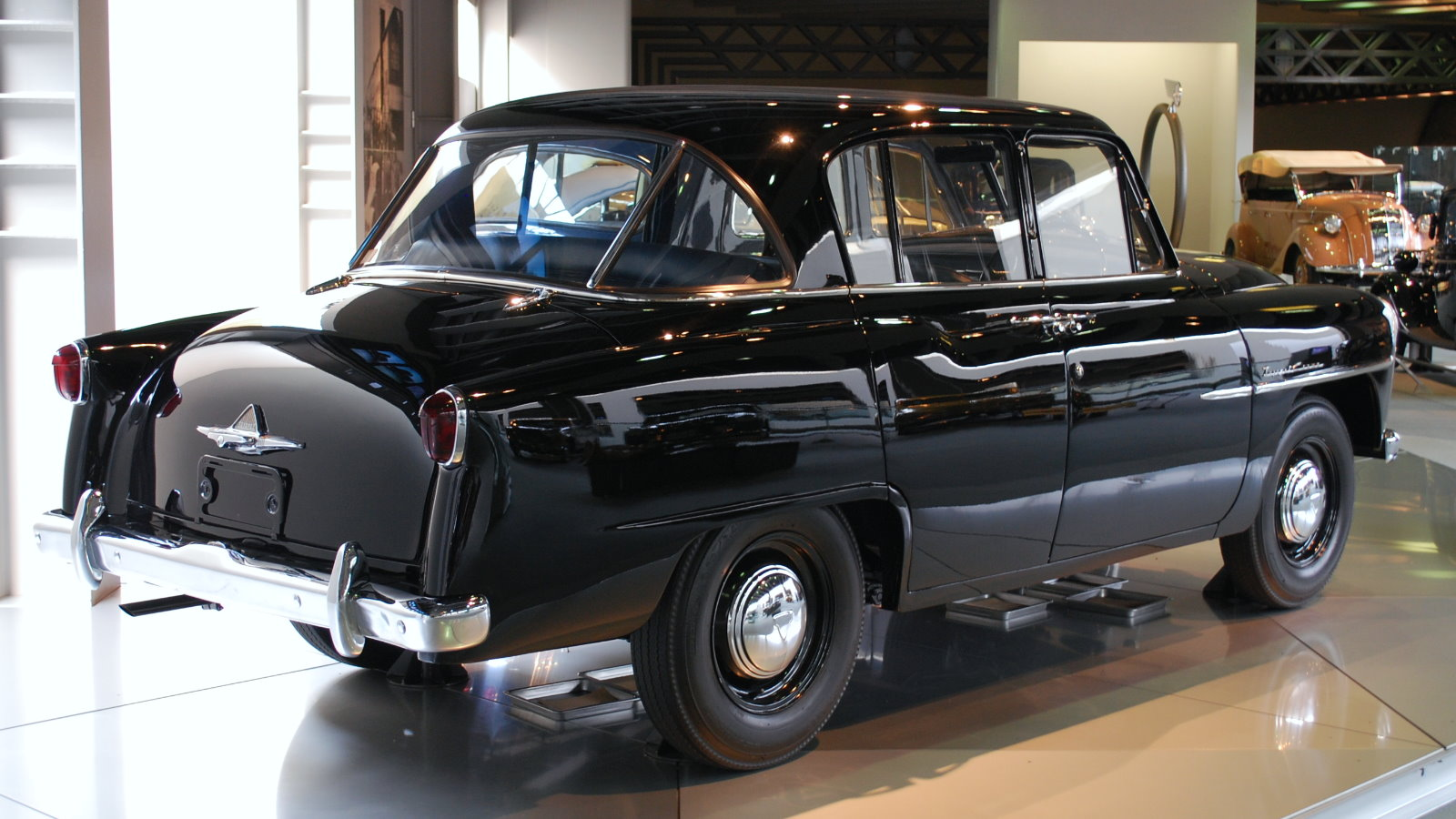
토요타 크라운 후측면

해외 제작사와 제휴하지 않고, 미국산 승용차의 각 구성 요소를 벤치마킹하여 토요타 자동차가 순수히 독자 개발하였다. 토요타가 자체적으로 디자인을 진행하였으나, 태평양 전쟁 이후에 고급 승용차의 상징이 된 미국의 고급 승용차의 영향을 받았다. 뒷좌석의 승하차 편의를 중시하여 수어사이드 도어가 적용되었다. 내구성을 고려하여 기존의 승용차가 트럭의 섀시를 활용하던 것과 달리, 저상의 승용차 전용 섀시가 새롭게 개발되었다. 기본적으로는 사다리꼴 프레임 위에 차체를 얹는 보디 온 프레임 방식으로, 비포장 도로가 많은 환경이 고려되었다. 서스펜션은 전륜이 더블 위시본 식 서스펜션, 후륜은 리지드 액슬 식 서스펜션이 쓰였다. 전륜에만 해당되는 것이기는 하나, 일본의 승용차 최초로 독립 현가 방식의 서스펜션이 적용된 것은 화제를 낳았다. 개발 과정에서 승용 뿐만 아니라 상용의 수요도 고려되어 마스터와 마스터라인이 별도로 만들어졌다. 그러나 견고하게 만들어진 덕분에 택시 업계에서는 크라운이 마스터보다 승차감이 좋고, 운전하기 편하다는 평이 주를 이루어 크라운이 택시로 사용되기도 하였다. 같은 해 말에는 라디오와 히터 등 당시 고급 승용차에 있던 편의 사양을 갖춘 디럭스 트림이 판매되었고, 1956년부터 일본의 경제 호황에 힘입어 인기를 얻게 된다. 1957년에 토요타가 미국에 진출하면서 최초로 수출을 개시한 차량이었으나, 성능 부족과 낮은 내구성 등의 문제를 보여 1960년에 수출이 잠시 중단되었다.

## 2세대

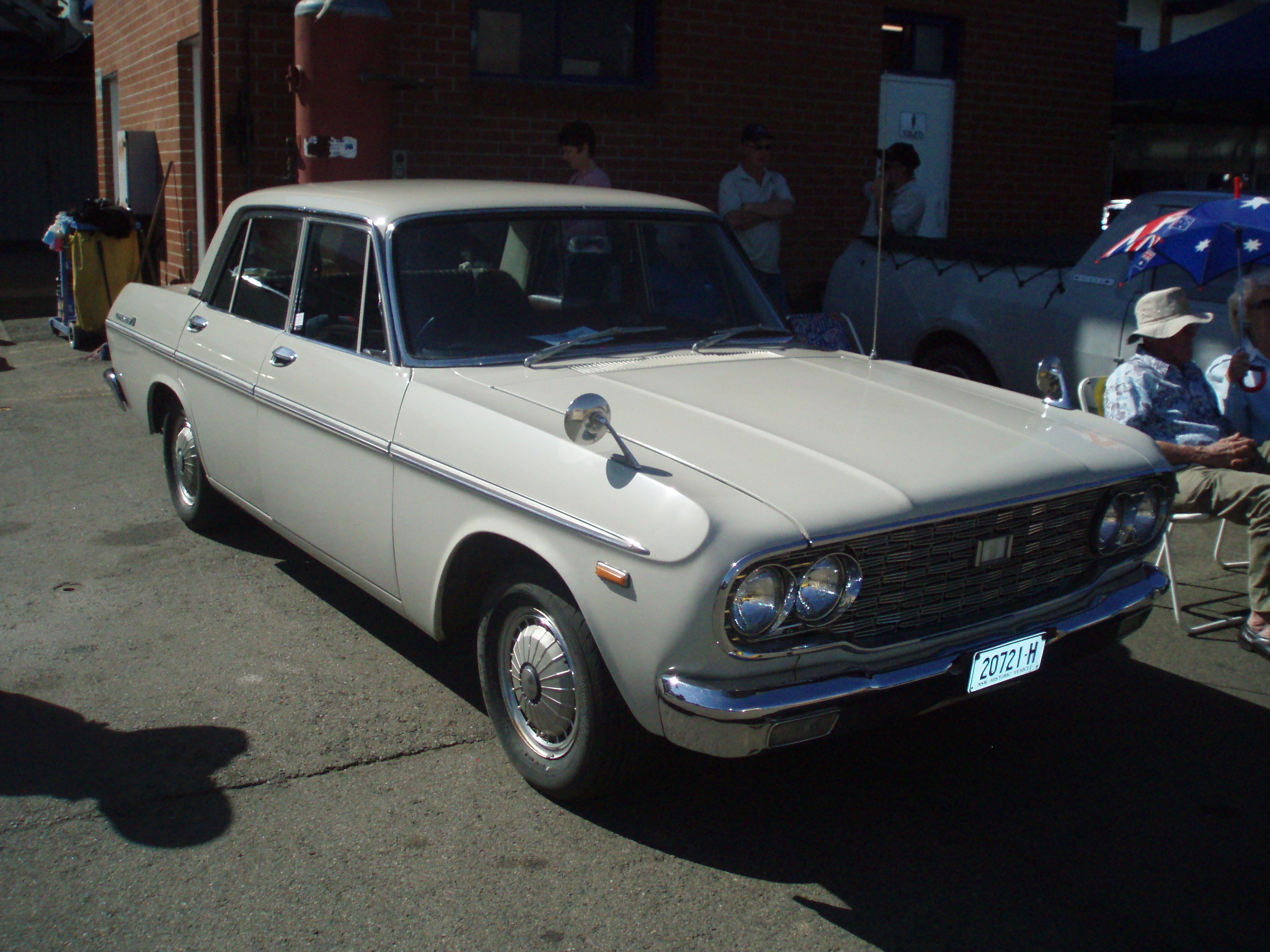
토요타 크라운 정측면

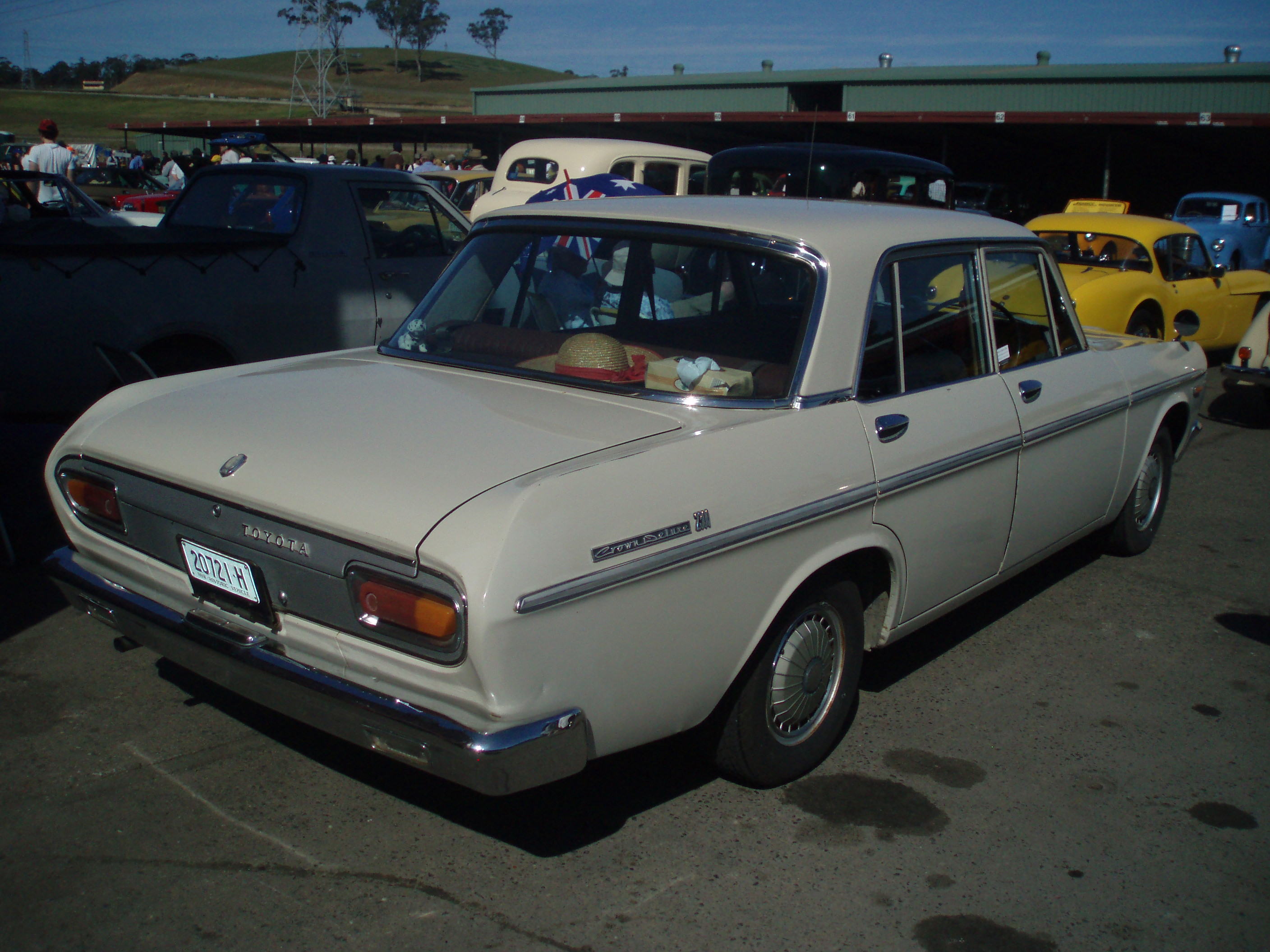
토요타 크라운 후측면

새로운 소형차 규격에 맞추어 전장과 전폭을 키우고, 전고를 낮추었다. 토요타 자동차 이니셜인 T를 모티브로 한 라디에이터 그릴이 특징으로, 디자인은 당시 미국 승용차의 영향을 강하게 받은 플랫 데크 스타일로 완성되었다. 라디에이터 그릴 중앙에 자리잡은 왕관 엠블럼은 이후 11세대까지 쓰였고, 12세대에 와서는 약간 수정되었다. 고속 도로의 정비가 시작된 시기에 맞추어 이에 대응할 수 있도록 성능이 개선되었다. 섀시는 1세대의 저상식 사다리꼴 프레임에서 강성이 높은 X형 플랫폼 프레임이 쓰였다. 세단 외에 크라운 커스텀으로 명명된 스테이션 왜건이 더해졌다. 2세대부터 4세대까지 한국지엠의 전신인 신진자동차공업을 통해서 대한민국에서도 생산 및 판매되었다. 1966년에는 파워 윈도우 등이 적용된 최고급 트림인 크라운 크라운 슈퍼 디럭스가 추가되었다. 1967년에 3세대가 등장하여 단종되었다.

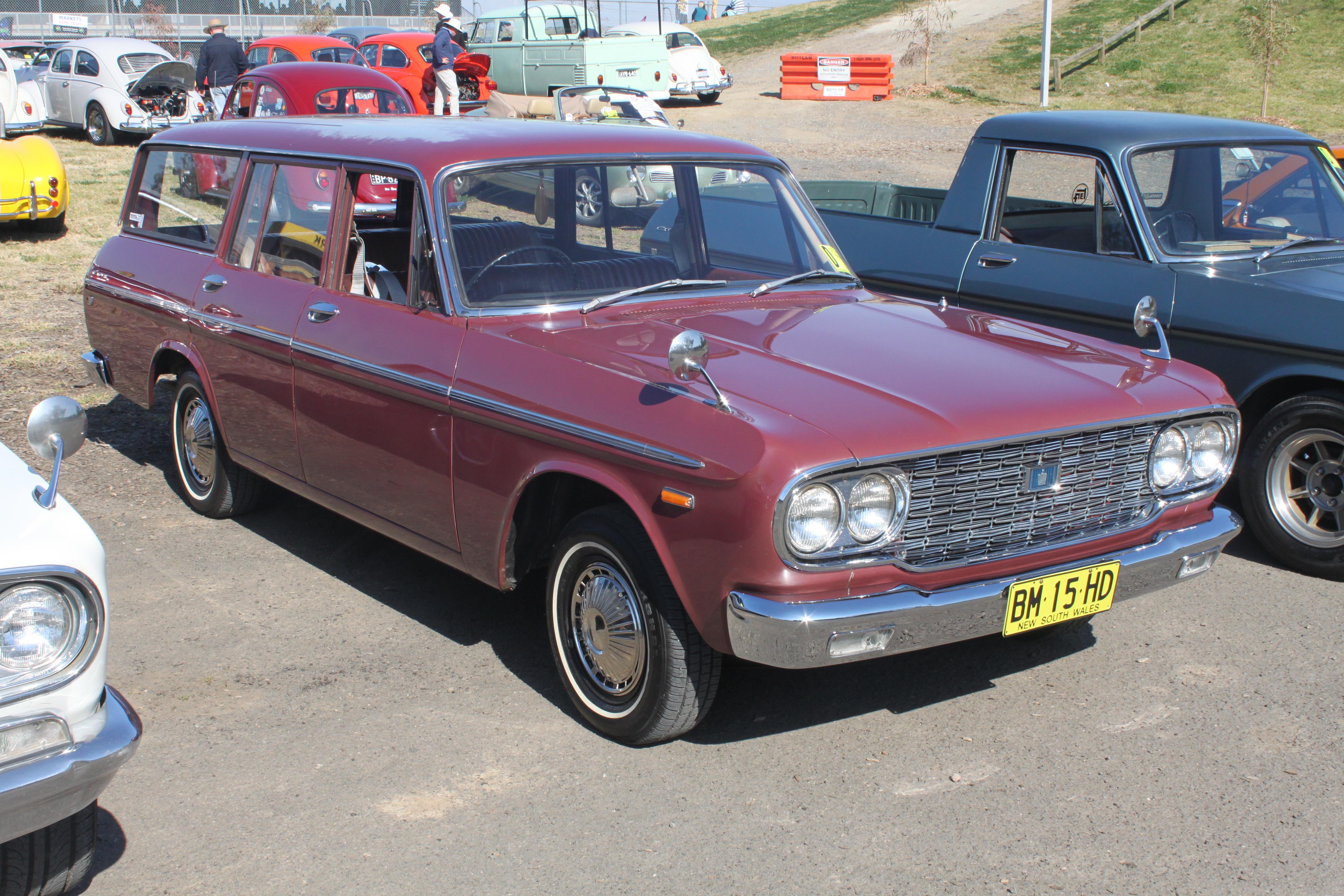
토요타 크라운 커스텀 정측면
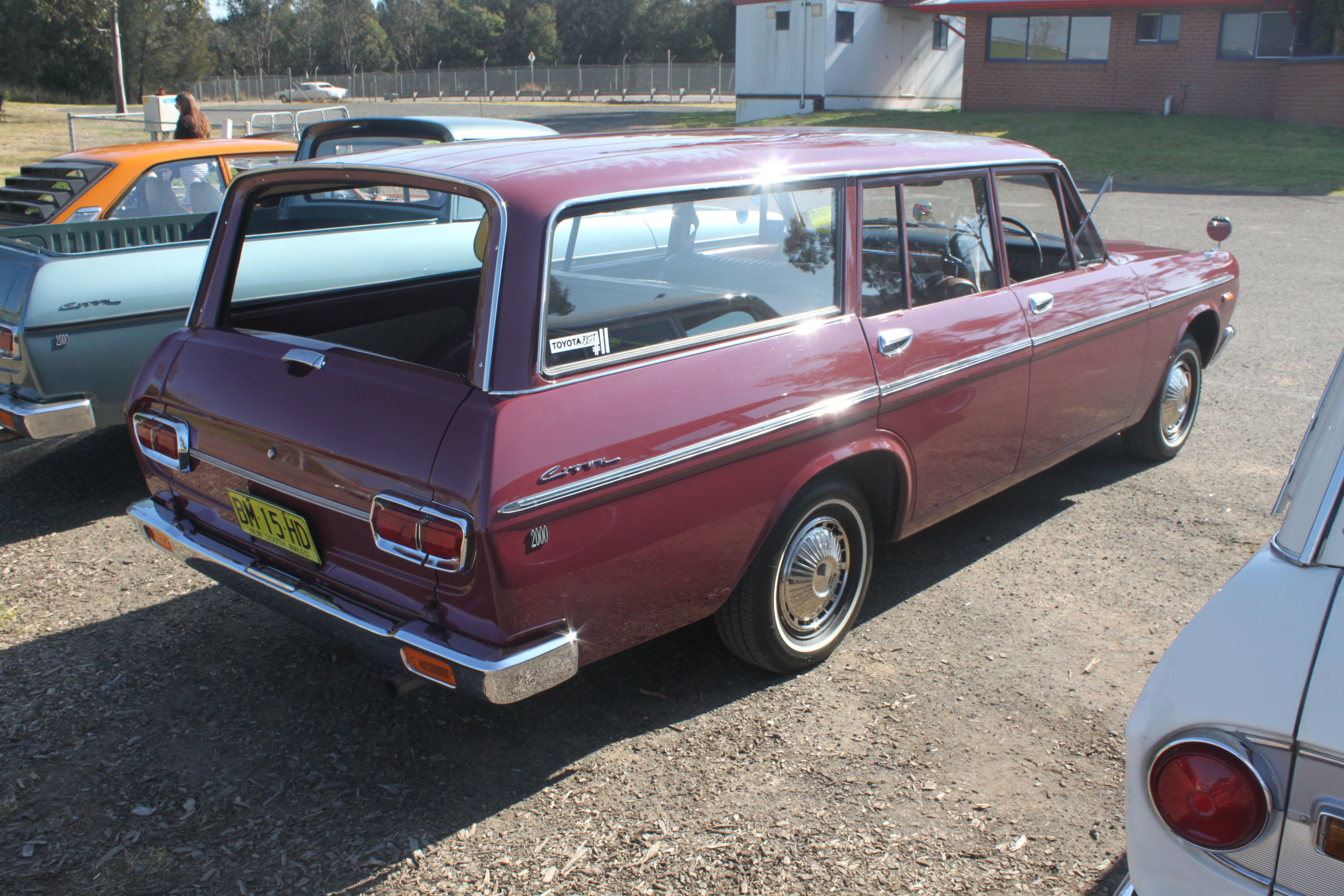
토요타 크라운 커스텀 후측면

## 3세대

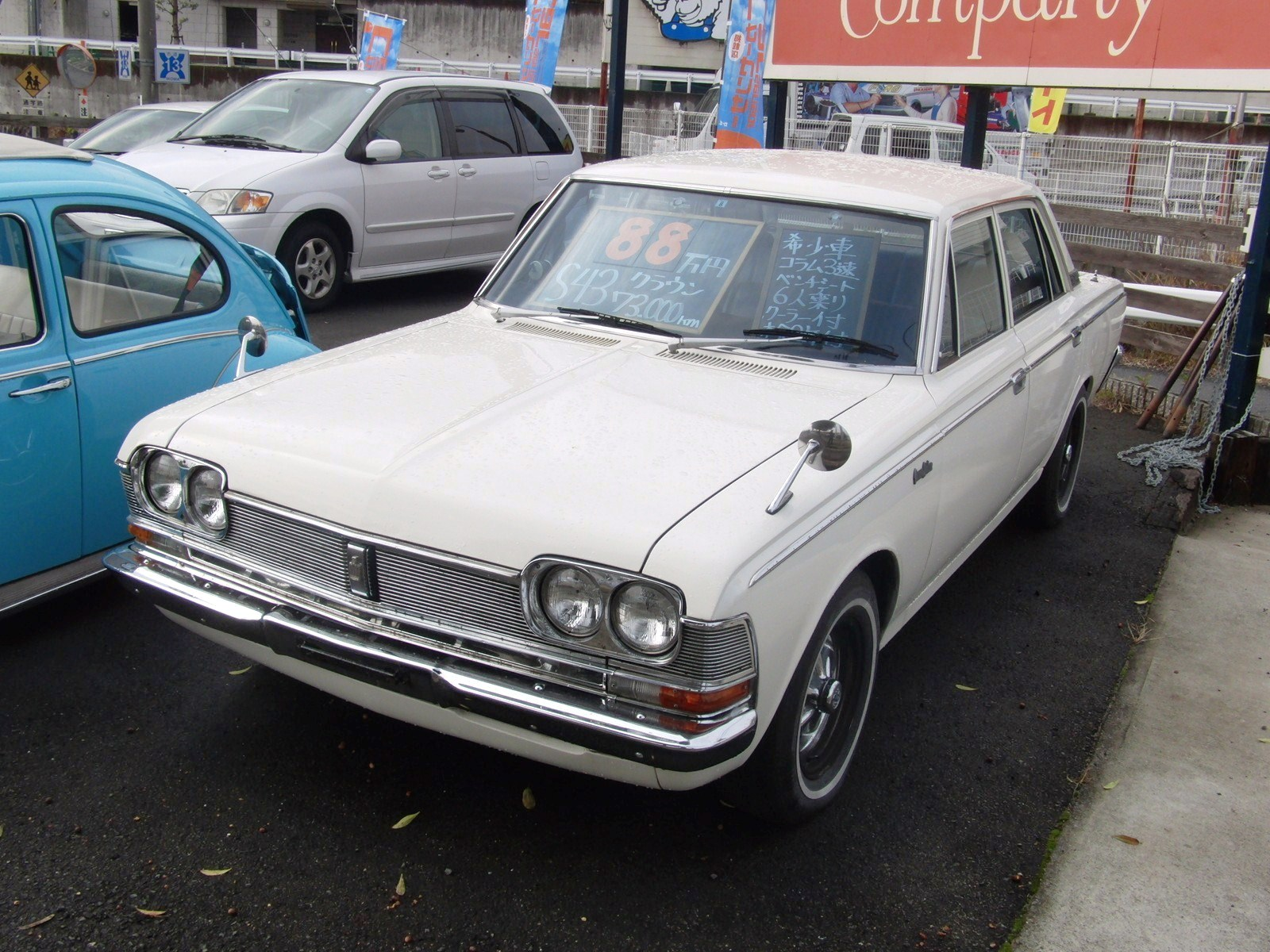
토요타 크라운(전기형) 정측면

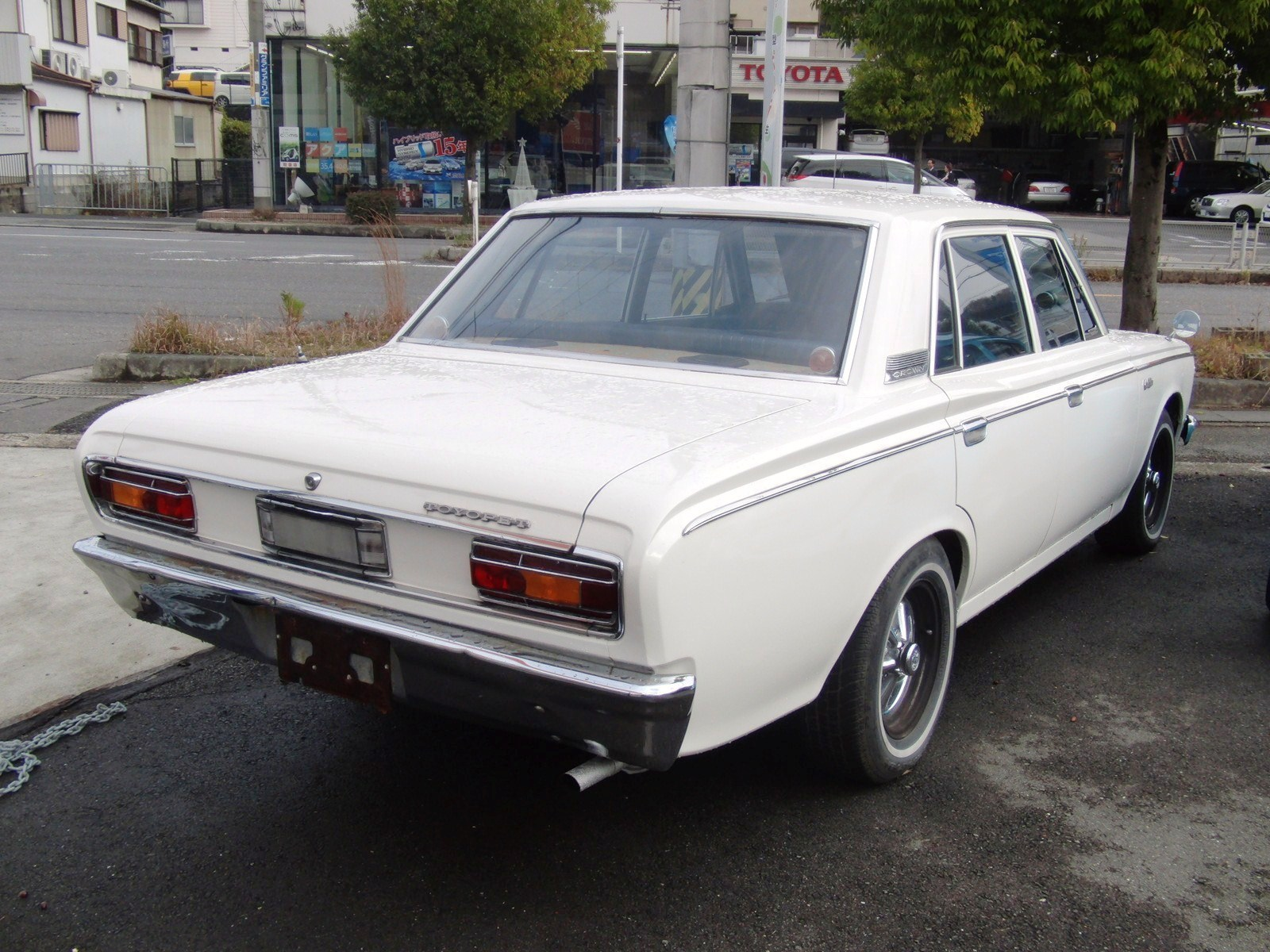
토요타 크라운(전기형) 후측면

일본의 미를 테마로 한 디자인은 토요타 자동차가 전년에 완성시킨 디자인 돔에서 진행되었고, 이 디자인 돔에서 완성된 최초의 차종이다. 3세대부터 오랫동안 크라운의 전통이 된 페리미터 프레임이 쓰였는데, 이에 따라 경량화와 저상화를 실현할 수 있었다. 이에 따라 바닥이 낮아지고, 곡면 유리를 써 거주성을 향상시켰고, 정숙성을 높이기 위하여 차음재가 대거 적용되었다. 마스터라인이 단종됨에 따라 밴과 픽업 트럭에도 크라운이라는 차명이 쓰였다. 최고급 트림인 슈퍼 디럭스에는 전자식 트렁크 오프너, 자동 선국식 AM/FM 라디오, 음차 시계, 뒷좌석 독서등, 앞좌석 헤드 레스트 등 고급 편의 사양이 적용되었다. 개인 고객을 위하여 신설된 오너 디럭스 트림은 당시 고급 자동차로서는 저가인 88만 엔(도쿄, 오사카 기준)에 판매되었다. 판매 면에서는 관용 차량과 회사 차량의 이미지 탈피를 위하여 자가 운전자를 타겟으로 한 광고 마케팅이 시작되었다. 이전에는 구급차나 소방차와 헷갈린다는 이유로 인하여 차체 색상에 흰색과 빨간색은 사용되지 않았으나, 1965년에 이 같은 차체 색상에 관한 규제가 없어져 흰색 크라운이라는 캐치프레이즈와 함께 세련된 고급스러움을 지닌 흰색을 메인 차체 색상으로 한 오너 디럭스 트림과 크라운 최초의 하드탑 쿠페를 이미지 리딩 역할로 내세우는 켐페인이 실시되었다. 이에 따라 월간 판매량이 4,000여 대에서 6,000여 대로 증가하여 일본에서 고급 승용차 시장의 선두자가 된다. 1967년에는 4세대의 등장으로 단종되었고 역대 크라운 중에서 인기가 가장 좋았다.

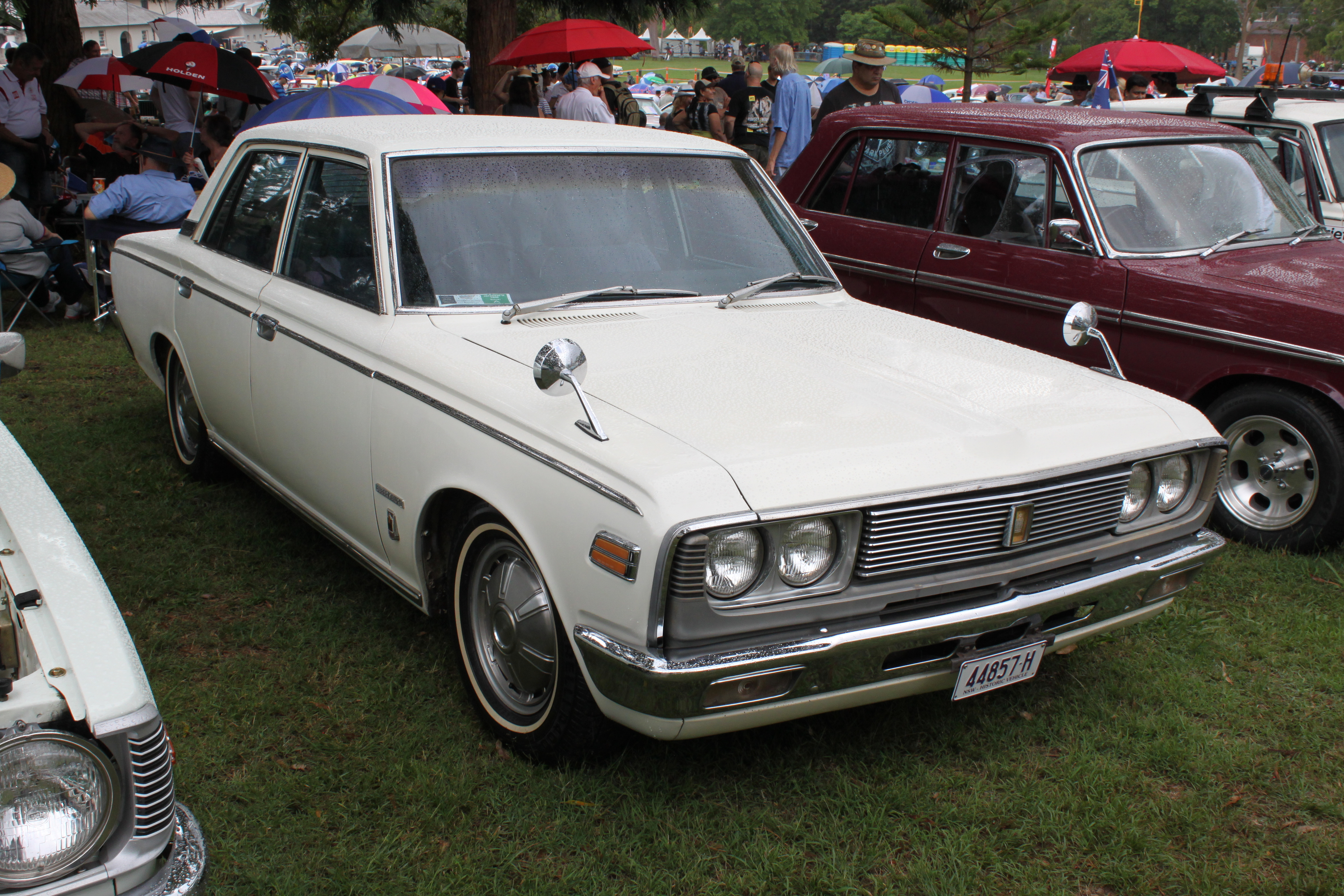
토요타 크라운(후기형) 정측면
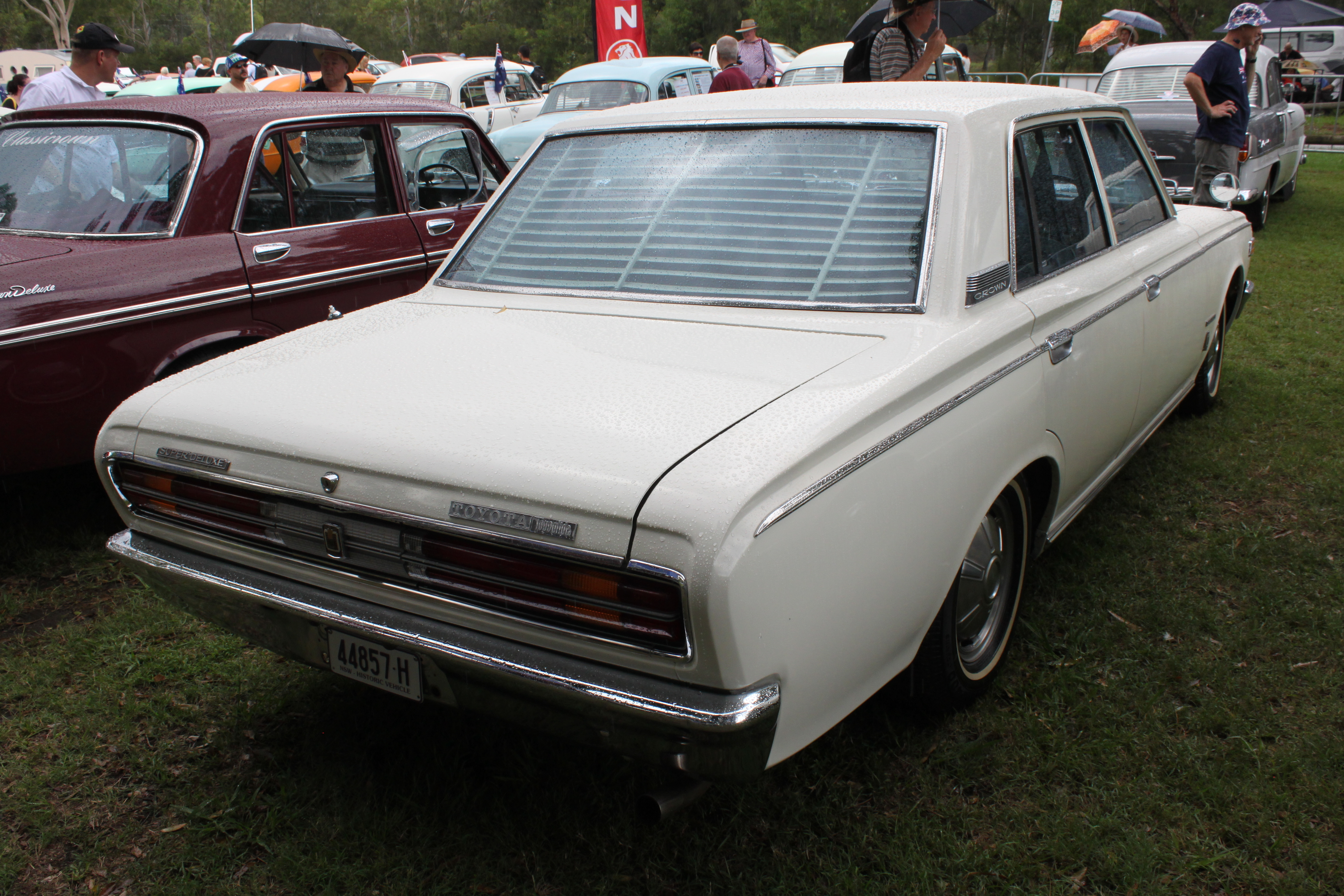
토요타 크라운(후기형) 후측면

## 4세대

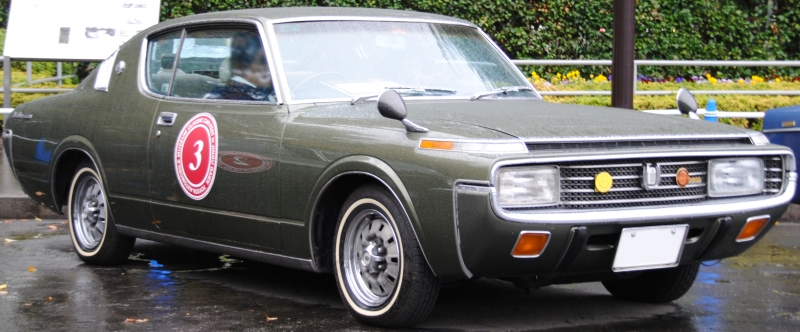
토요타 크라운 하드탑 쿠페 정측면

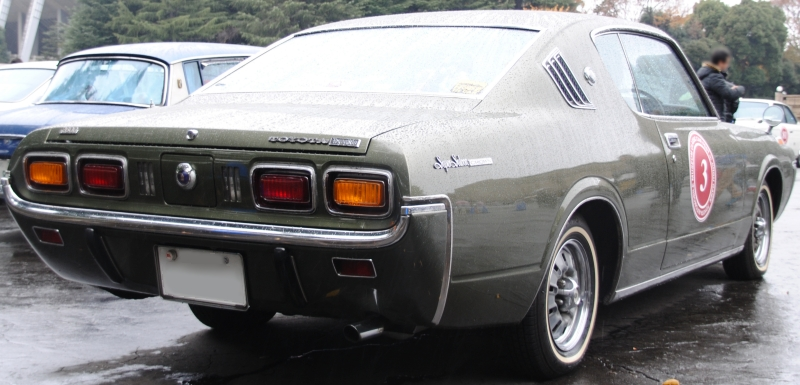
토요타 크라운 하드탑 쿠페 후측면

4세대부터 정식 차명이 토요펫트 크라운에서 토요타 크라운으로 바꾸게 된다. 스핀들 쉐이프라고 불리는 곡선이 가미된 둥근 디자인으로 인하여 고래라는 애칭이 붙었다. 고속 주행 시의 안정성과 성능을 위하여 곡면이 쓰인 차체와 조립식 차체 색상과 동일한 색상의 범퍼 등 참신한 디자인은 자가 운전자에게 어필하기 위함이었으나, 그러나 시대를 앞선 디자인은 당시의 보수적인 고객들에게 외면당했을 뿐 아니라 차체 앞 끝을 압축한 디자인은 엔진 룸의 통풍을 부족하게 만들어 여름에 과열이 속출하였고, 이러한 문제 처리에 차질이 빚어진 데 따른 불평이 잇따랐다. 결국 당시 경쟁 차종이던 닛산 세드릭과 글로리아에게 역전까지 당하여 크라운 사상 최대의 실패작이라는 오명까지 썼다. 후륜 ESC(현재의 ABS)와 전자 제어식 3단 자동변속기가 선택 사양으로 적용되었다. 가장 최고급 트림인 슈퍼 살롱이 등장한 것도 4세대 때의 일이다. 현재까지도 적용되는 C 필러의 왕관 엠블럼 역시 4세대에 처음 적용된 것이다.

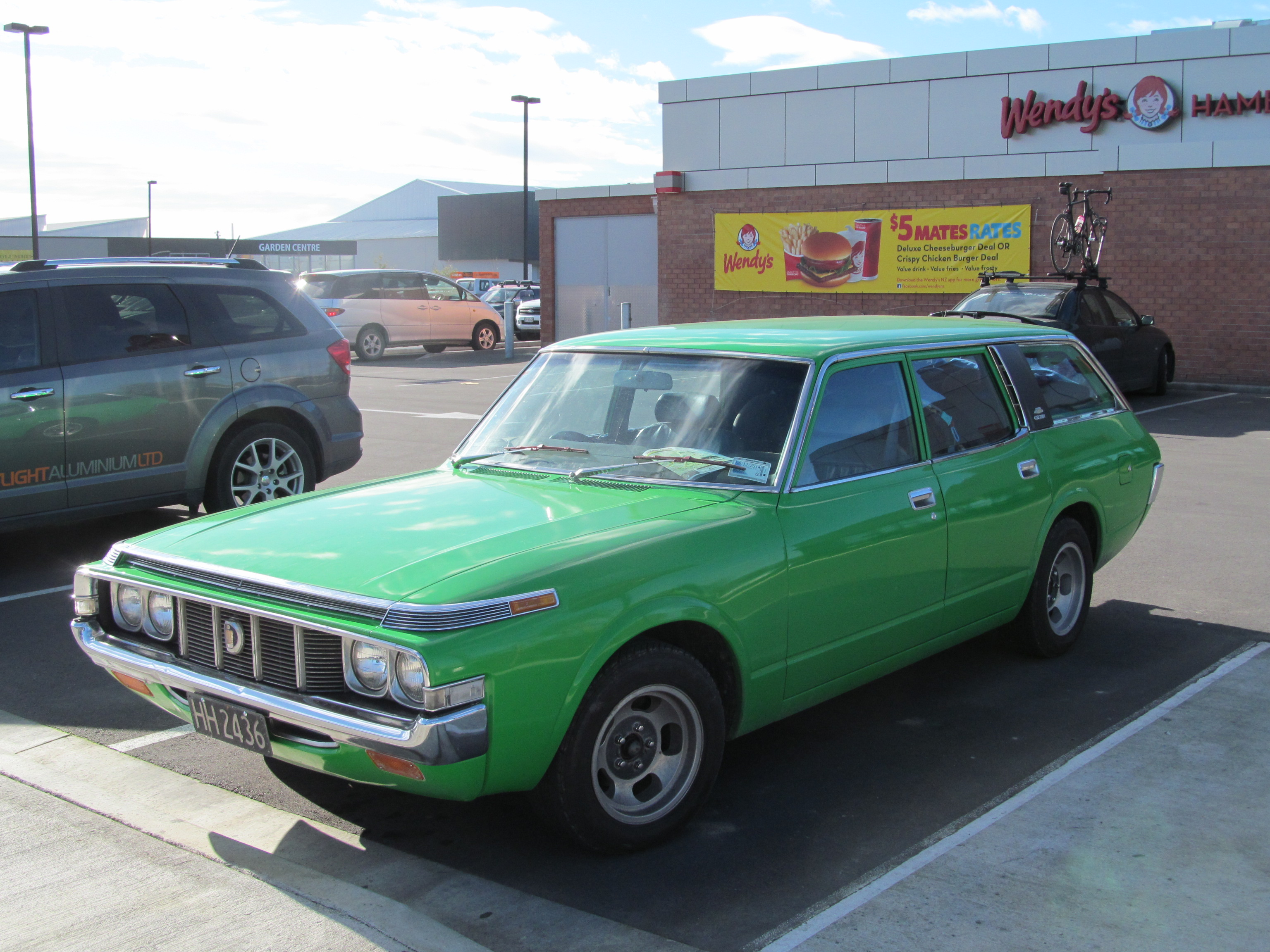
토요타 크라운 커스텀 정측면
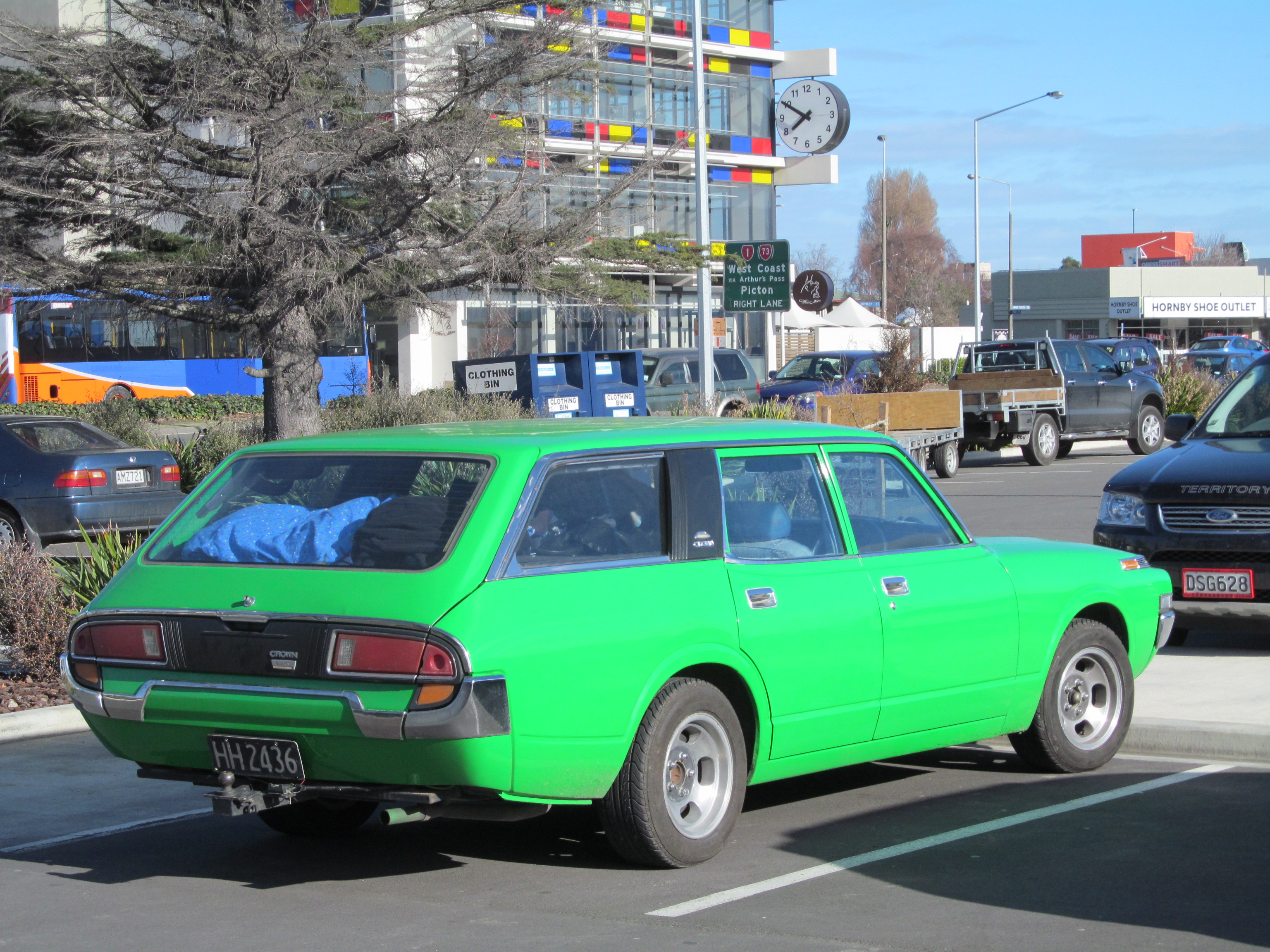
토요타 크라운 커스텀 후측면

## 5세대

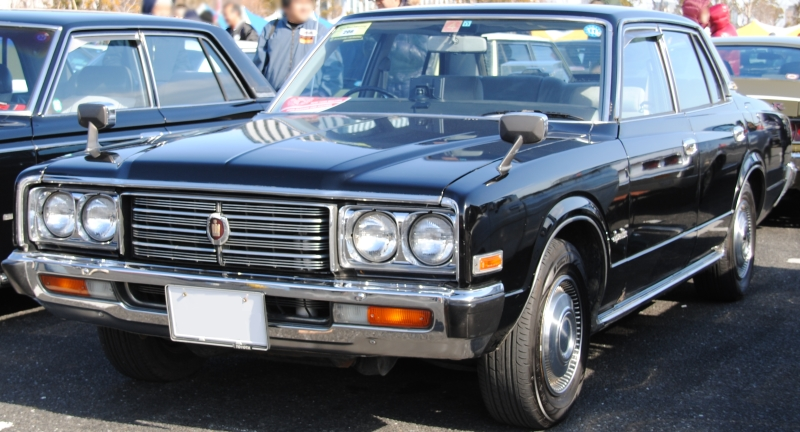
토요타 크라운 정측면

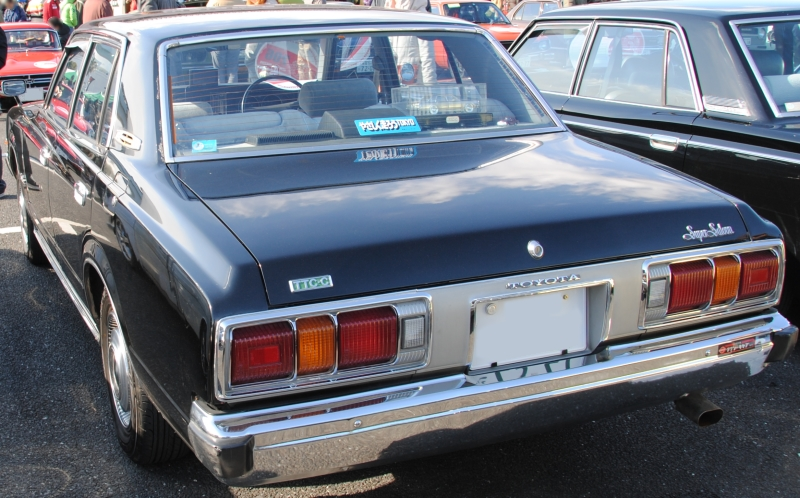
토요타 크라운 후측면

시대를 앞섰으나, 실패작이었던 4세대의 곡선 위주의 디자인에서 직선 위주의 디자인을 써 중후함과 보수적인 이미지를 강조하였다. 세단, 하드탑 쿠페, 스테이션 왜건 외에 프레임리스 도어를 채택한 하드탑 세단이 처음 추가되어 오랫동안 크라운 중 주류를 이루었다. 하드탑 쿠페와 달리, 하드탑 세단은 B 필러가 적용되어 안전성을 높였다. 지금까지도 이어지는 로얄 살롱 트림이 등장하였다. 4륜 디스크 브레이크, 속도 감응식 파워 스티어링 휠, 세계 최초의 오버 드라이브 내장 4단 자동변속기 등 최신 편의 사양이 적용되었다. 4세대에 먼저 적용된 ESC(ABS)는 새로운 설계를 통하여 작동 시의 느낌을 향상시켰다.

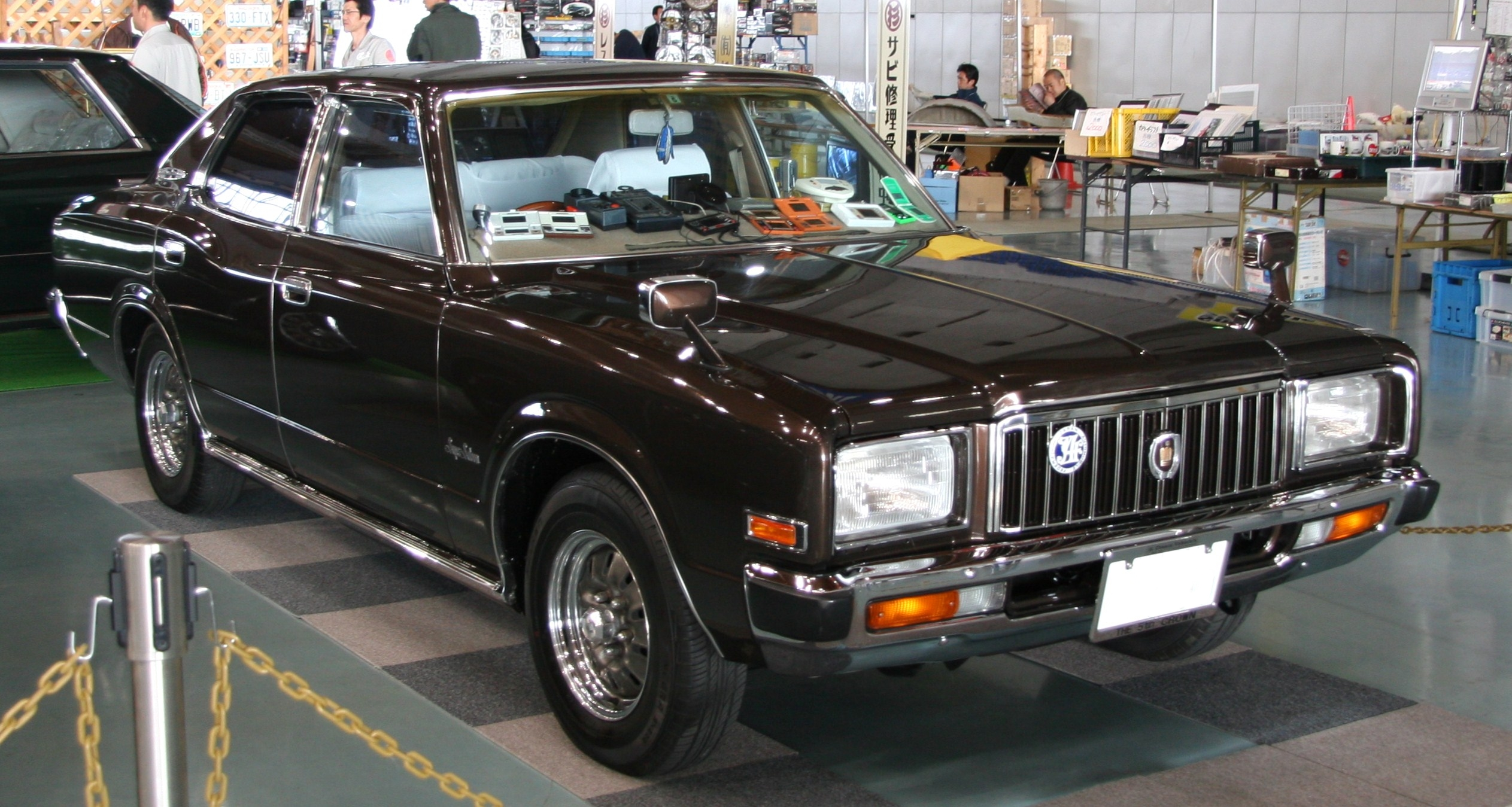
토요타 크라운 하드탑 세단 정측면
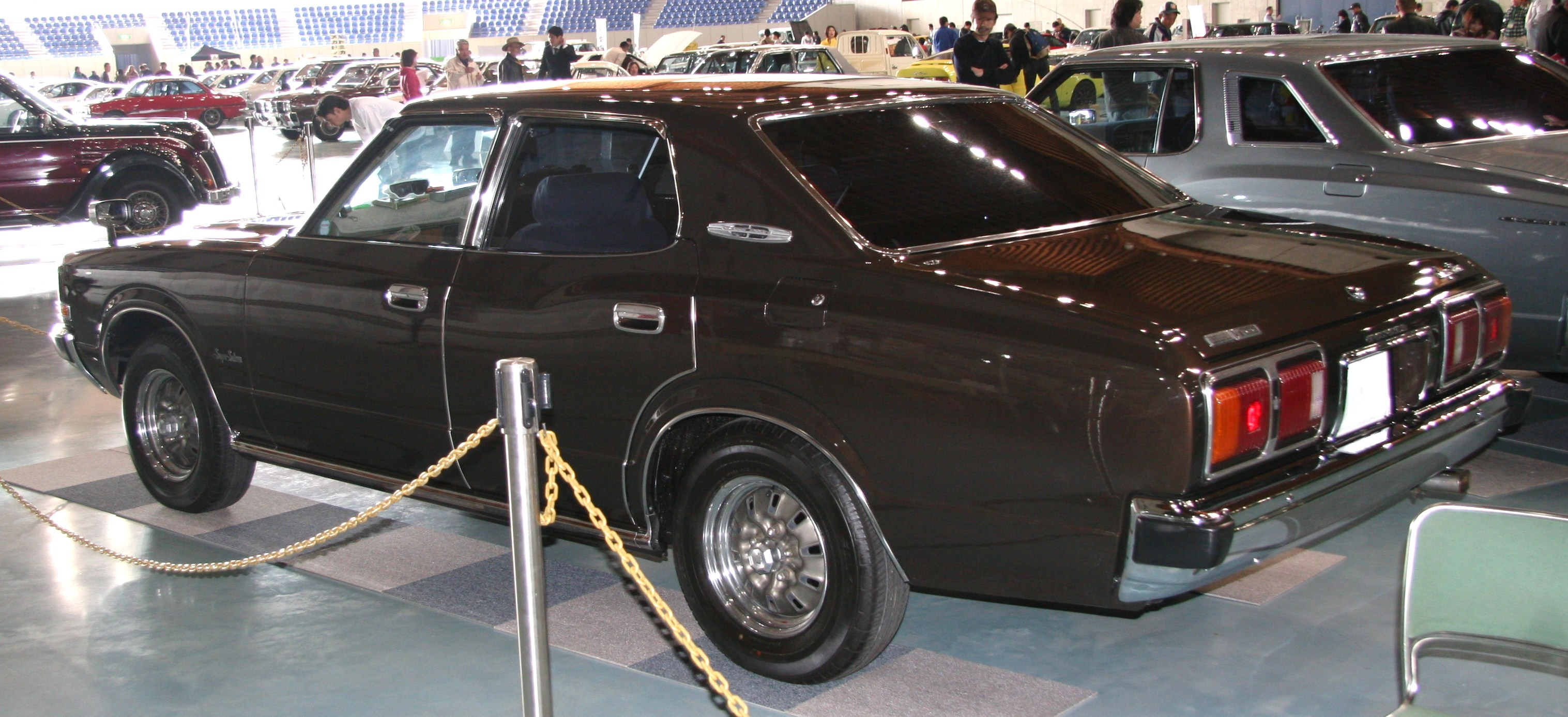
토요타 크라운 하드탑 세단 후측면

## 6세대

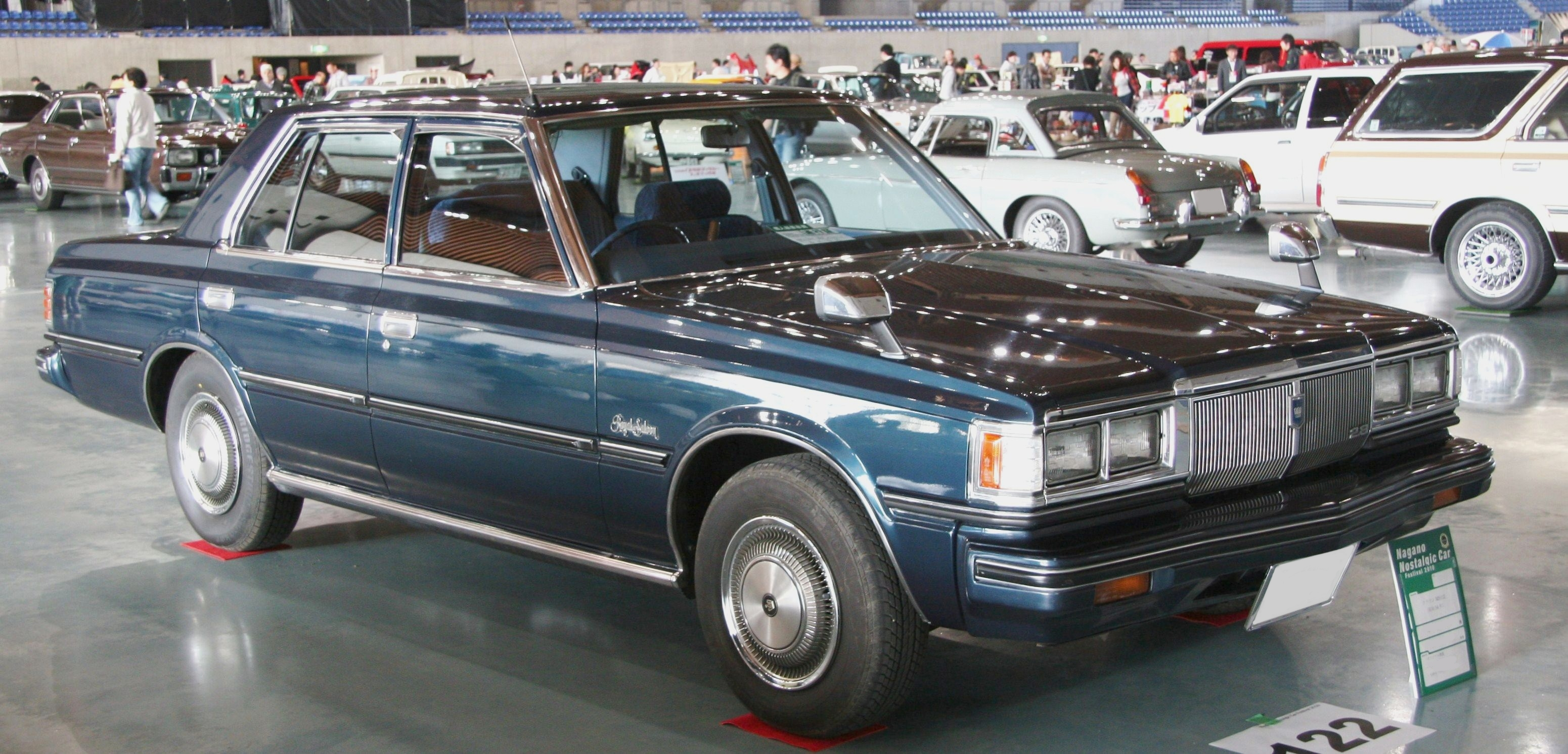
토요타 크라운 정측면

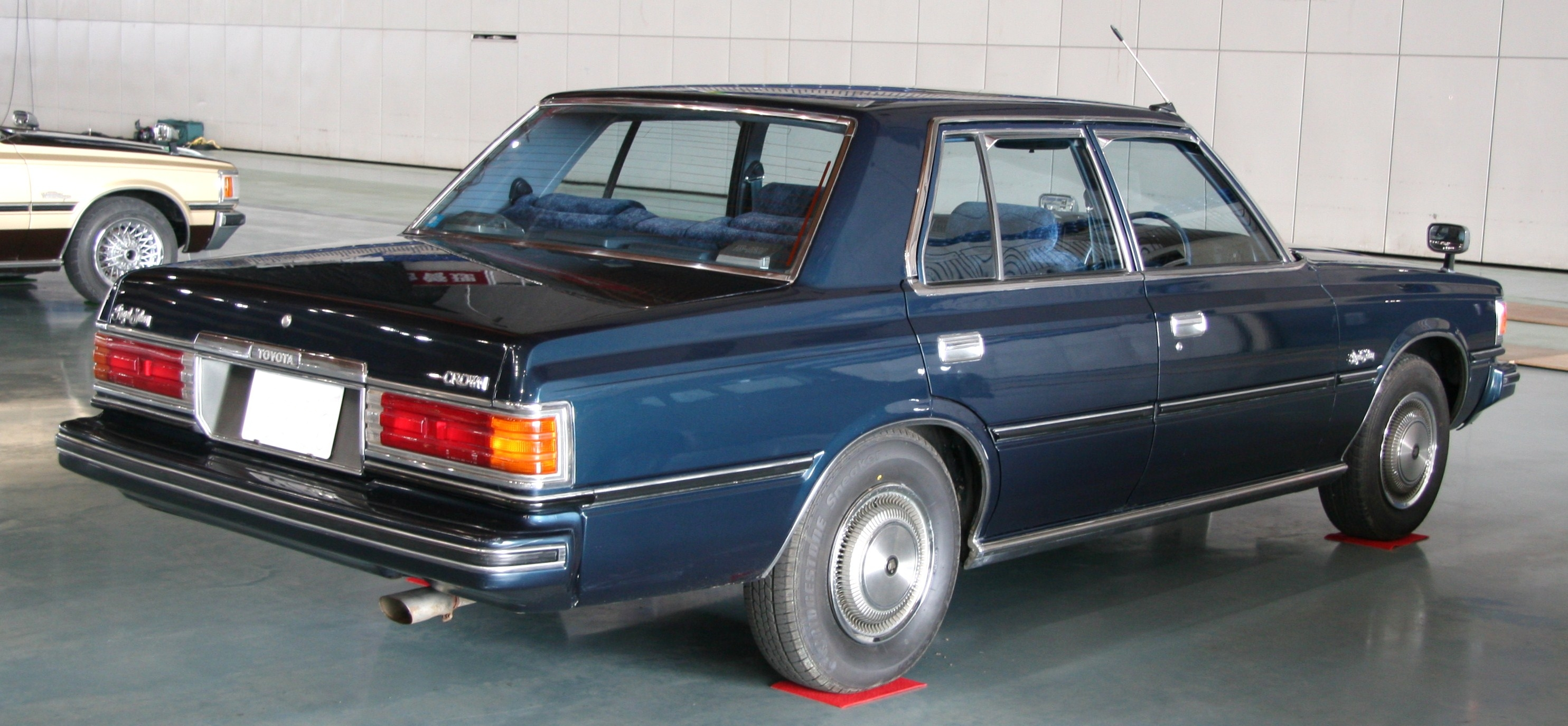
토요타 크라운 후측면

여전히 직선 위주의 디자인이 쓰였으나, 세련된 이미지가 더해졌다. 4세대에 처음 적용된 후에 5세대에서는 잠시 자취를 감추었던 차체 색상과 동일한 색상의 범퍼(충격 흡수식)가 장착되어 악센트를 주었다. 운전석 파워 시트, 크루즈 컴퓨터, 2톤 차체 색상이 적용되었다. 1980년에는 스테이션 왜건에는 파워 윈도우, 래디얼 타이어사 적용된 25주년 특별 기념 트림이 200대 한정 판매되었다.

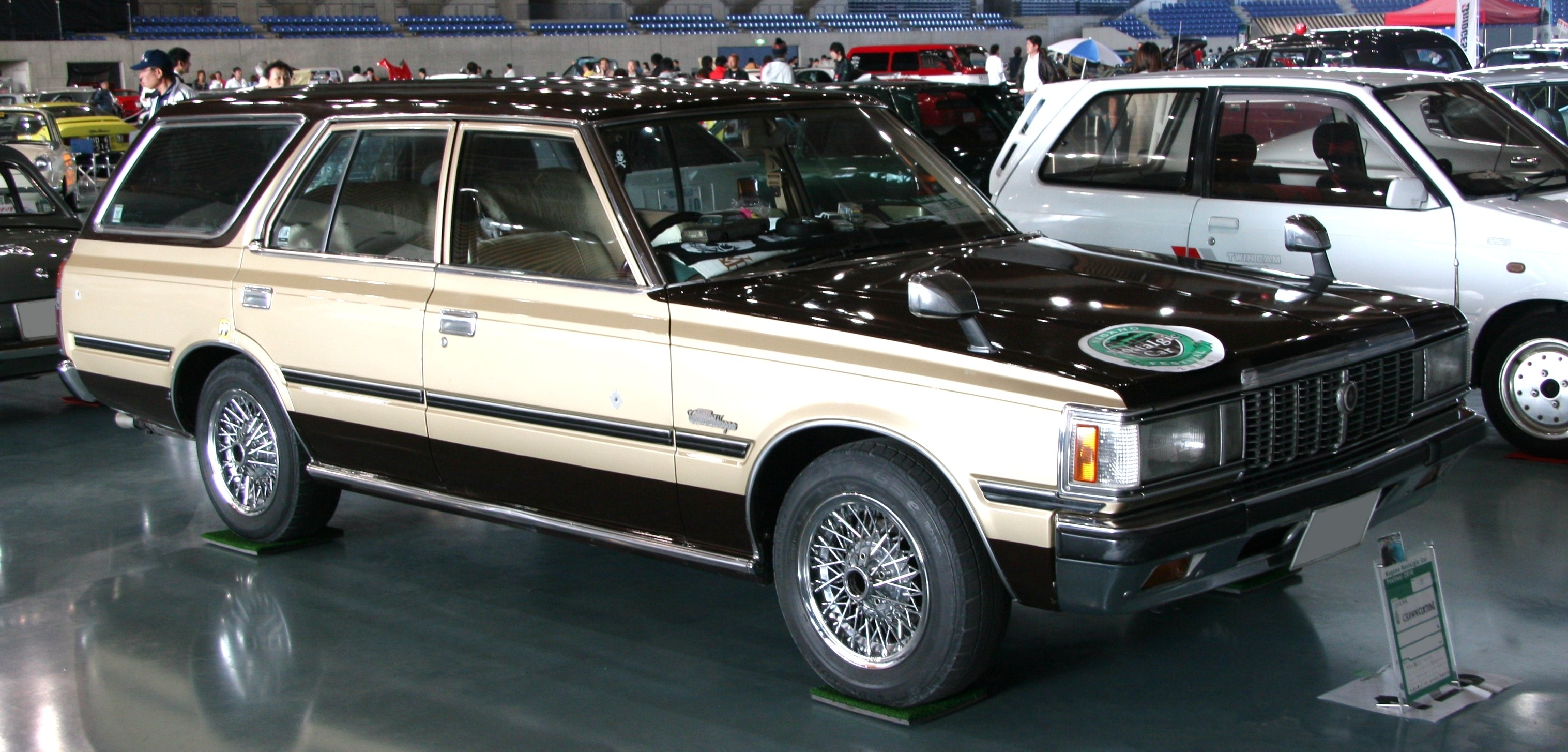
토요타 크라운 스테이션 왜건 정측면
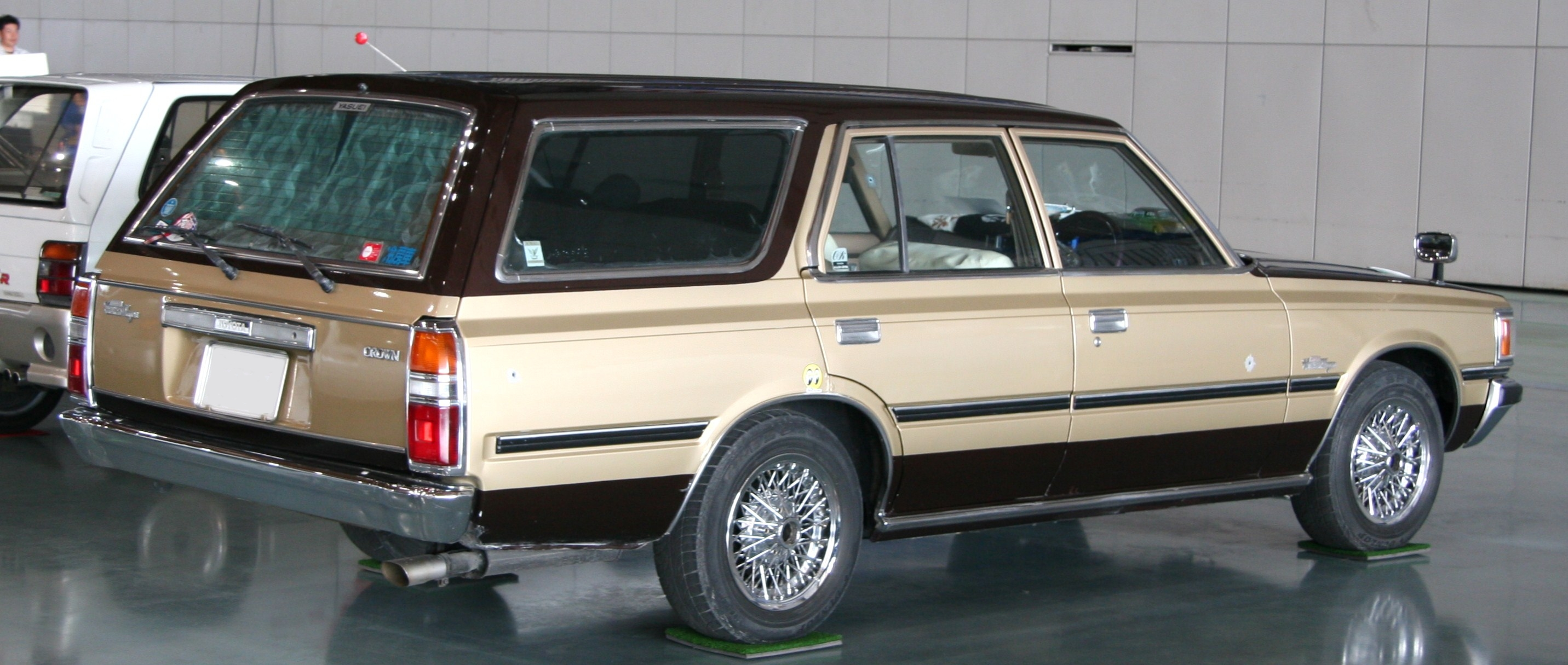
토요타 크라운 스테이션 왜건 후측면

## 7세대

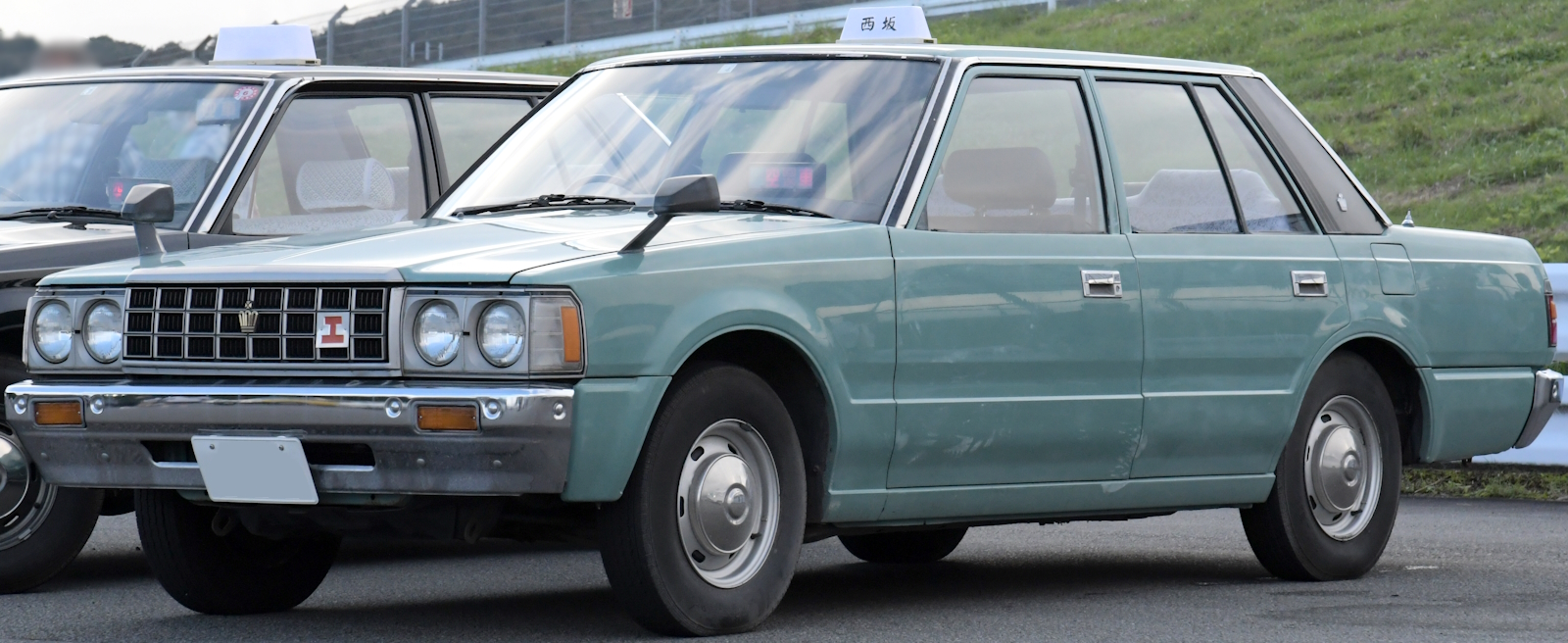
토요타 크라운 정측면

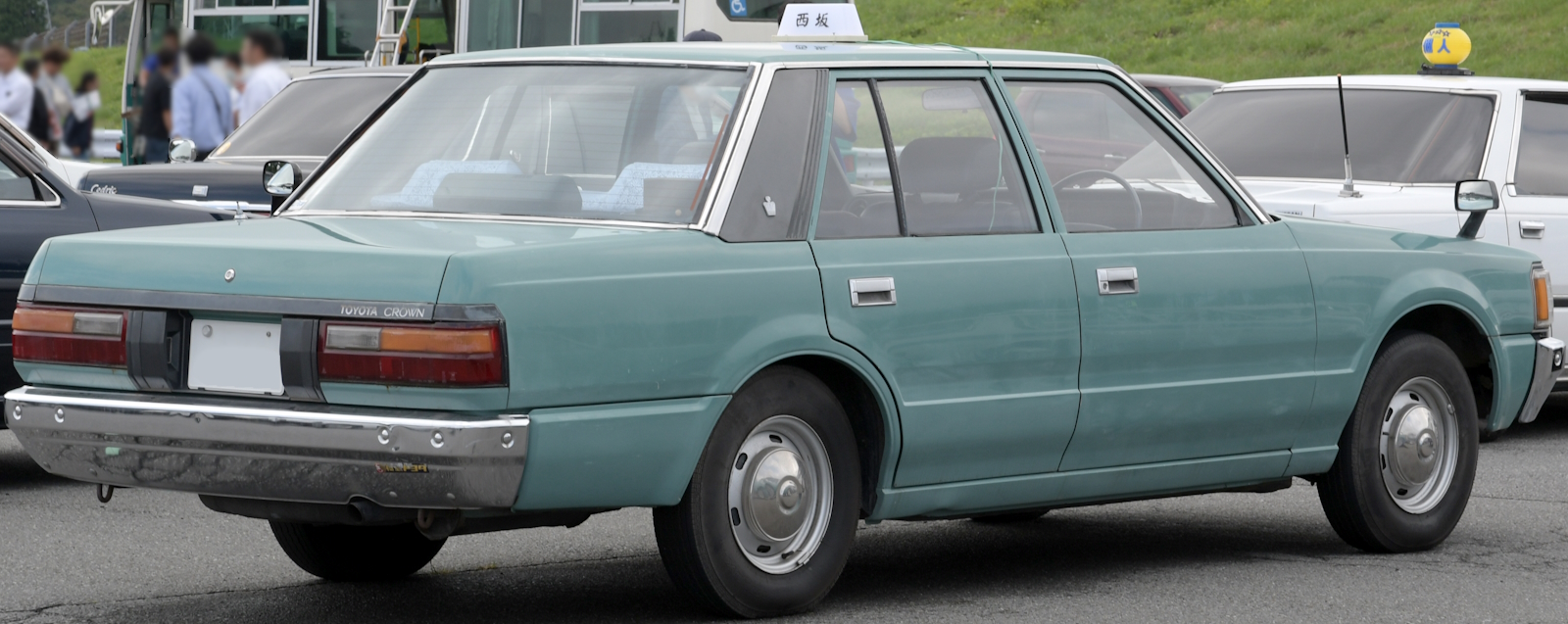
토요타 크라운 정측면

소어러의 출시에 따라 하드탑 쿠페는 더 이상 출시되지 않았다. 세단은 크리스탈 필러라고 불리는 C 필러 주위의 수지 처리가 특징이며, 하드탑 세단의 아웃 사이드 미러는 앞 펜더에서 도어로 위치가 옮겨졌다. 소형차의 기준이 개정(앞 오버 행 800mm 이하, 휠 베이스 2,700mm 이하, 뒤 오버 행 1,200mm 이하, 전장 4,700mm 이하)되어 휠 베이스가 6세대에 비하여 30mm 늘어난 2,720mm가 되었다. 최고급 트림인 로얄 살롱 G와 스포티 트림인 애슬리트가 7세대에 처음 등장하였다.

## 8세대

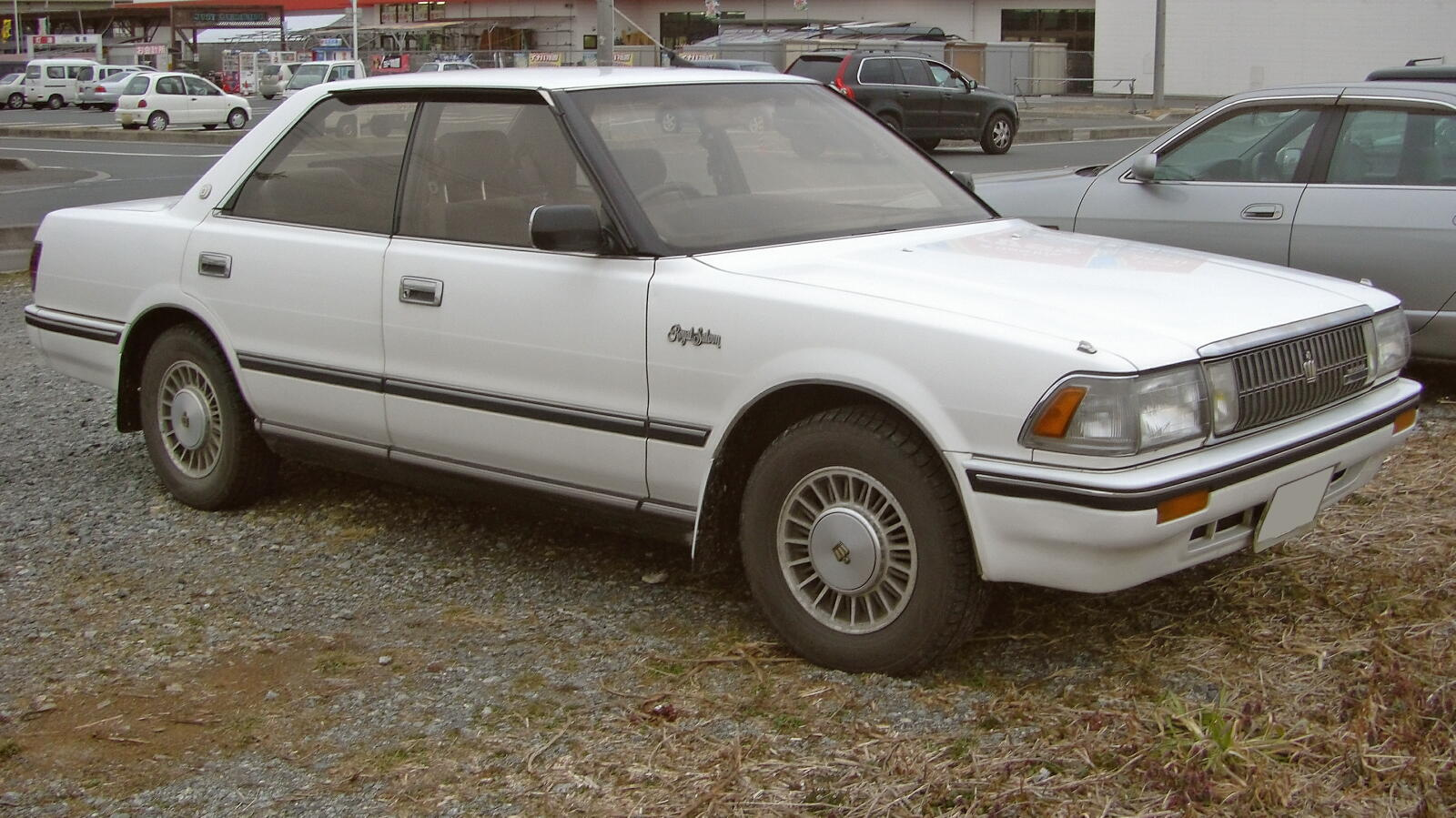
토요타 크라운 하드탑 세단 정측면

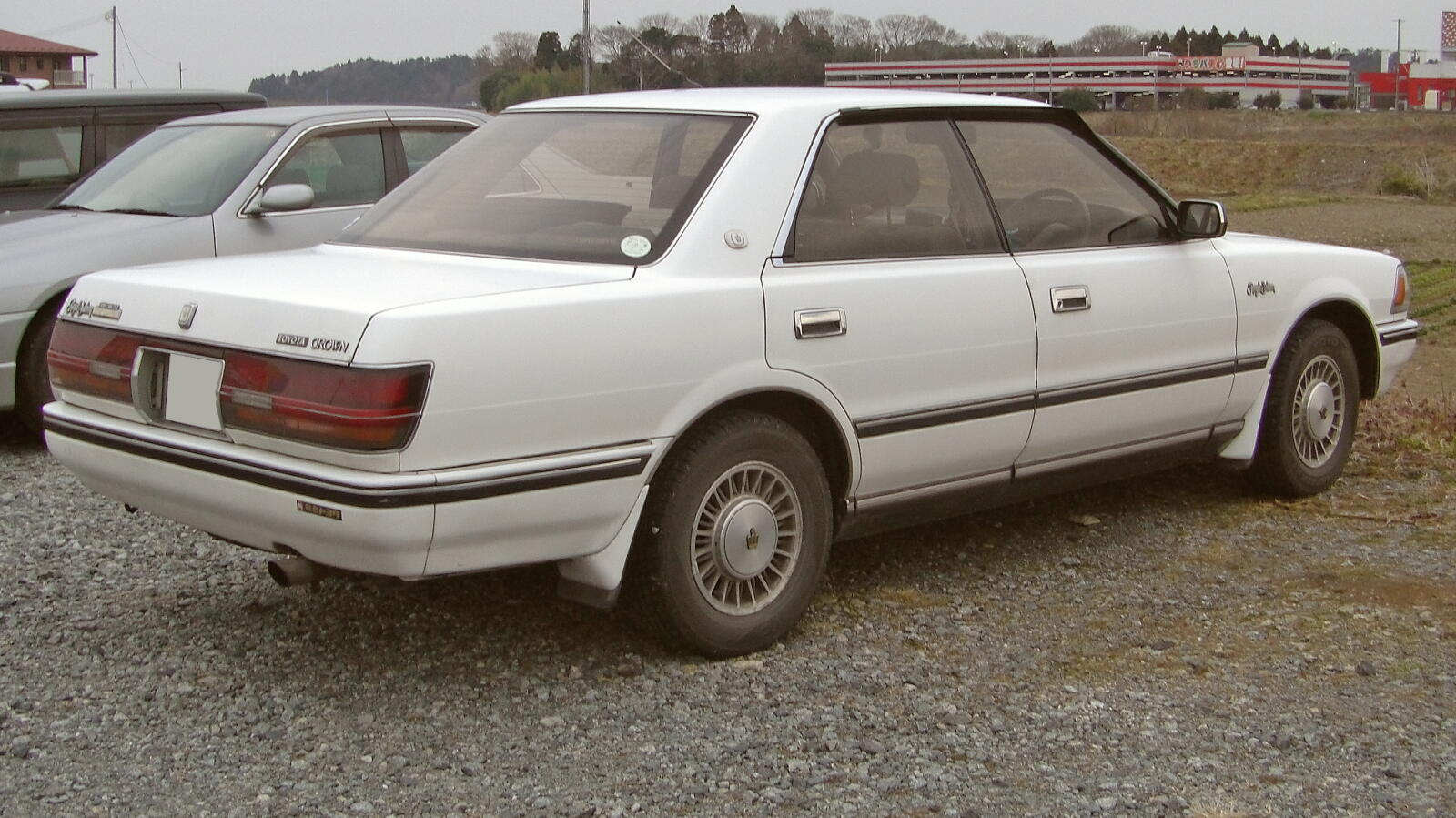
토요타 크라운 하드탑 세단 후측면

디자인은 7세대의 모습이 연상되면서도 크리스탈 필러가 없어지고, 곡면의 비율을 높였다. 에어 서스펜션, 트랙션 컨트롤, CD-ROM 정보에 의한 내비게이션 기능을 가진 일렉트릭 멀티 비전 등이 적용되었다. 에어 서스펜션, 트랙션 컨트롤 등이 적용되었다. 판매 시기가 일본의 거품 경제와 겹쳐 월간 판매량에서 코롤라를 넘은 적도 있었다. 연간 판매 순위 역시 1988년부터 1990년까지 코롤라, 마크 Ⅱ에 이어 3위를 기록하였다. 1990년에는 역대 최고량인 239,858대가 판매되었다. 하드탑 세단은 1991년에 8세대의 출시로 인하여 단종되었으나, 세단은 1995년, 스테이션 왜건은 1999년까지 생산되었다.

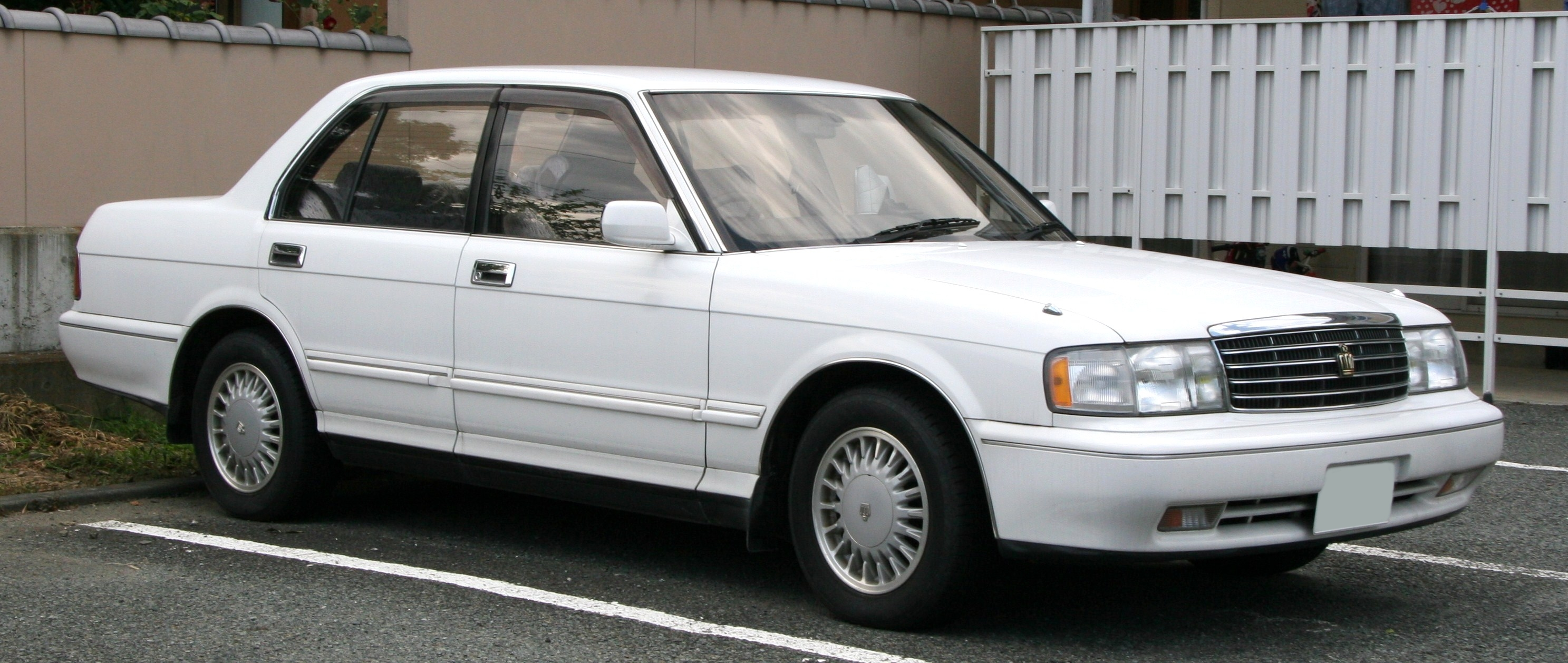
토요타 크라운(후기형) 정측면
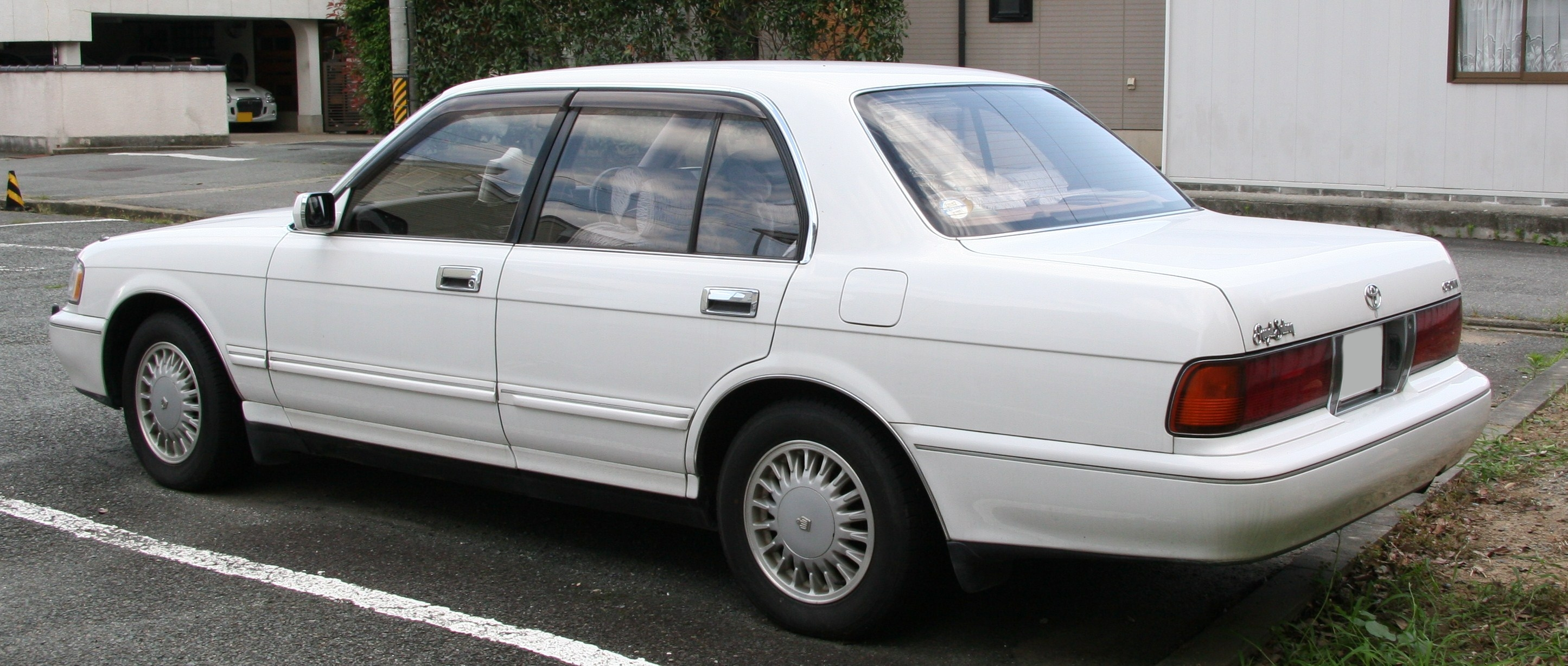
토요타 크라운(후기형) 후측면
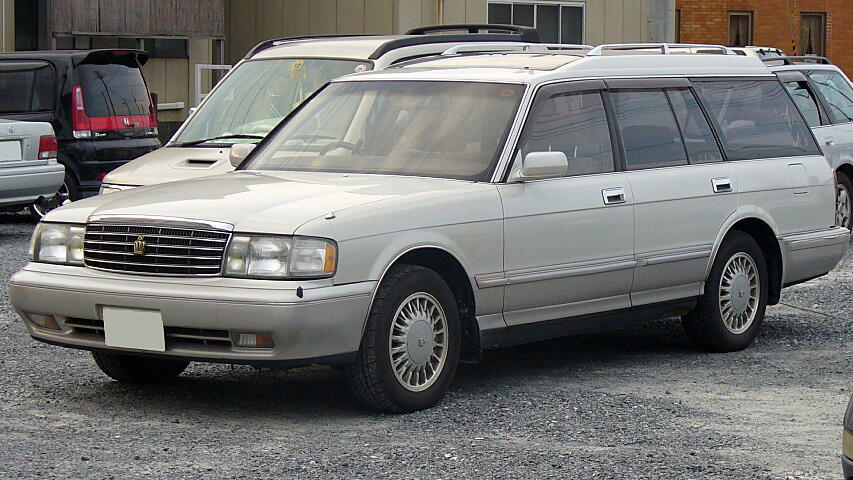
토요타 크라운 스테이션 왜건(후기형) 정측면
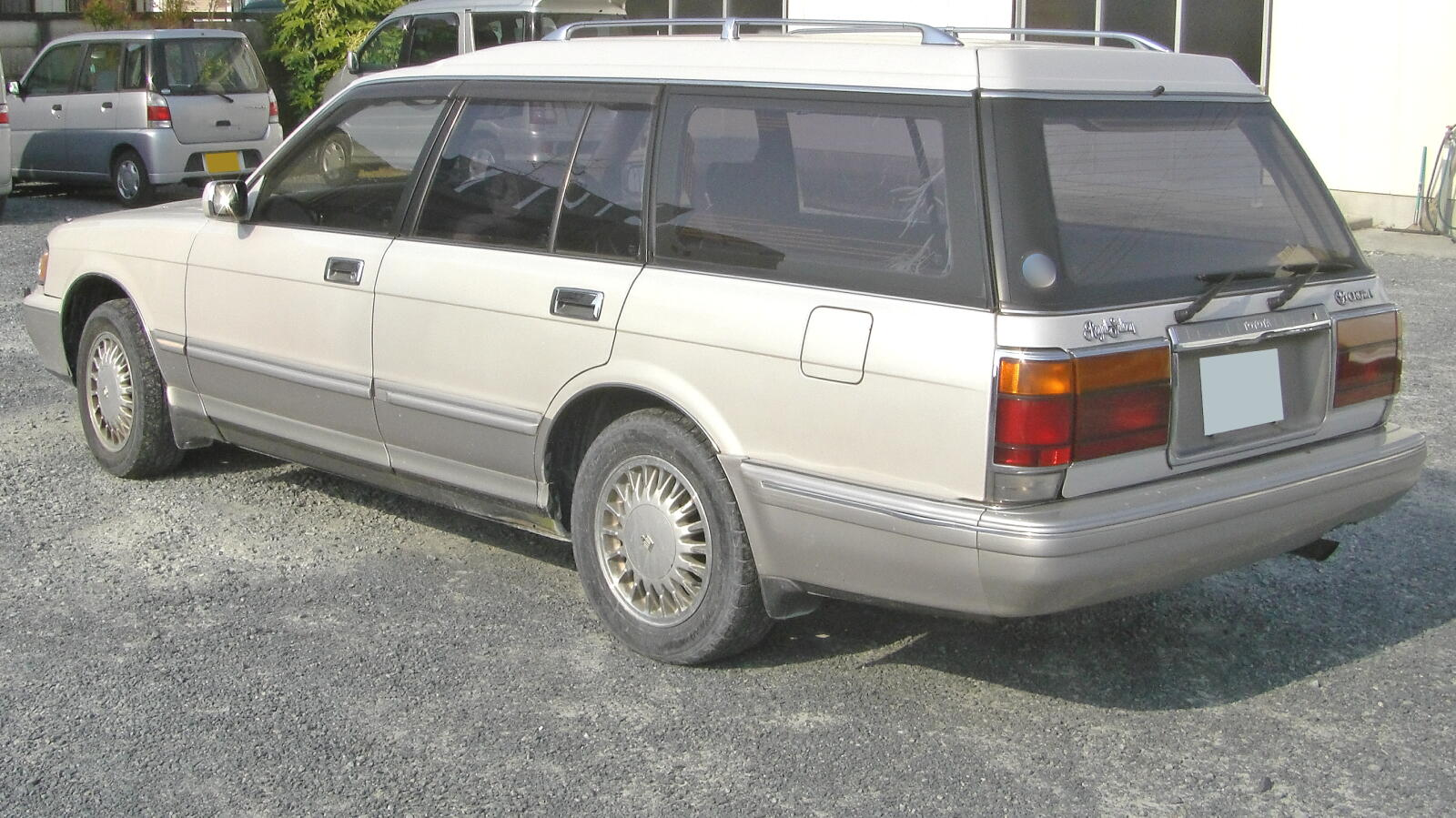
토요타 크라운 스테이션 왜건(후기형) 후측면

## 9세대

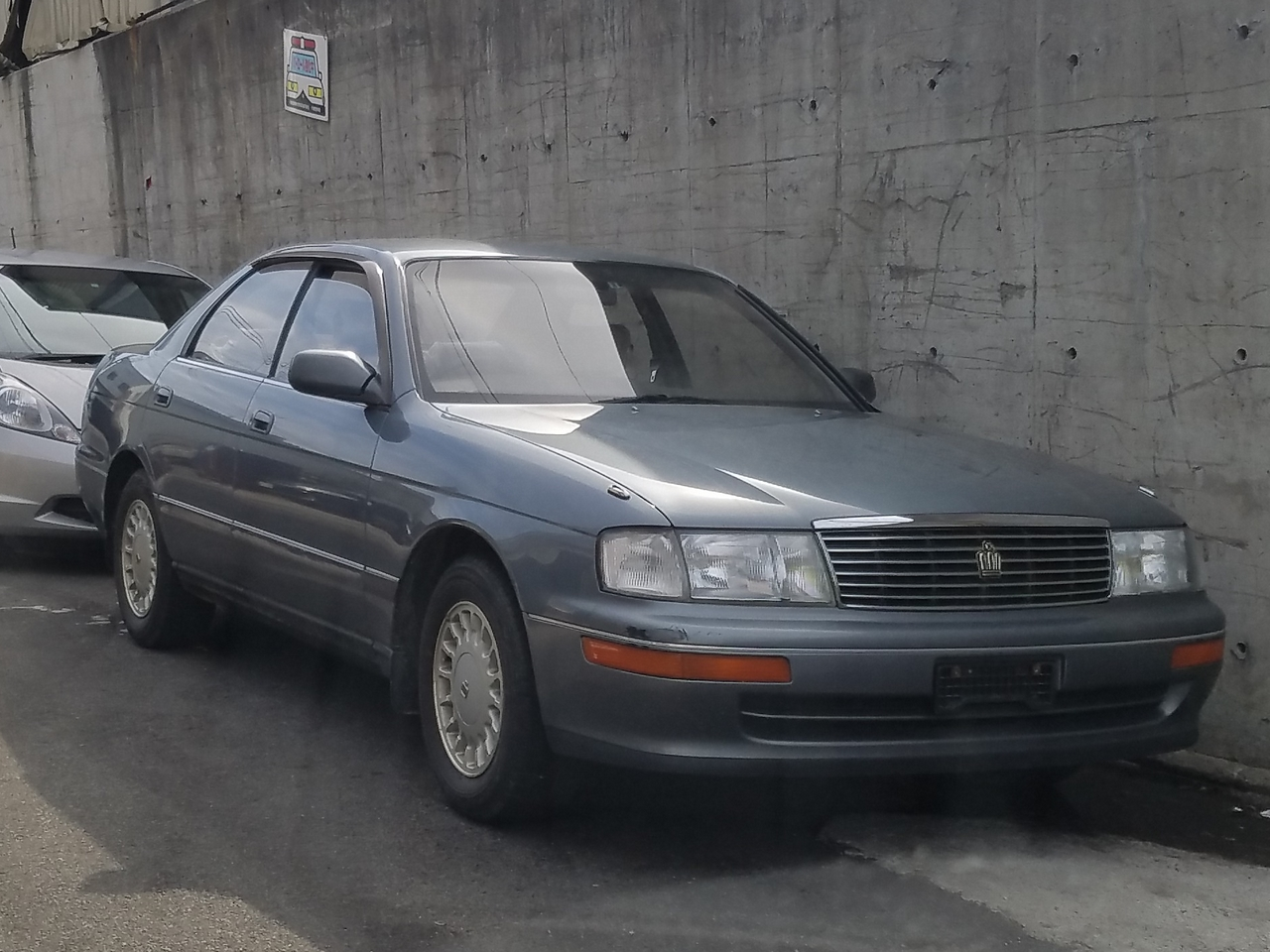
토요타 크라운 정측면

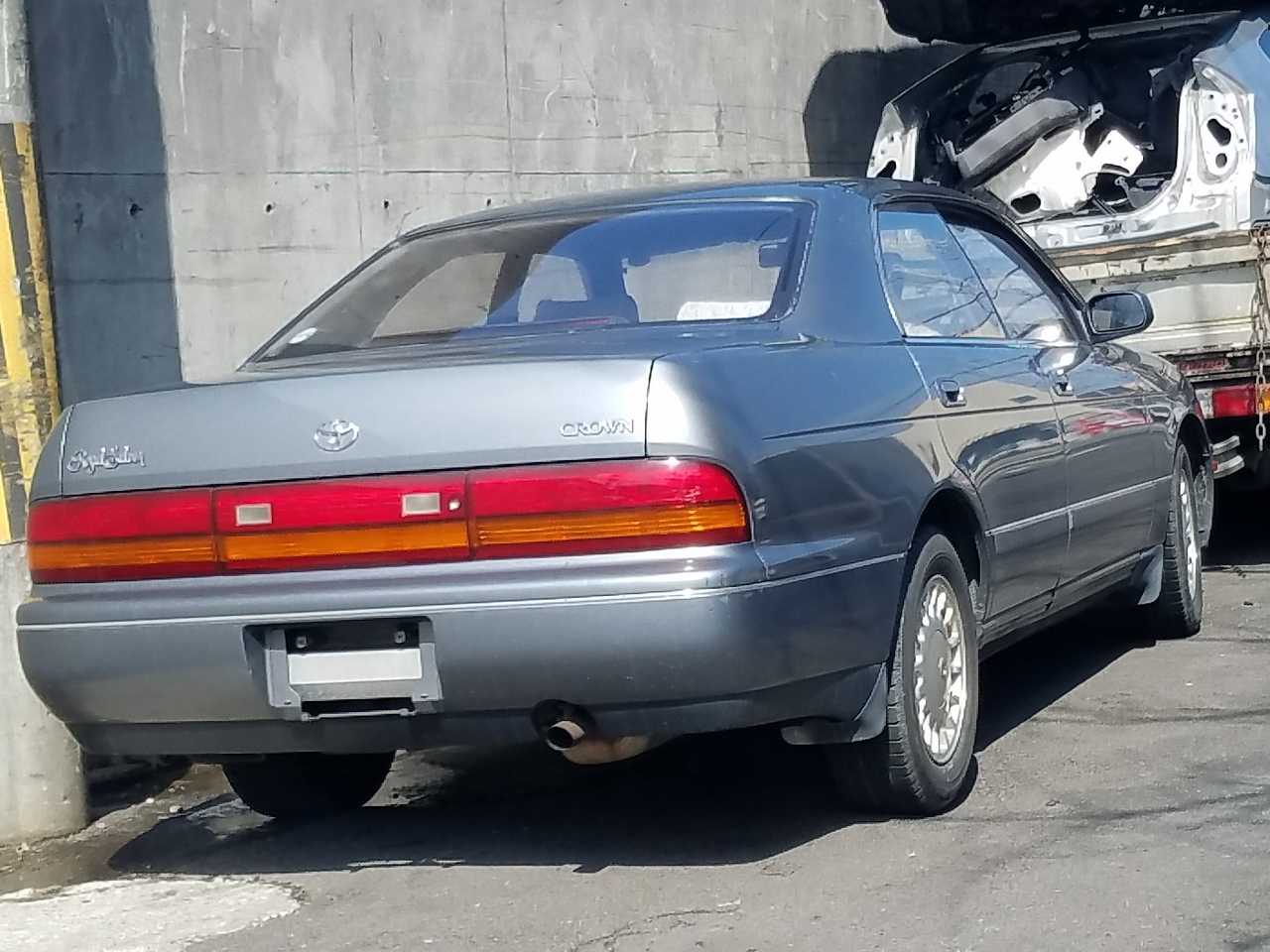
토요타 크라운 후측면

기존 크라운보다 한 등급 높은 크라운 마제스타가 동시에 출시되었다. 크라운 마제스타는 모노코크 차체가 적용되었으나, 크라운은 아직 프레임 차체가 쓰였다. 하드탑 세단은 기본적으로 로얄 시리즈로 불렸고, 스포티 트림인 애슬리트 L을 대신하는 로얄 투어링이 등장하였다. 5단 자동변속기가 처음 적용되었고, 운전석 에어백 역시 선택 사양으로 처음 적용되었다. 하드탑 세단만 풀 모델 체인지를 거친 것이기에 역대 크라운 중에서 유일하게 세단이 존재하지 않는다. 9세대부터는 앞 펜더에 트림명 엠블럼이 붙지 않게 되었다. 8세대에 비하여 돌출감이 줄어든 디자인은 악평을 받아 4세대 이후의 실패작이라는 오명을 썼고, 경쟁 차종이던 닛산 세드릭과 글로리아에도 밀렸다. 1993년에는 뒷 번호판의 위치를 범퍼에서 트렁크 리드로 옮겼고, 격자형 라디에이터 그릴이 적용되는 등의 개선을 이루어 판매량에서 반격에 성공하였다.

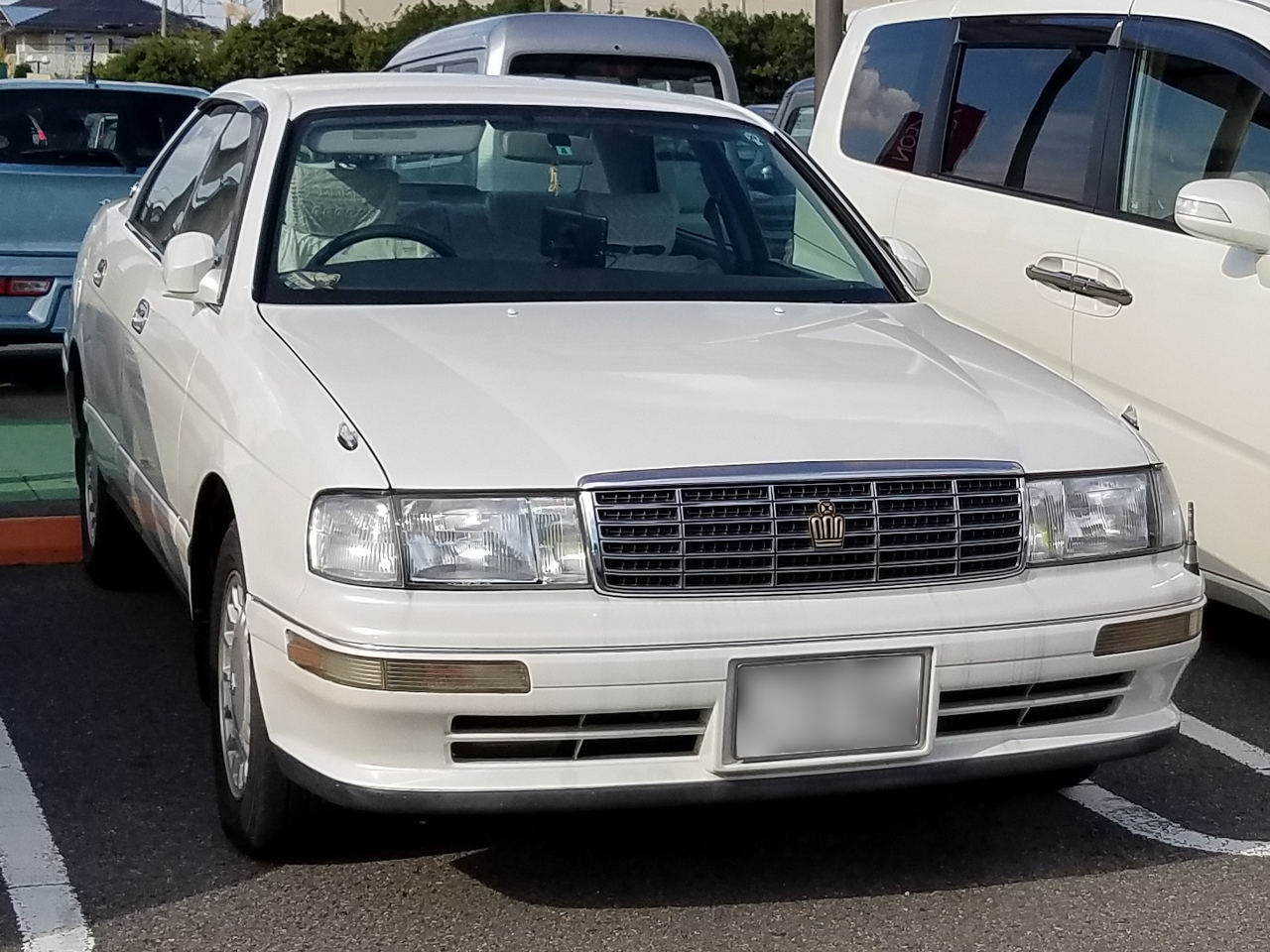
토요타 크라운(후기형) 정측면
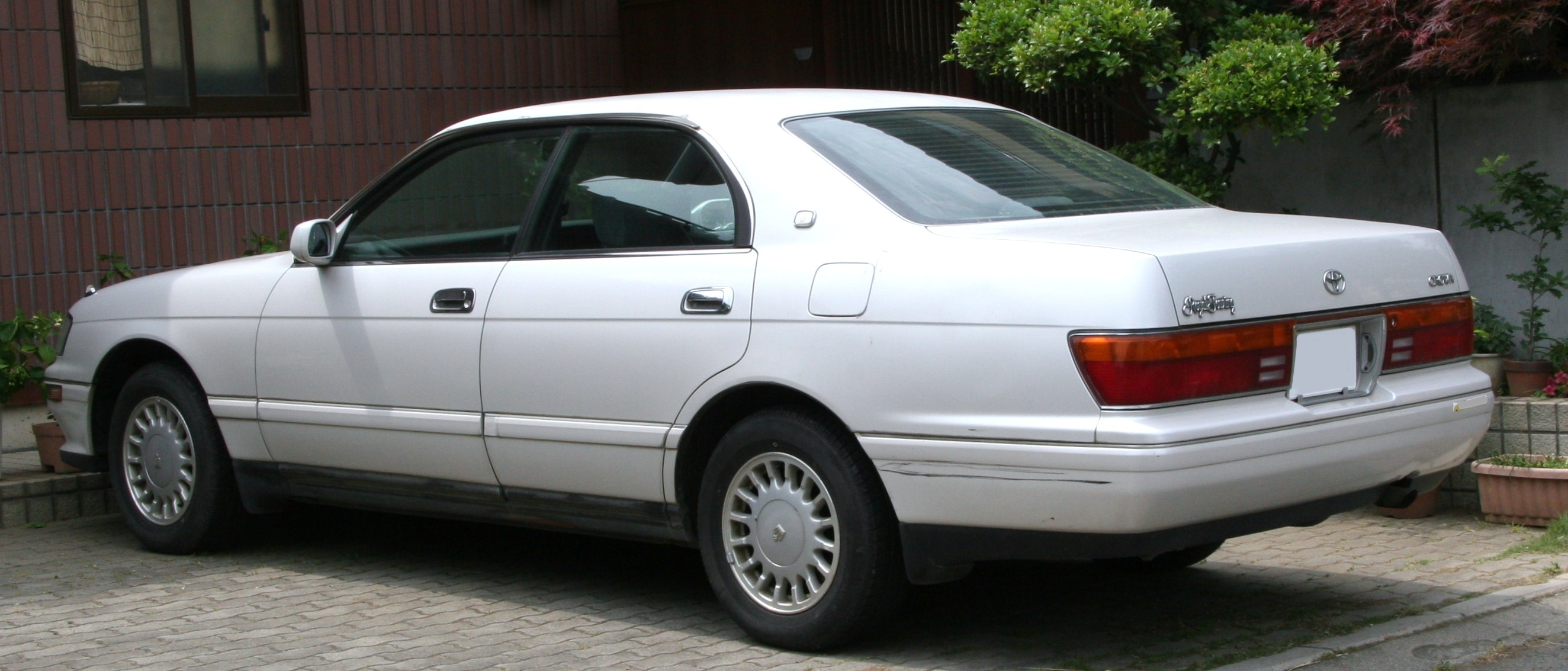
토요타 크라운(후기형) 후측면

## 10세대

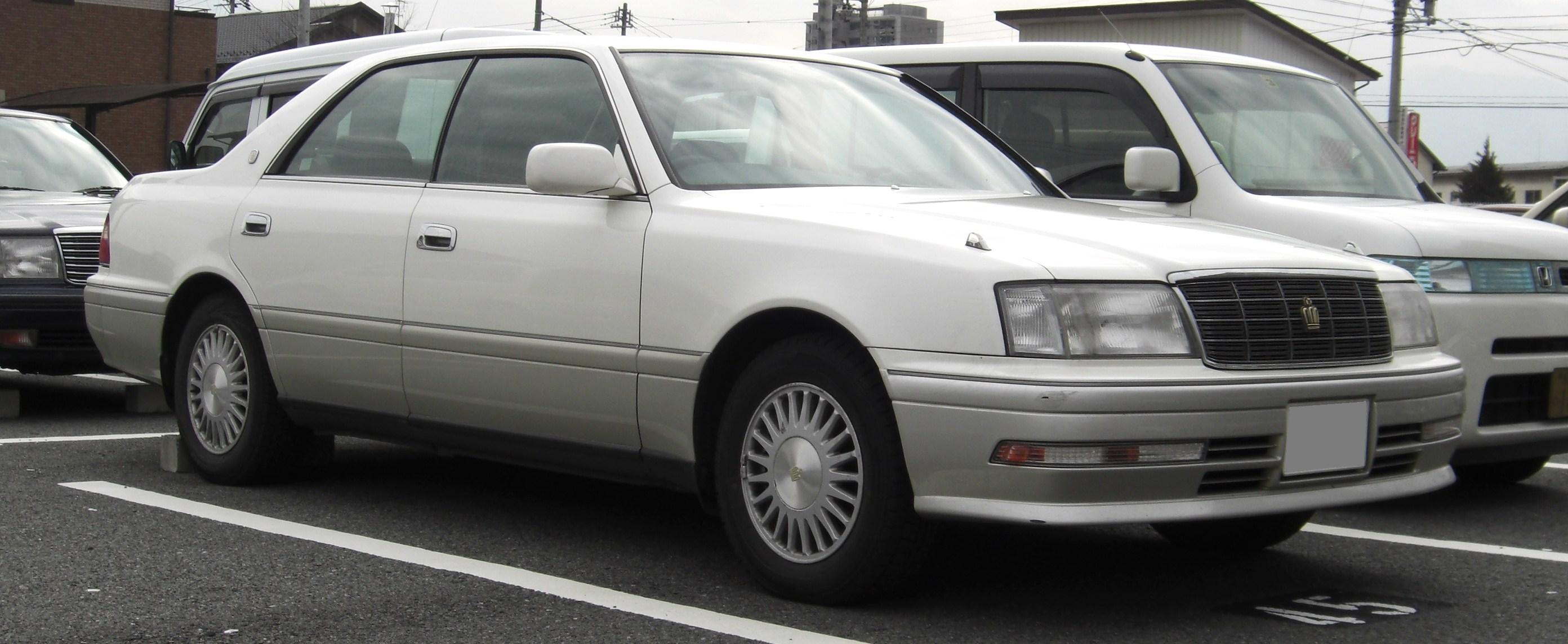
토요타 크라운 하드탑 세단 정측면

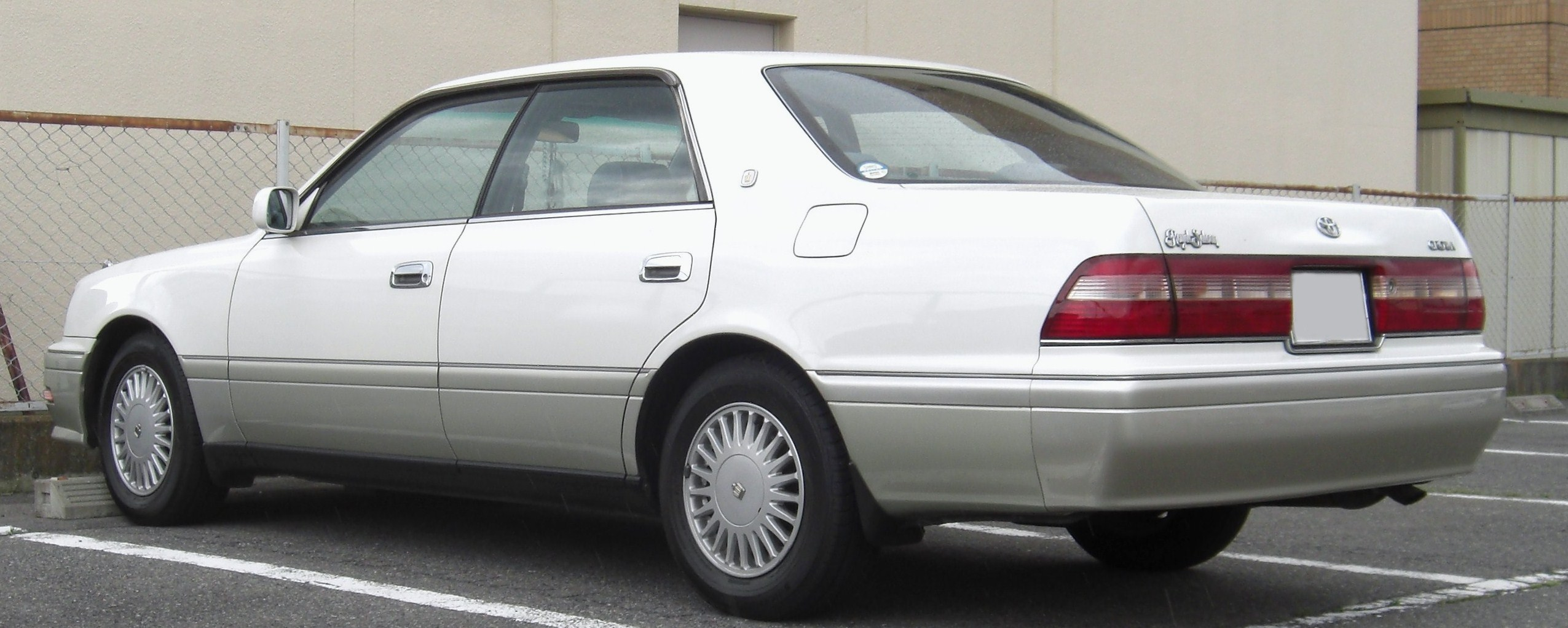
토요타 크라운 하드탑 세단 정측면

1991년에 출시된 크라운 마제스타를 제외하면 역대 크라운 최초로 모노코크 차체가 적용되었고, 이 덕분에 9세대에 비하여 100kg 이상 줄여 경량화를 실현하였다. 보수적인 이미지를 지니면서도 쾌적성에서 성능 위주의 전환이 명확하게 나타났다. 하드탑 세단 외에 세단도 함께 풀 모델 체인지를 거쳤다. 역대 크라운 중 4륜구동이 처음 적용되었고, 원가절감을 위하여 에어 서스펜션은 삭제되었다.
이 코드명 XS10형 모델이 나왔는데 자세한 내용은 토요타 크라운 컴포트 참조. 이쪽은 2017년 3월까지 생산했다.

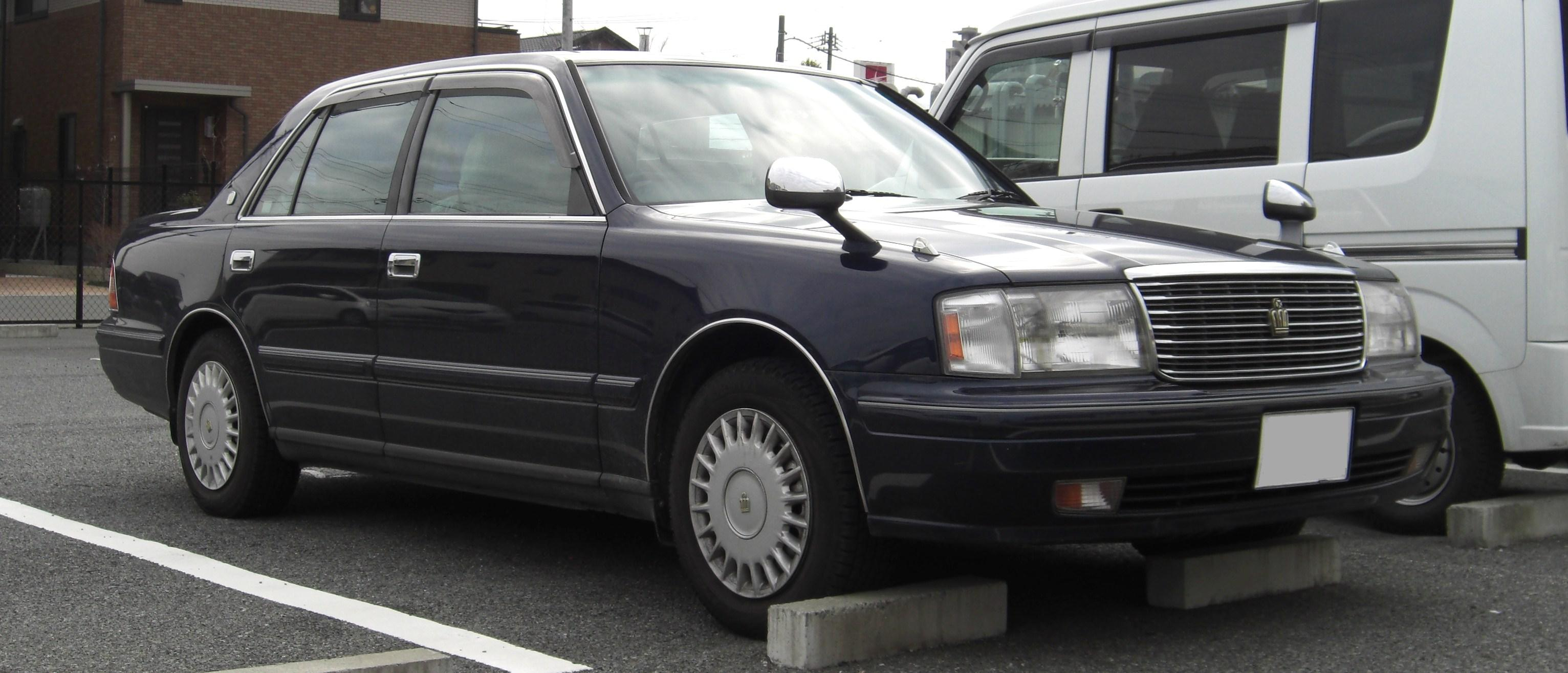
토요타 크라운 정측면
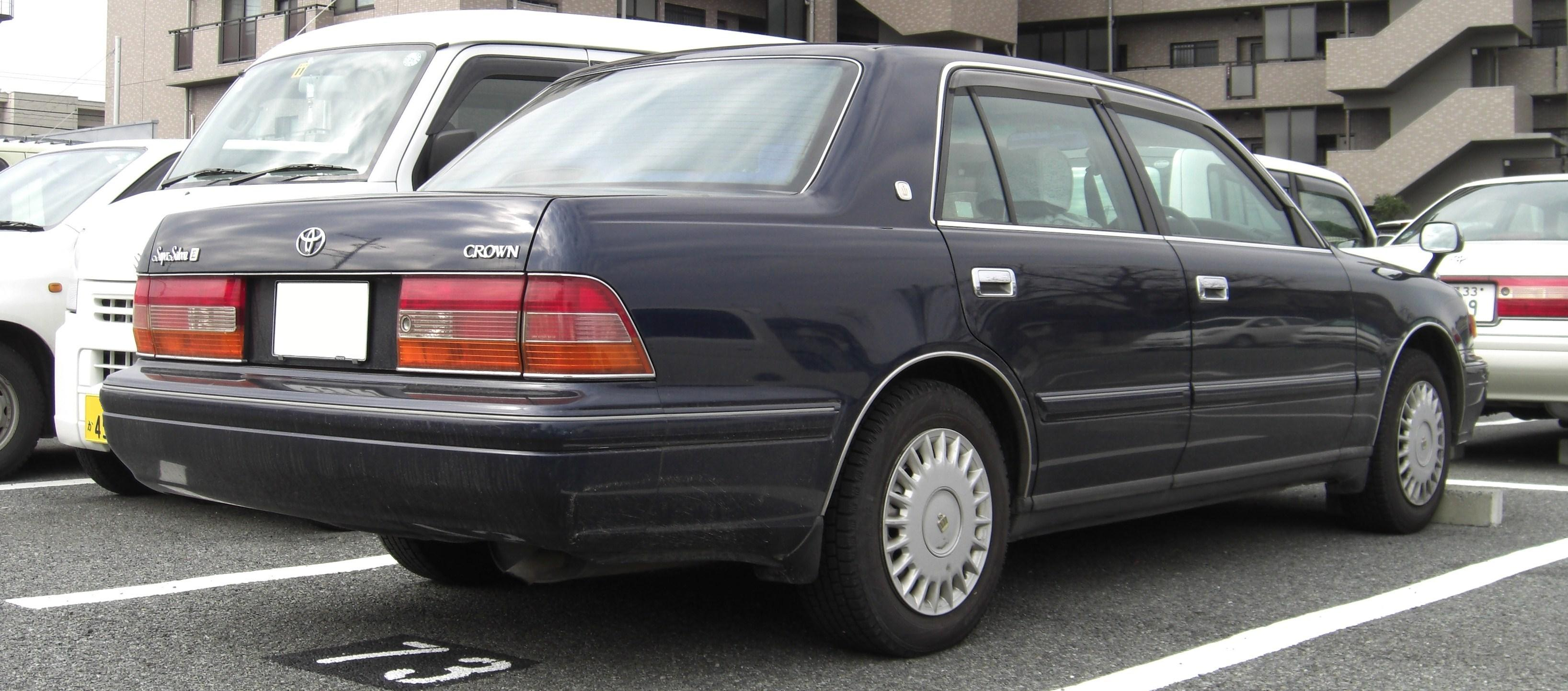
토요타 크라운 후측면

## 11세대

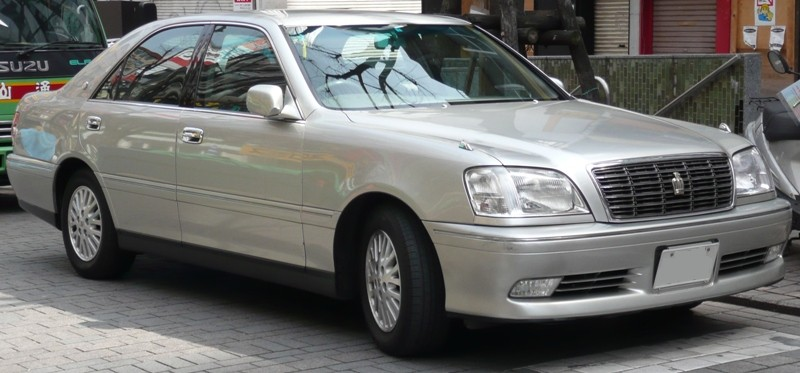
토요타 크라운 로얄 시리즈 정측면

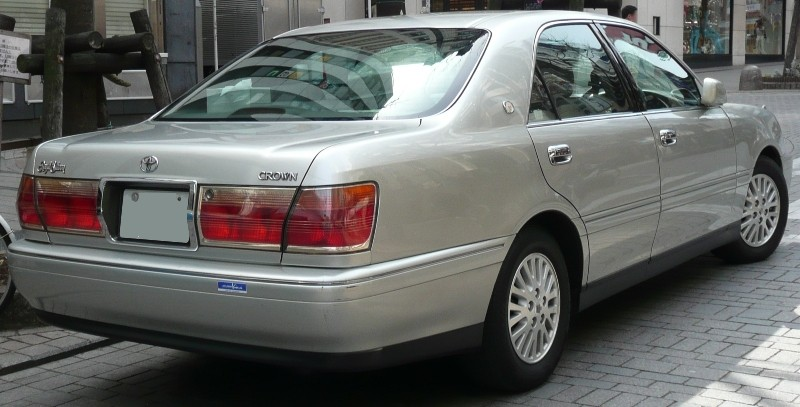
토요타 크라운 로얄 시리즈 후측면

차체 강성을 향상시키기 위하여 25년 동안 판매되던 프레임리스 도어를 지닌 하드탑 세단이 폐지되었다. 스포티 트림은 8세대까지 사용되던 애슬리트라는 명칭이 부활하였다. 8세대에 머물렀던 스테이션 왜건도 풀 모델 체인지를 거쳐 차명이 크라운 에스테이트로 변경되었으나, 2007년에 단종되어 크라운 계보에서 스테이션 왜건은 끊기게 된다. 2001년부터는 하이브리드 사양이 최초로 추가되었다. 법인 시장을 겨냥한 세단은 2001년에 풀 모델 체인지를 거쳤다.

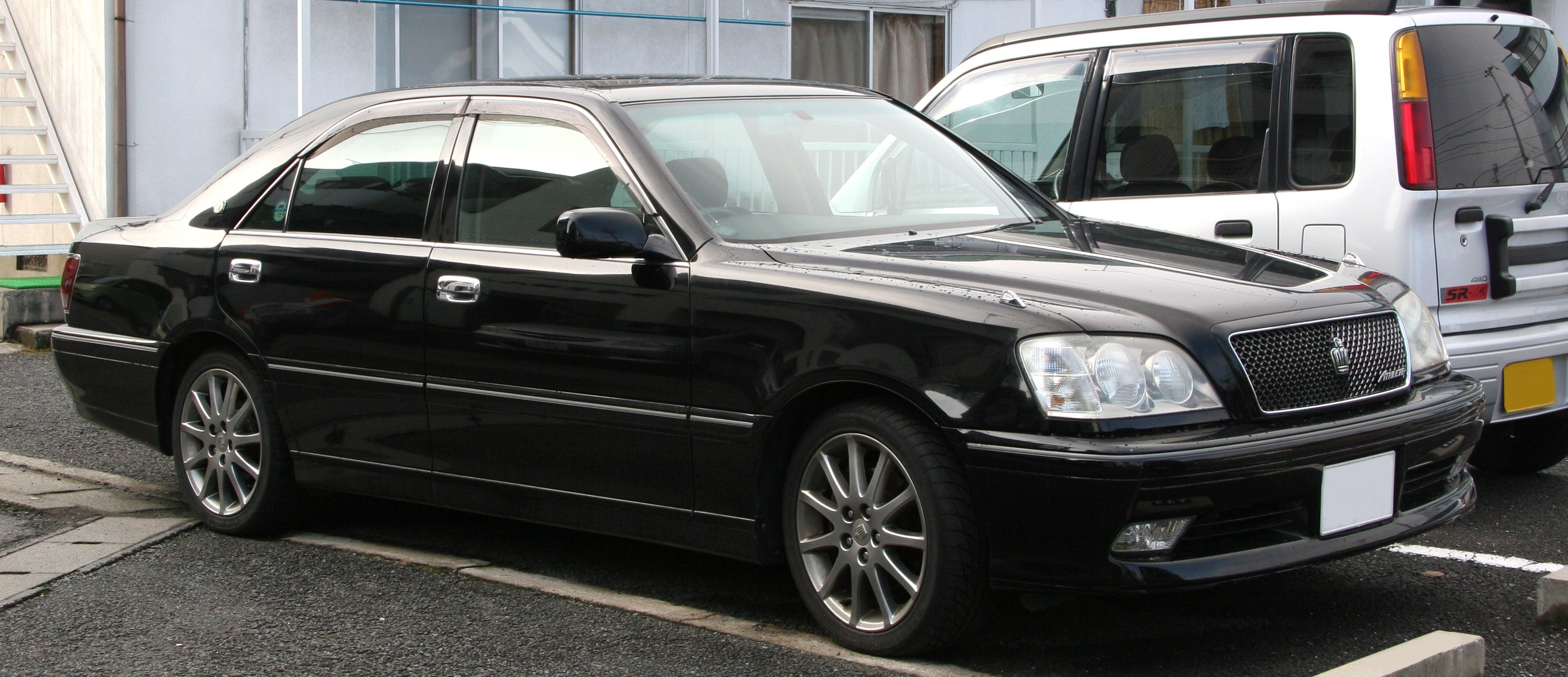
토요타 크라운 애슬리트 시리즈 정측면
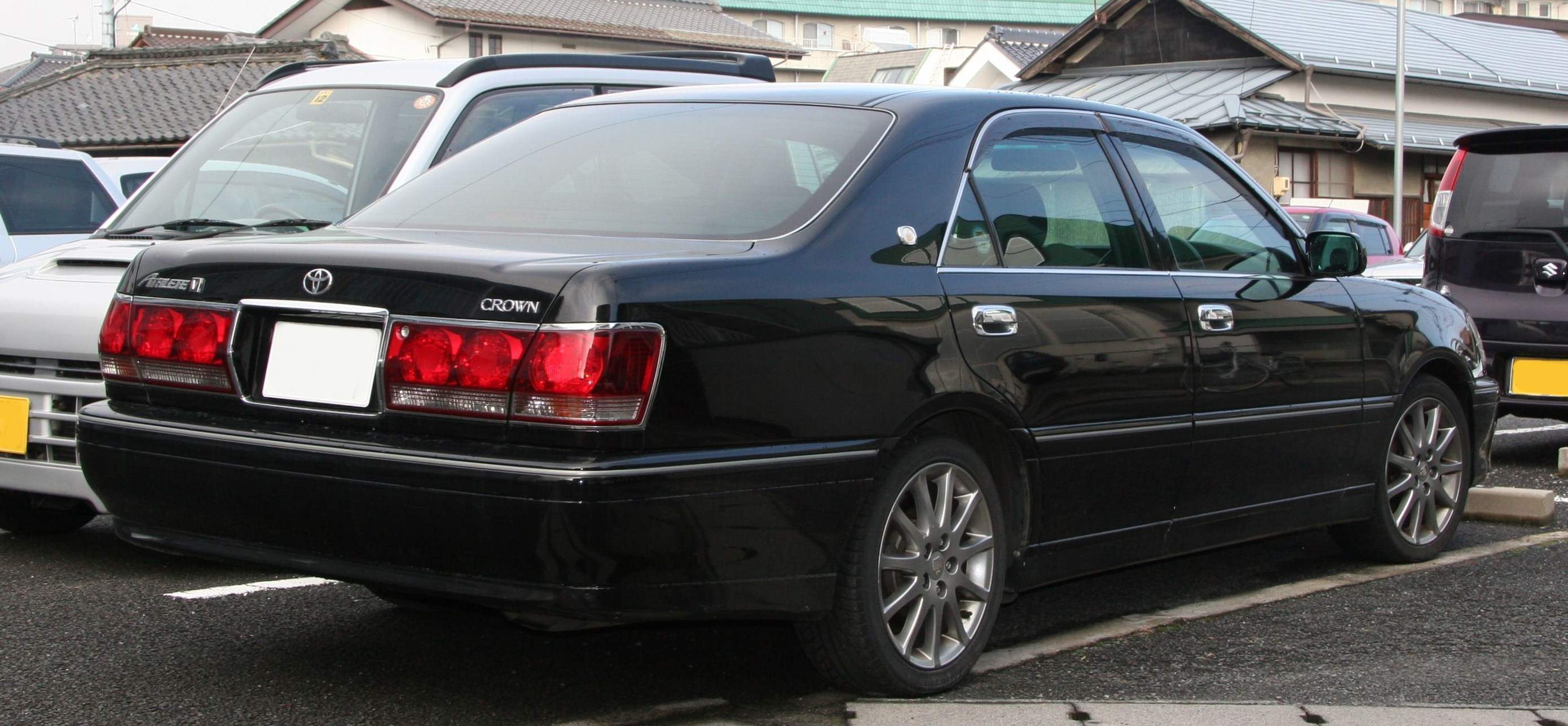
토요타 크라운 애슬리트 시리즈 후측면

## 12세대

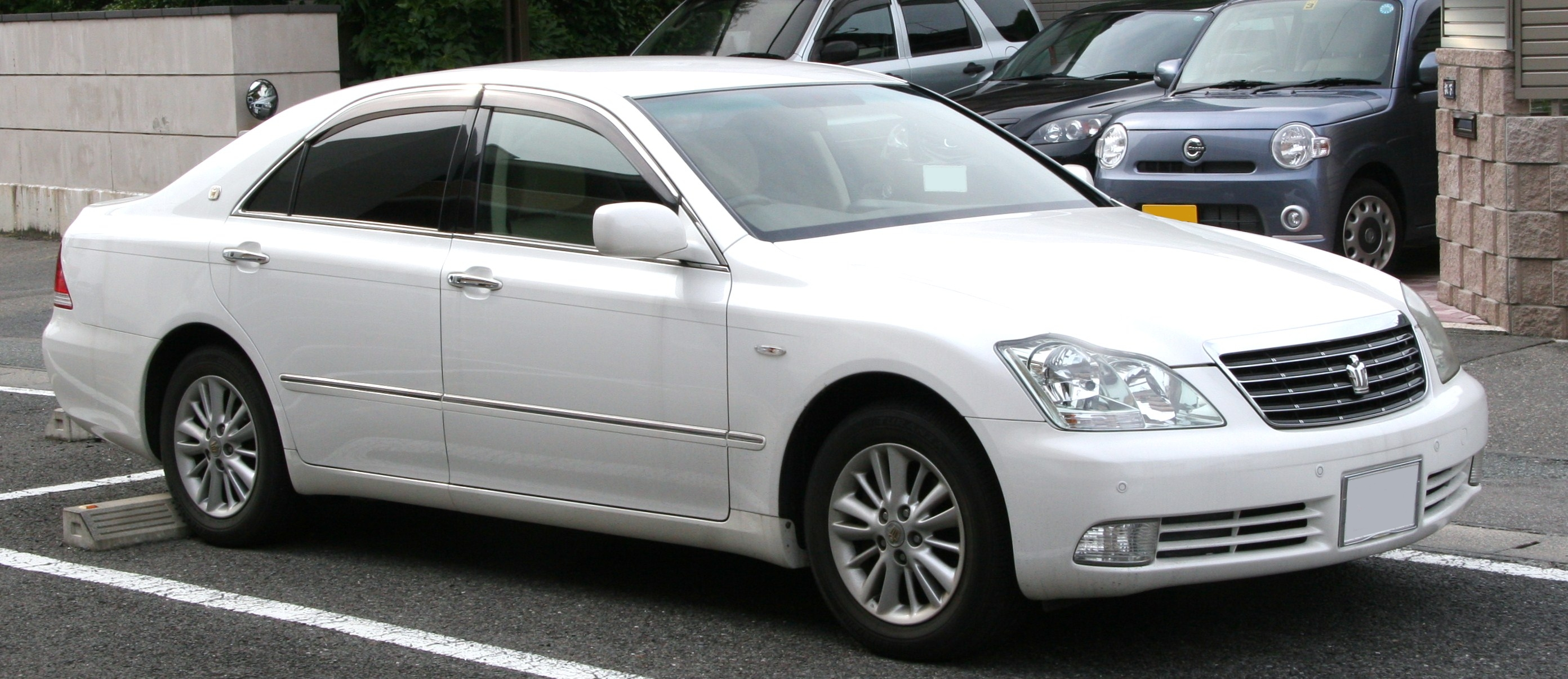
토요타 크라운 로얄 시리즈 정측면

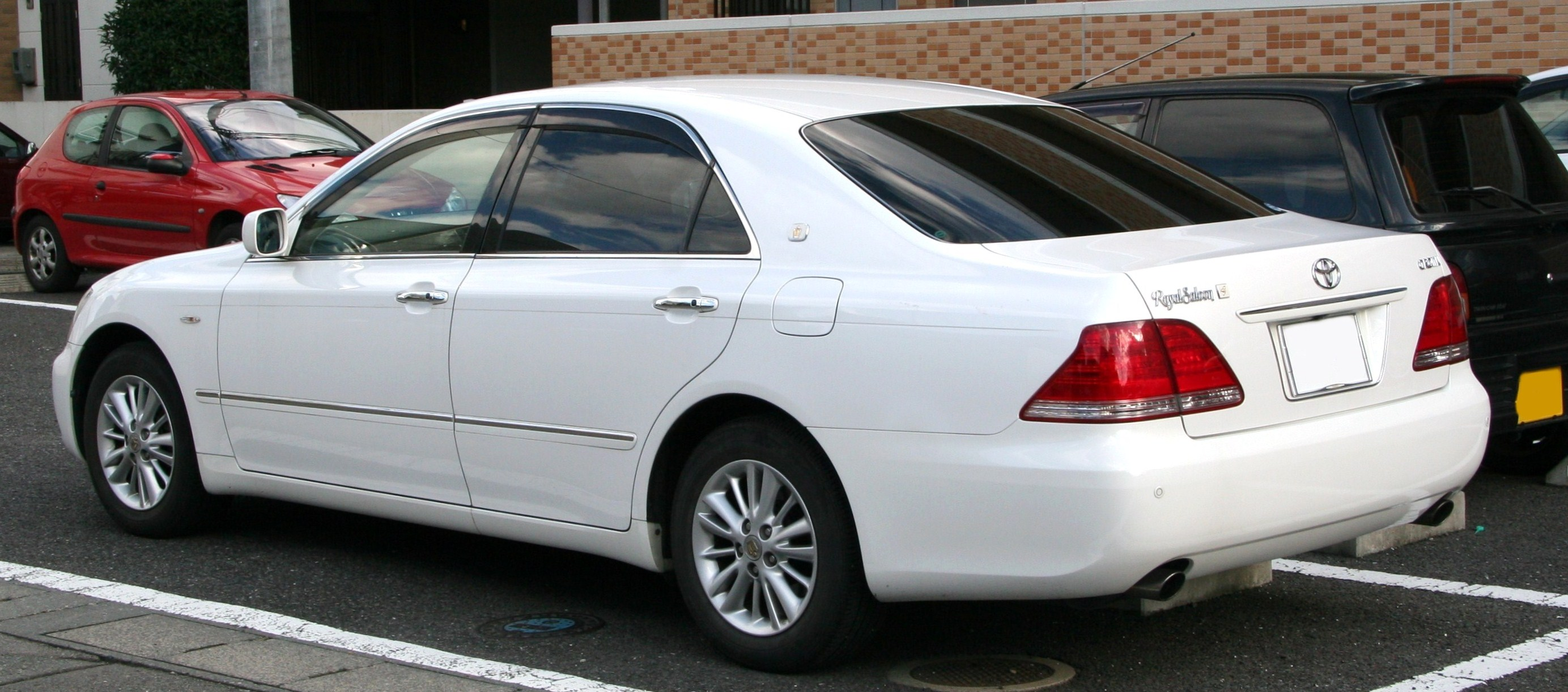
토요타 크라운 로얄 시리즈 후측면

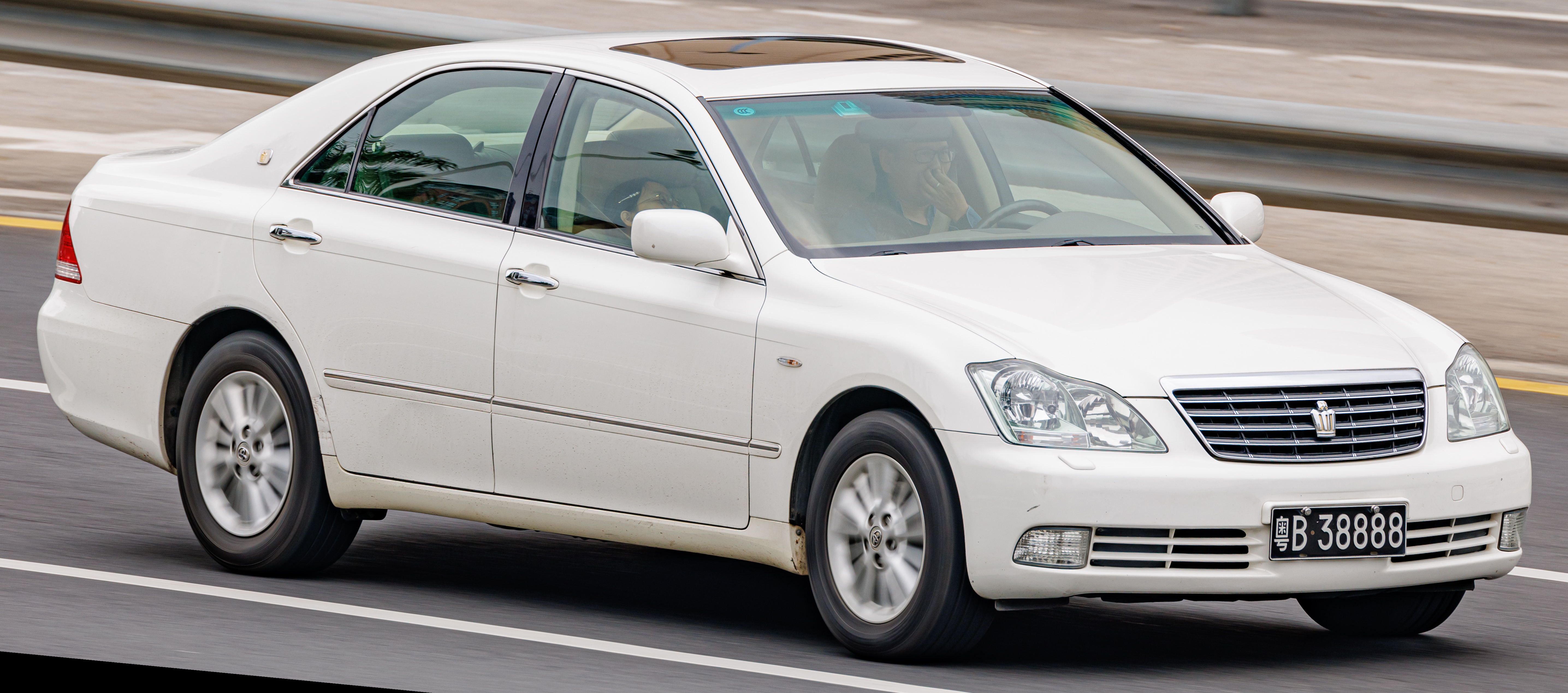
토요타 크라운 중국 사양

광고 슬로건으로 인하여 제로 크라운으로 통칭. 오랫동안 쓰였던 직렬 6기통 엔진에서 저소음과 배기 가스 감소를 실현한 V형 6기통 엔진으로 바뀌었다. 스포티한 느낌이 묻어나는 유려한 디자인은 큰 특징이 되어 오랫동안 갖고 있던 보수적인 이미지를 일신하는 계기가 되었고, 공기 저항 계수(Cd)는 0.27을 기록하였다. 2005년부터는 역대 크라운 최초로 해외(중국)에서 현지 생산이 시작되었다.

## 13세대

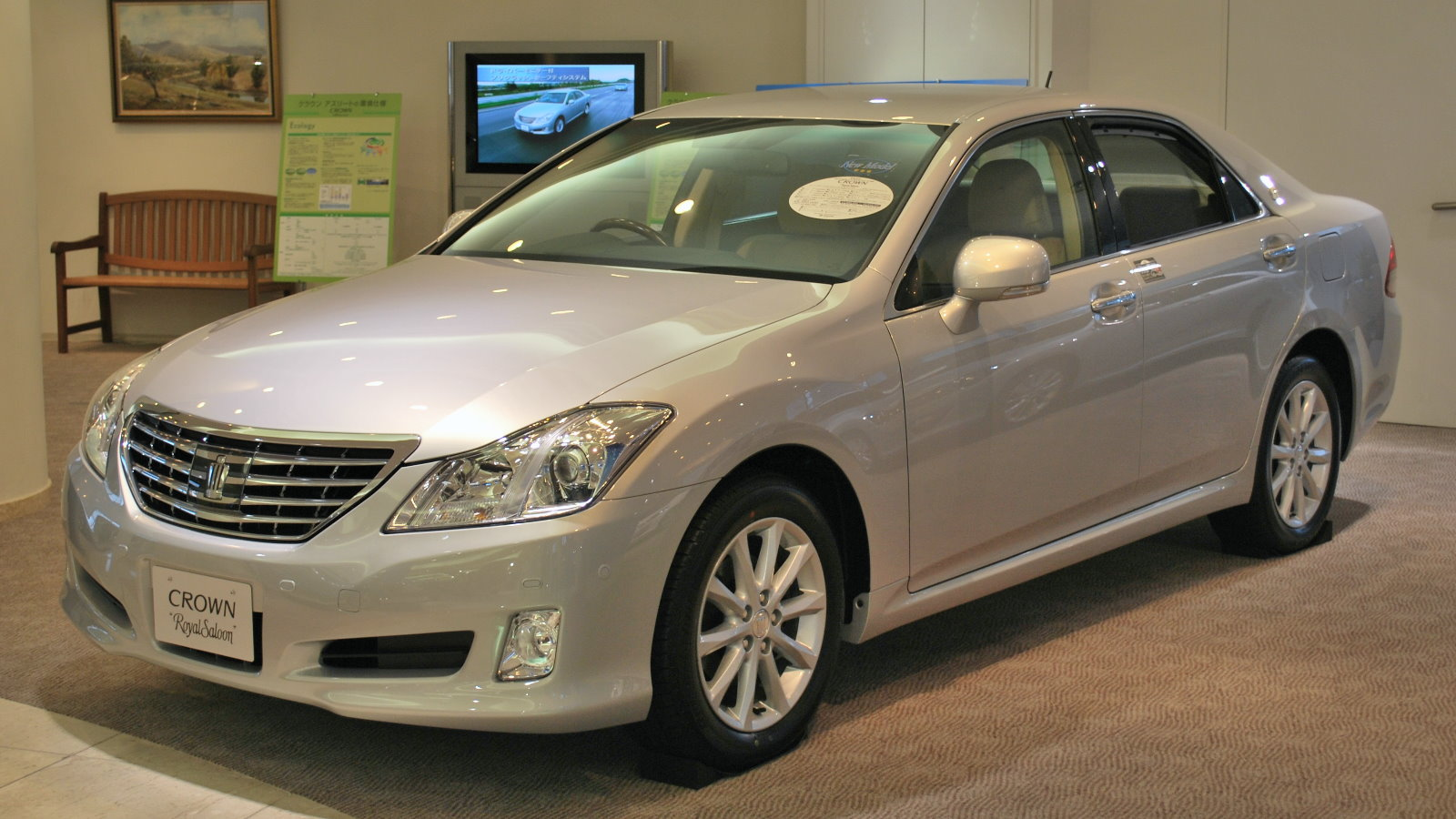
토요타 크라운 로얄 살롱 시리즈 정측면

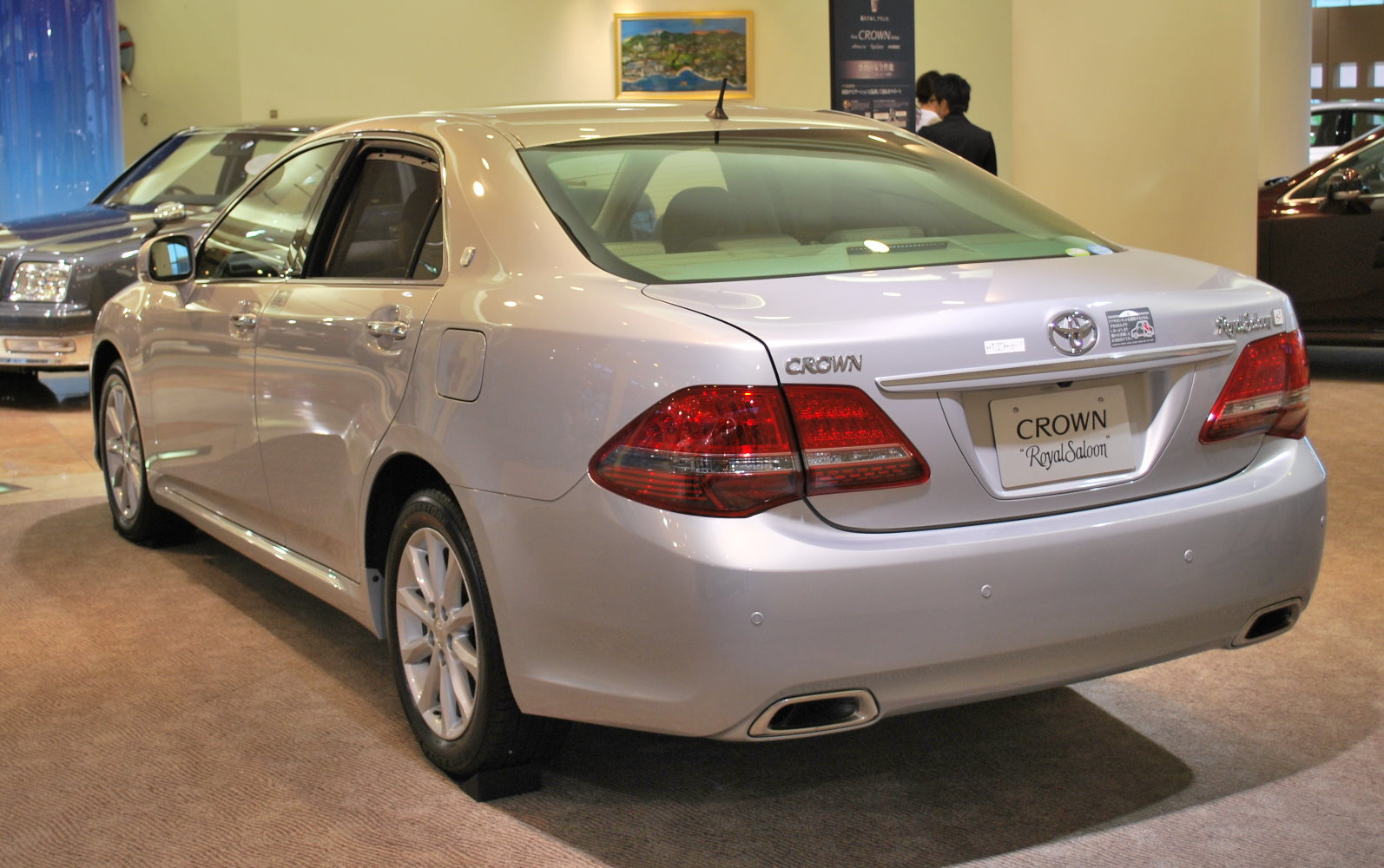
토요타 크라운 로얄 살롱 시리즈 정측면

기존의 로얄 시리즈는 로얄 살롱 시리즈로 바뀌었다. 기본적으로는 12세대의 디자인이 계승되었고, 더욱 날카로운 곡선이 쓰였다. 듀얼 머플러는 범퍼에 매립된 형태로 제작되어 간결함을 추구하였다. 하이브리드 사양은 세계 최초로 계기판에 전면 액정 판넬을 사용한 파인 그래픽 미터가 적용되었다. 2009년에는 일본 내에서 크라운의 누적 판매량이 500만 대를 돌파하였다.

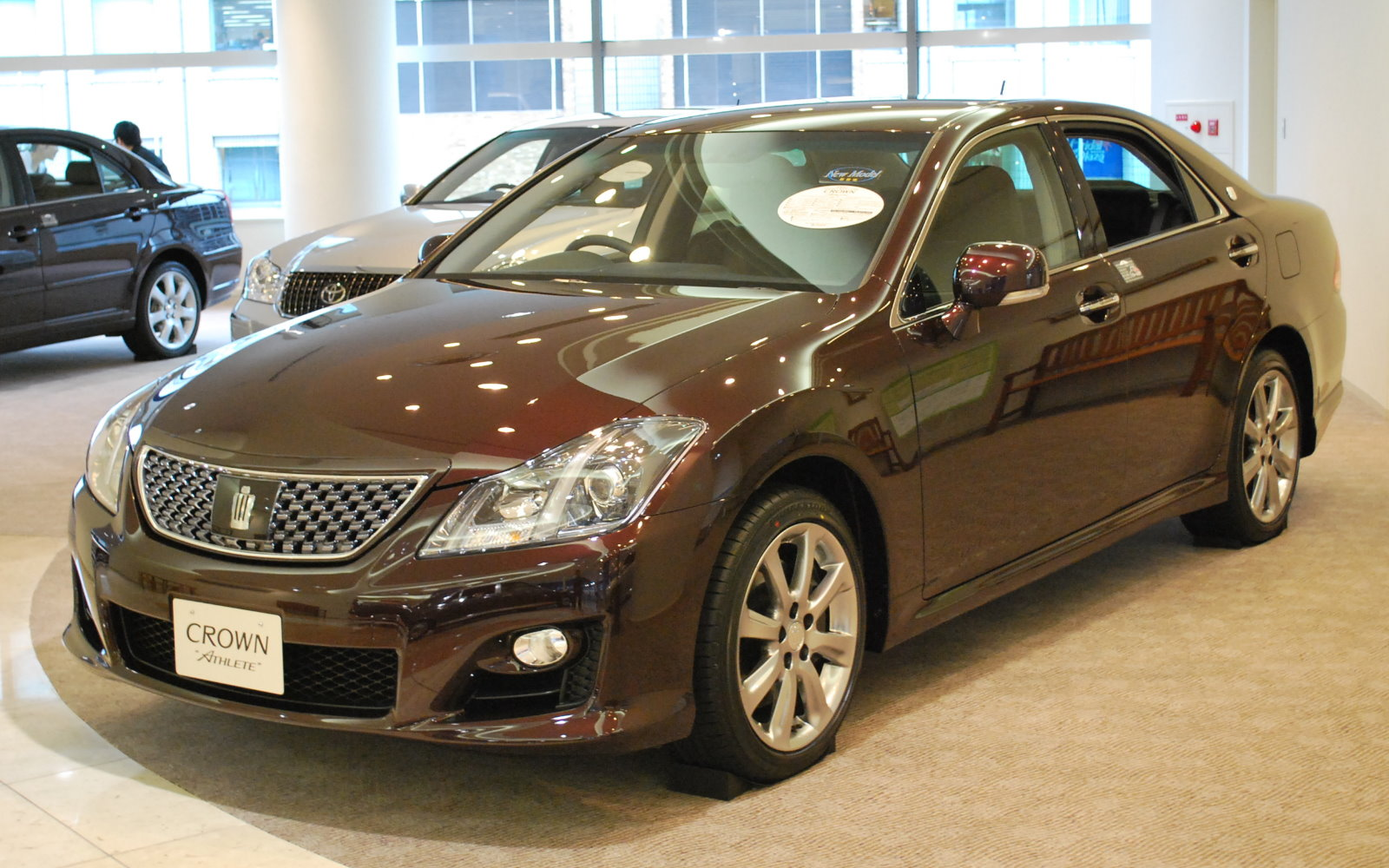
토요타 크라운 애슬리트 시리즈 정측면
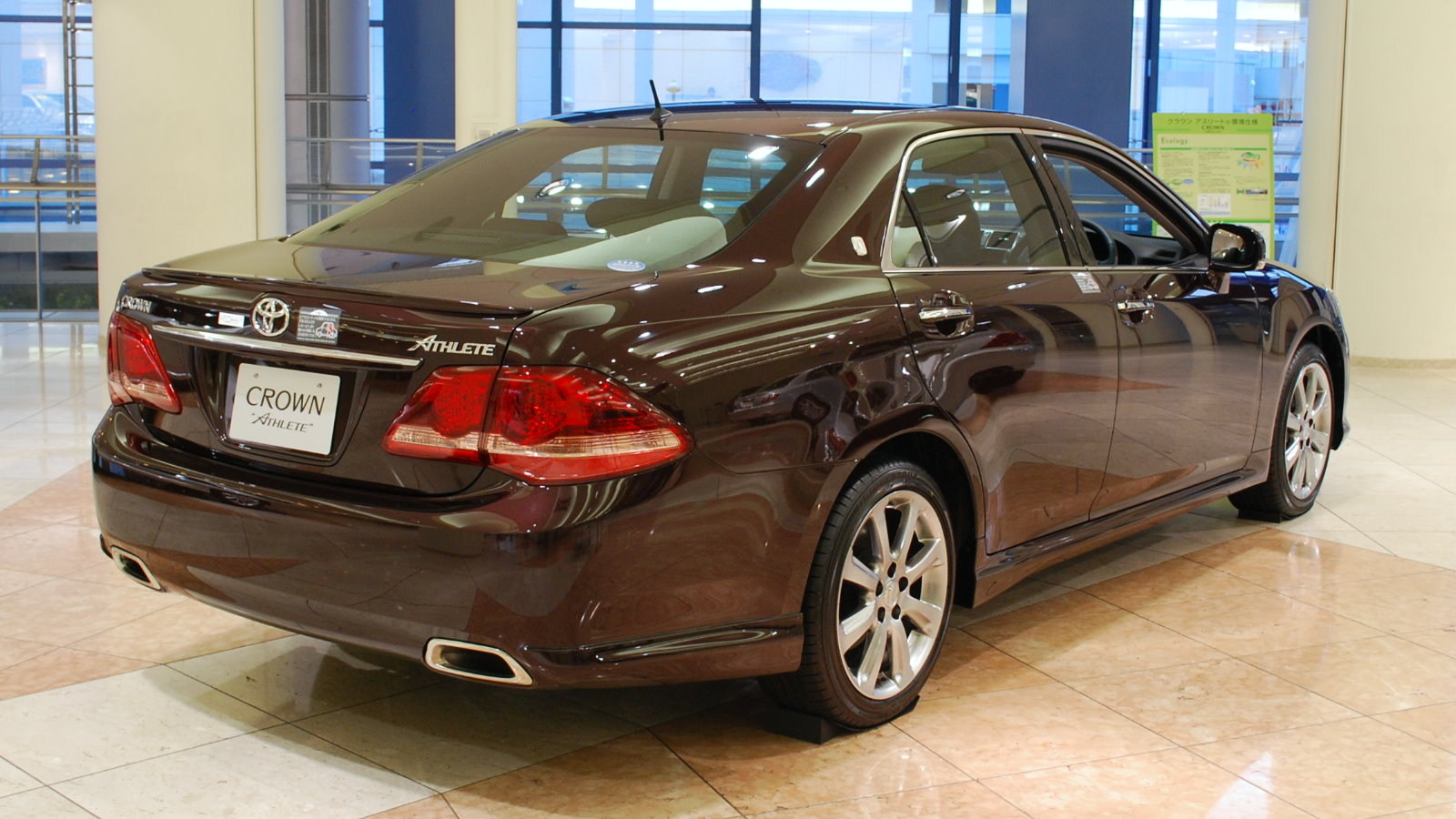
토요타 크라운 애슬리트 시리즈 후측면
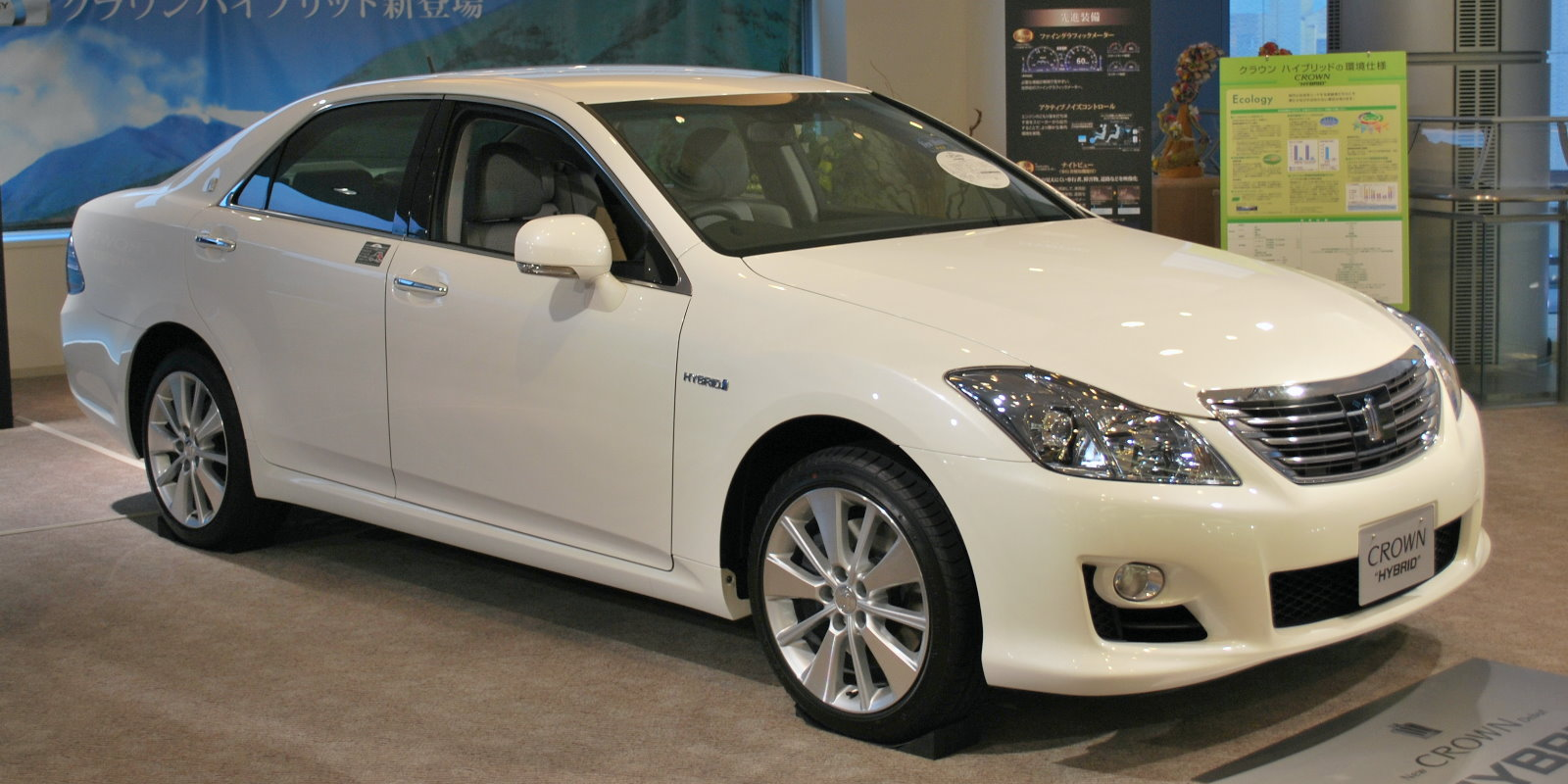
토요타 크라운 애슬리트 시리즈 정측면
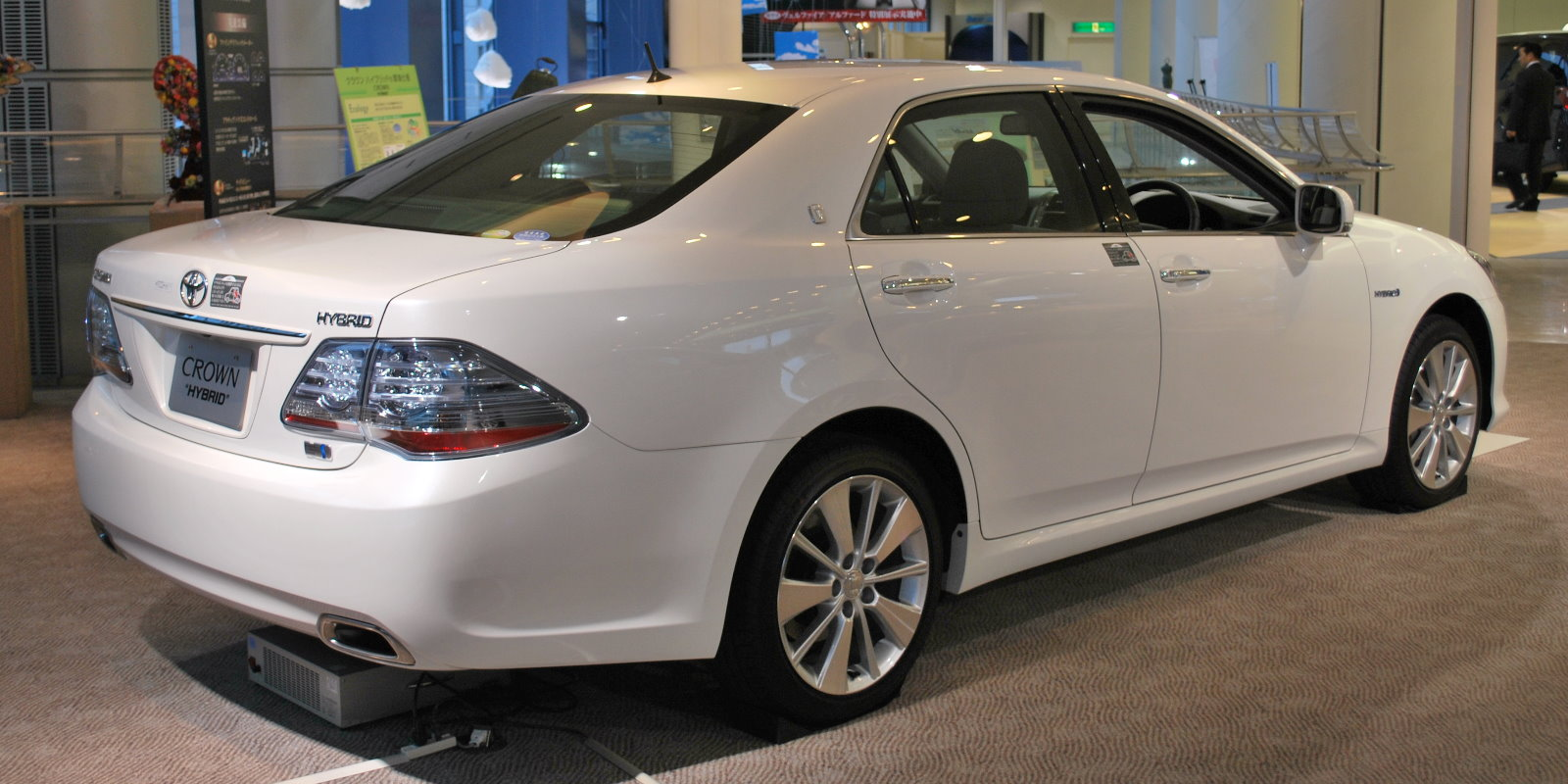
토요타 크라운 애슬리트 시리즈 후측면
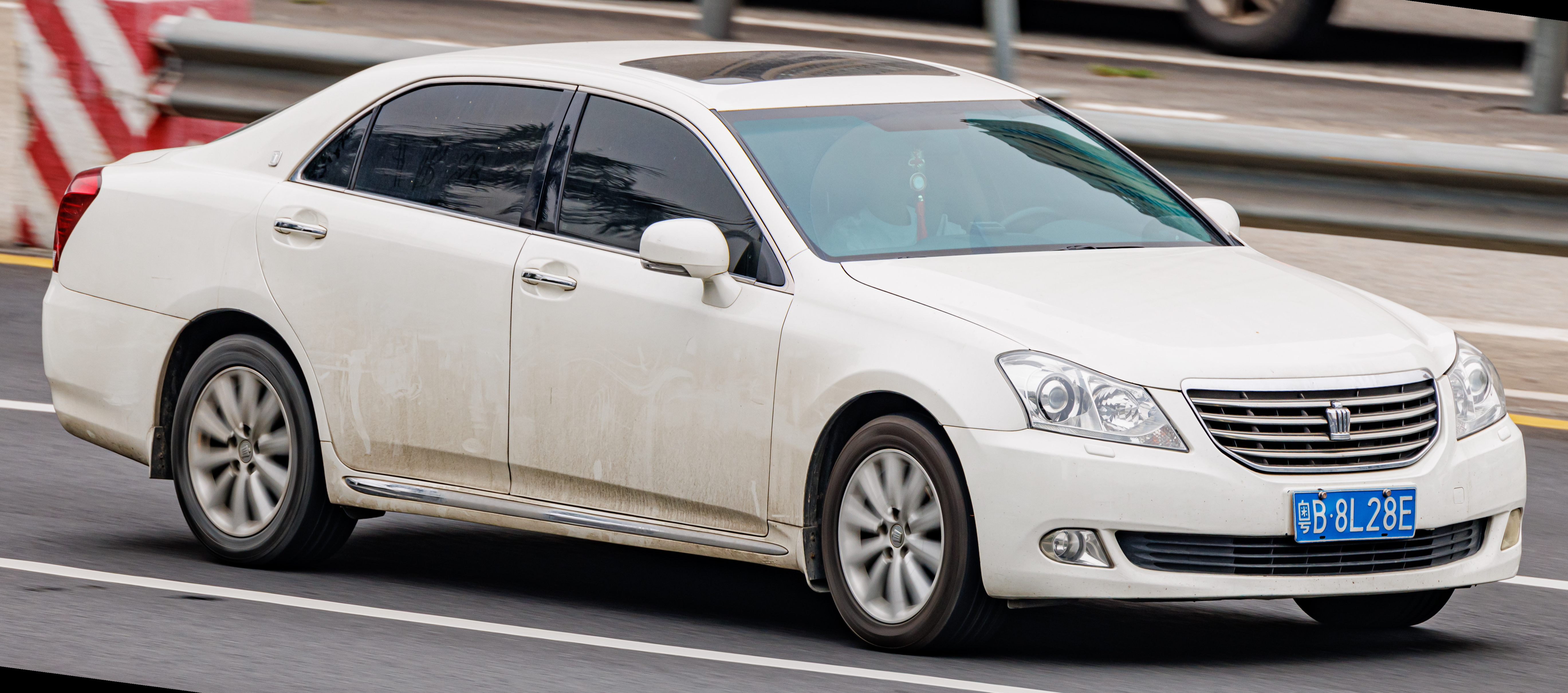
토요타 크라운 2009년-2012년 중국 사양
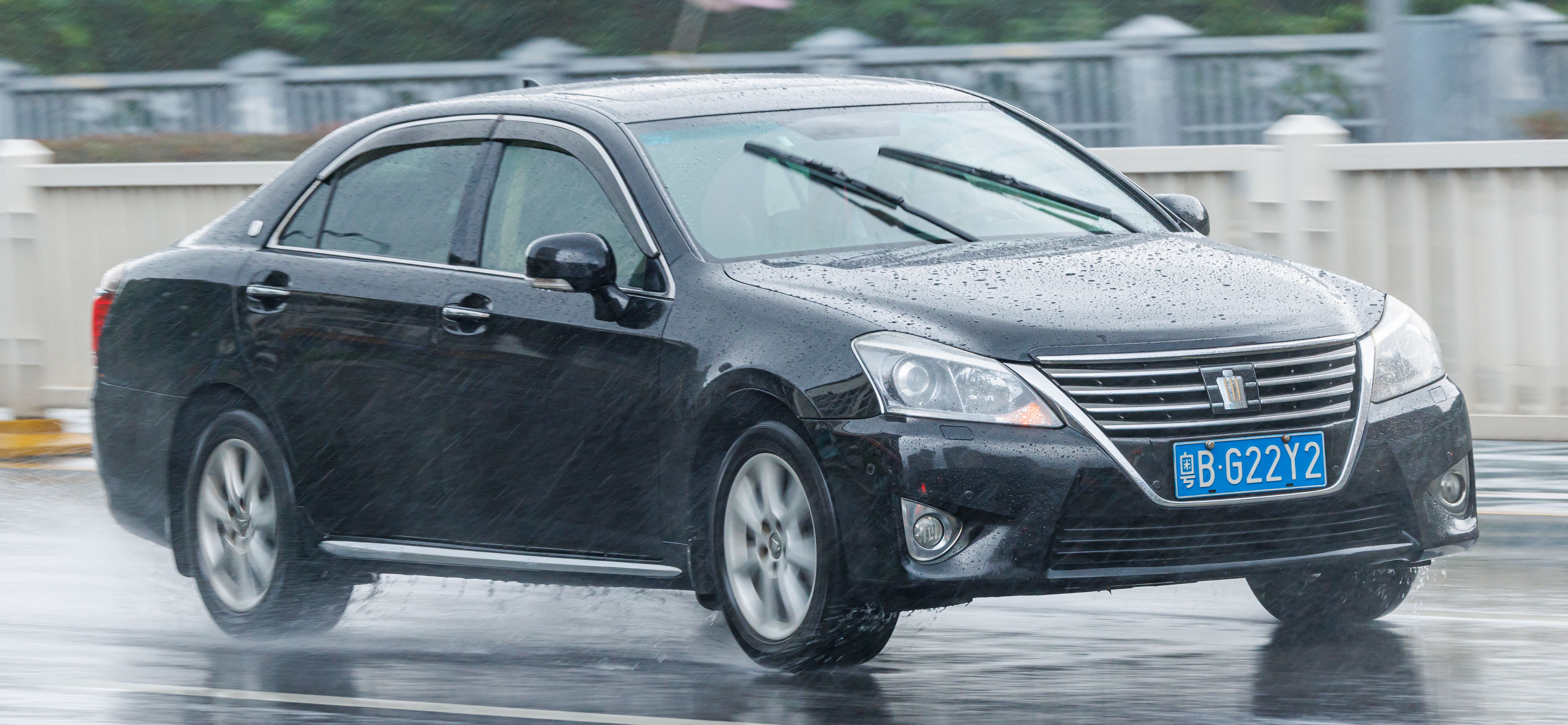
토요타 크라운 2012년 중국 사양 개량형

## 14세대

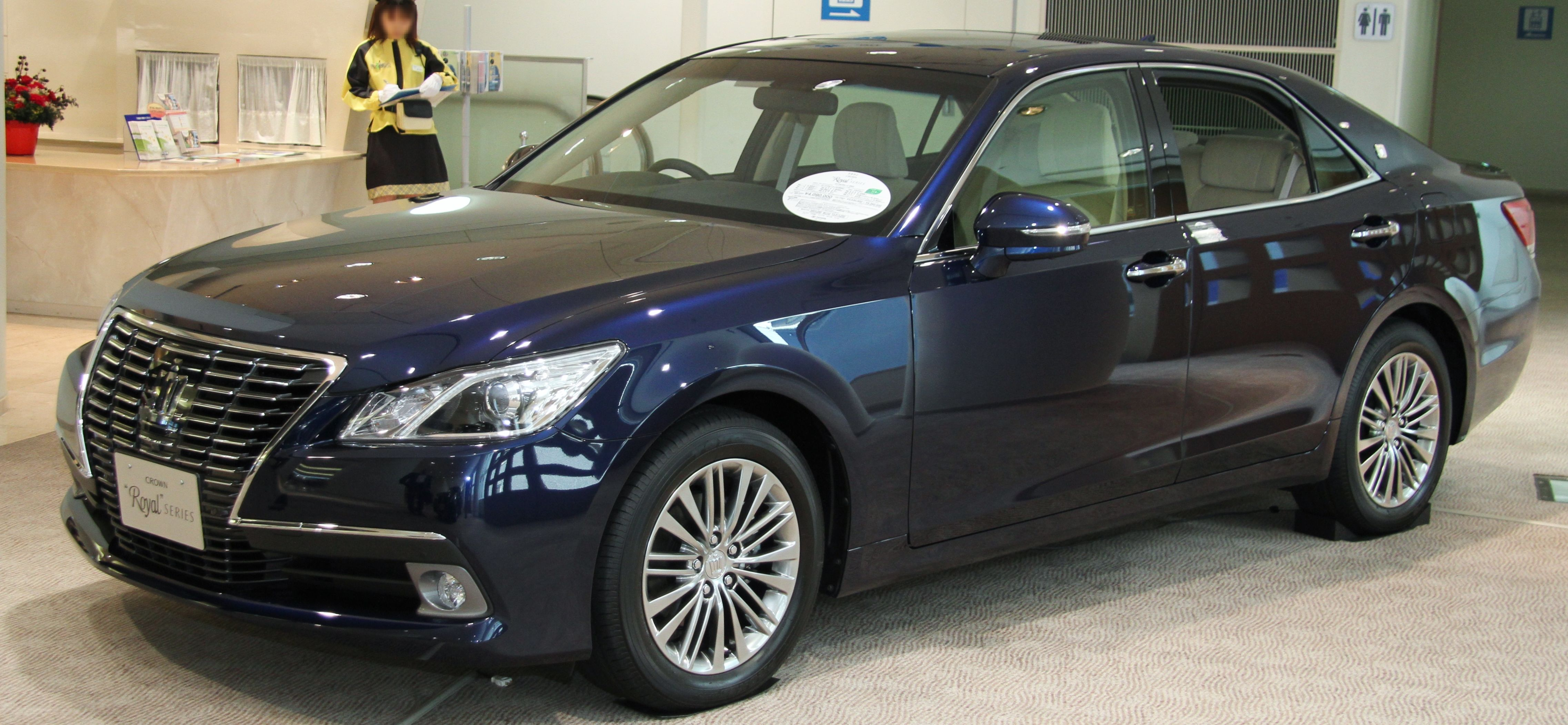
토요타 크라운 로얄 시리즈 정측면

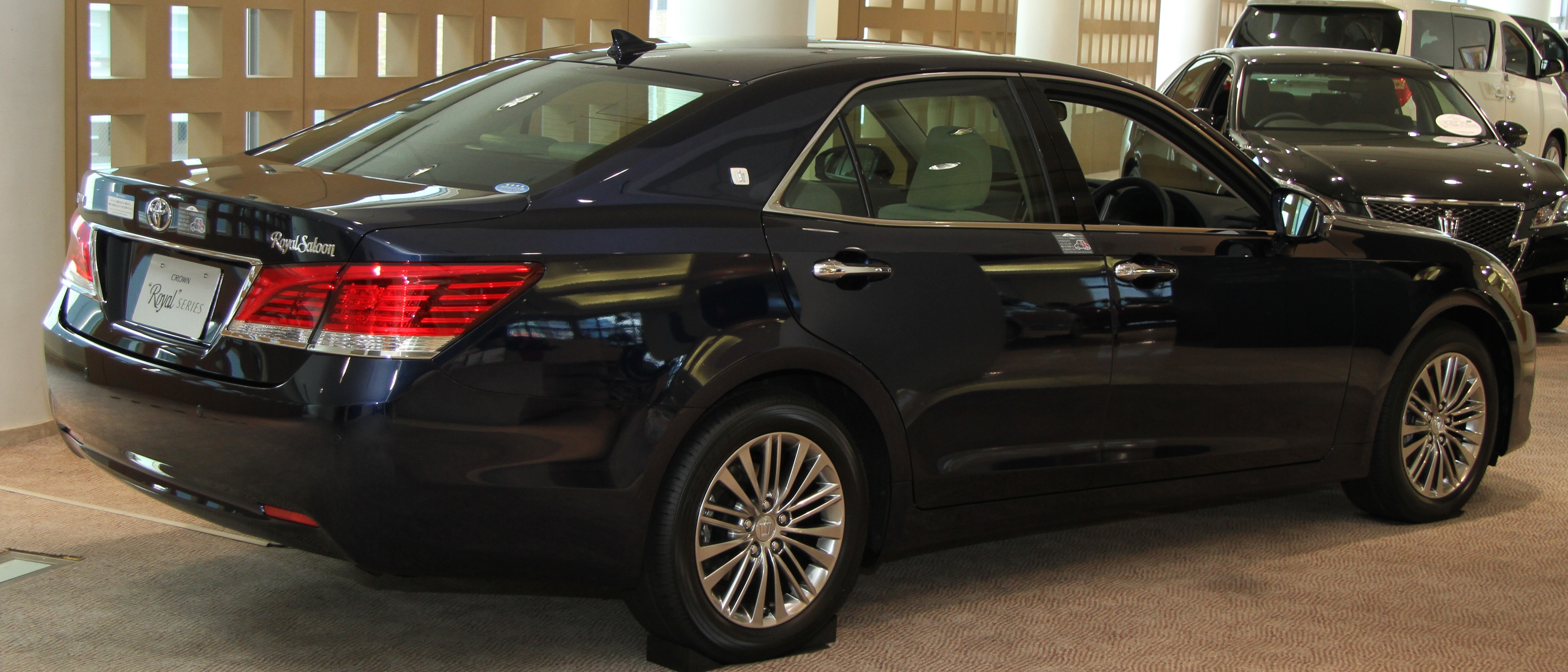
토요타 크라운 로얄 시리즈 후측면

로얄 살롱 시리즈는 로얄 시리즈로 다시 바뀌었다. 범퍼까지 침범한 대형 라디에이터 그릴이 인상적으로, 차명의 유래인 왕관을 모티브로 디자인되었다. 애슬리트는 번개 같은 칼 자국이 하단에 추가되어 속도감을 연출하였다. 하이브리드 사양은 다운 사이징을 거쳐 직렬 4기통 엔진이 적용되었고, 13세대에서의 독립된 시리즈로 판매된 것에서 로얄 시리즈와 애슬리트 시리즈에 편입하는 형태로 바뀌었다. 2013년에 출시된 6세대 크라운 마제스타는 크라운과는 다르던 기존의 전용 차체가 폐지되고, 단순히 롱 휠 베이스 버전으로 바뀌어 로얄 시리즈나 애슬리트 시리즈와 같은 마제스타 시리즈로 변모하였다.

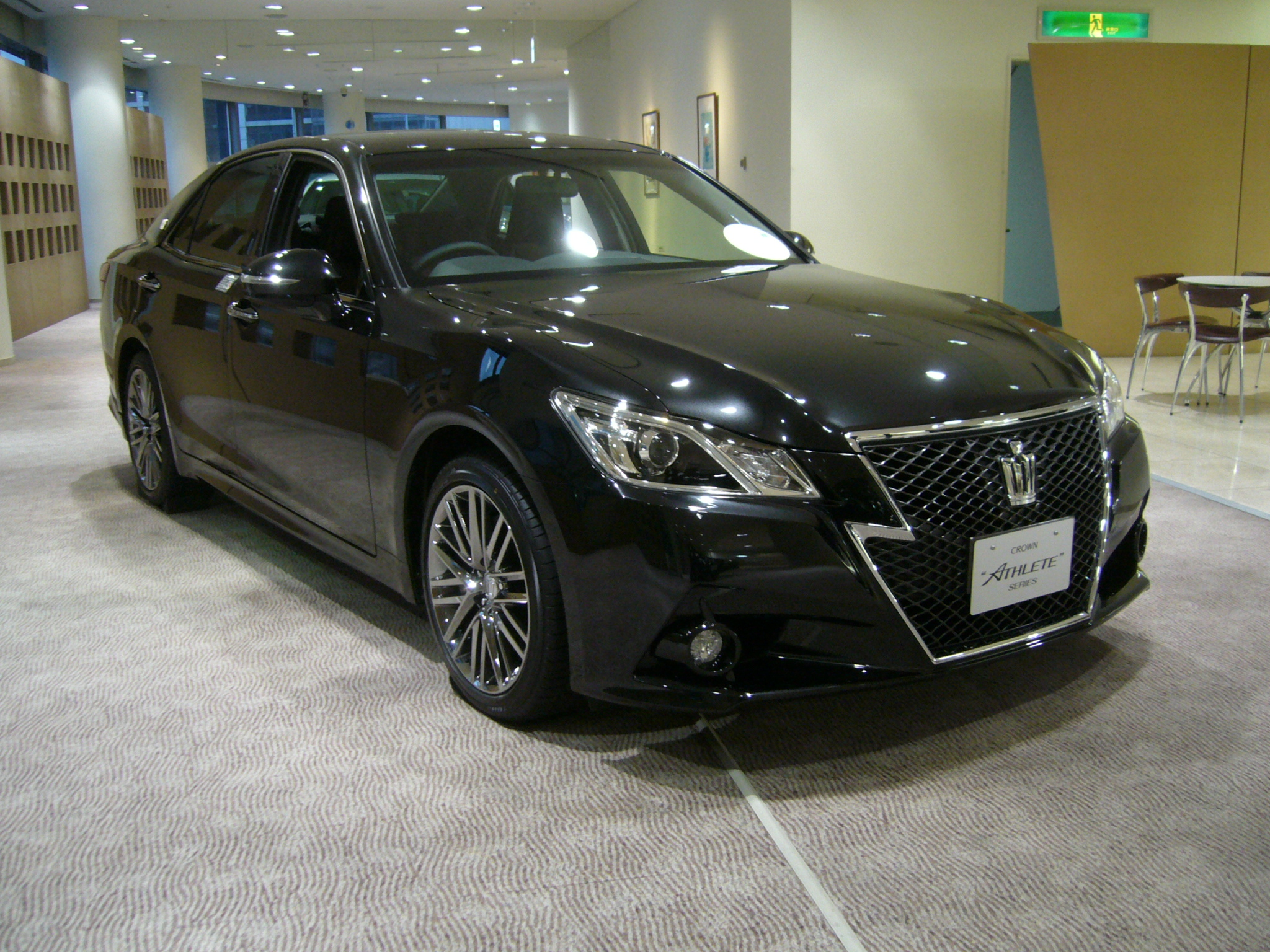
토요타 크라운 애슬리트 시리즈 정측면
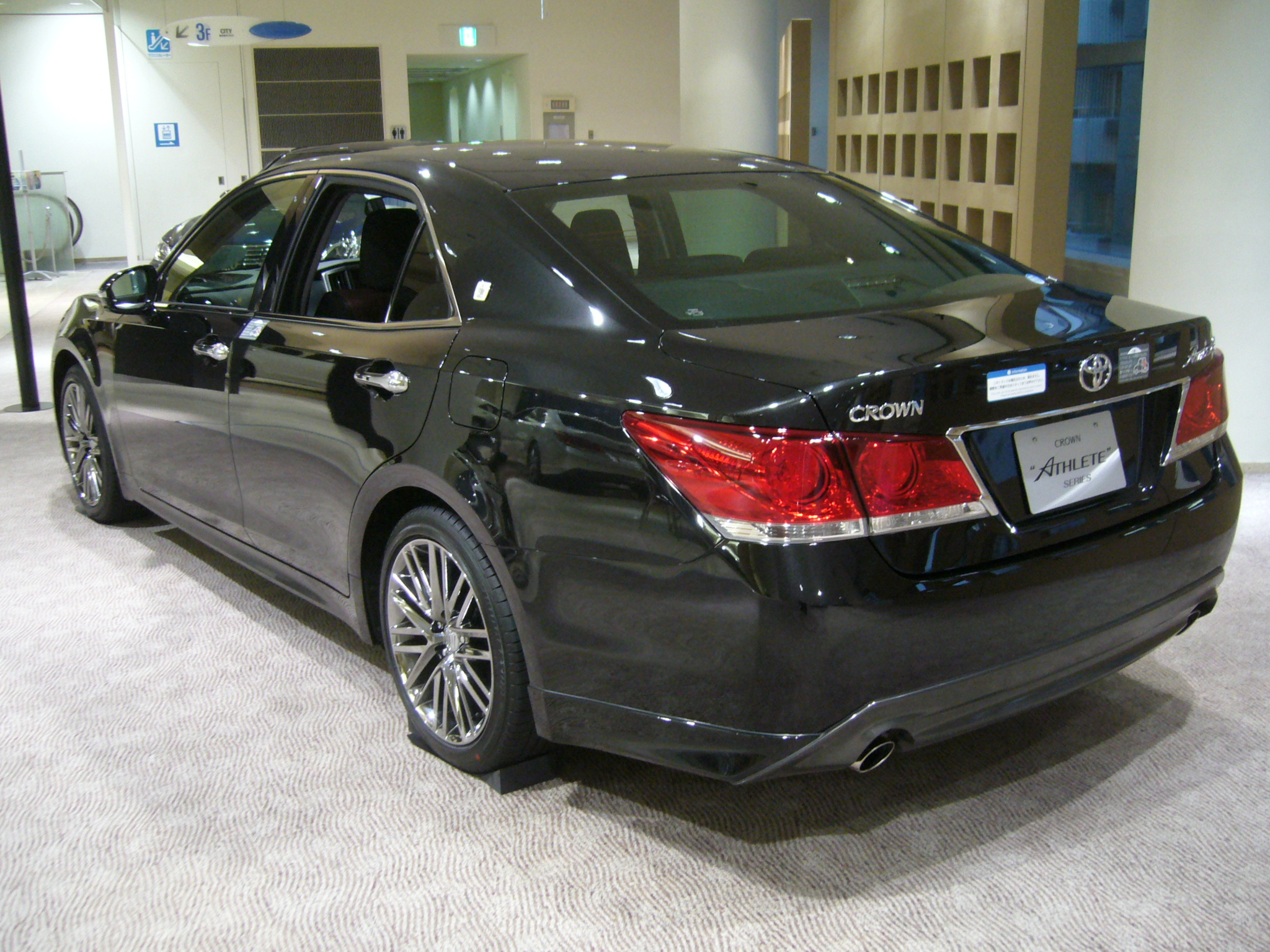
토요타 크라운 애슬리트 시리즈 후측면

## 15세대

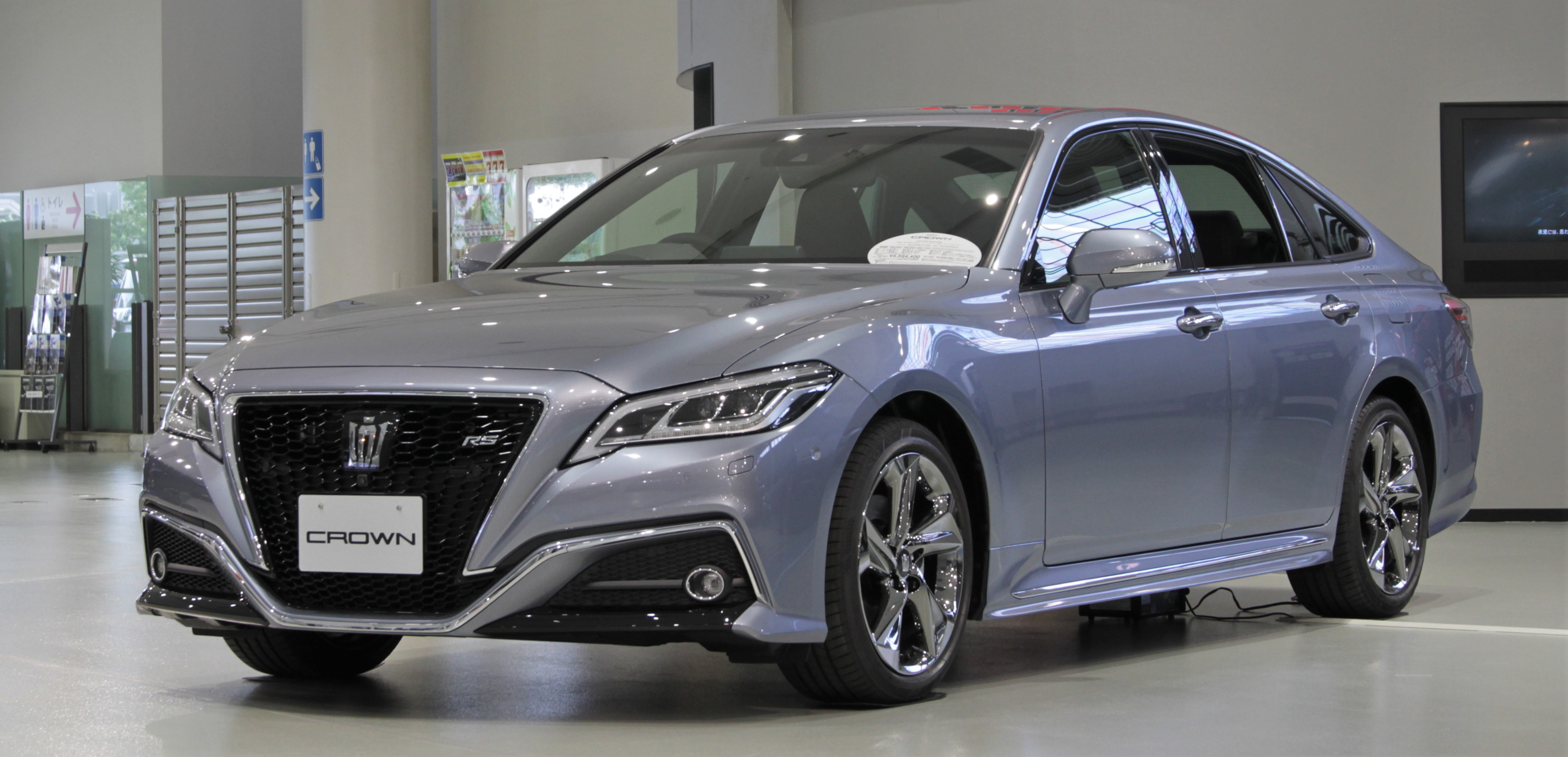
RS 사양

2017년 10월에 개최된 도쿄 모터쇼에서 컨셉트카로 선행 공개되었고 2018년 6월 26일에 출시되었다. 크라운 마제스타와 통합되었으며, 이에 따라 전장을 소폭 늘리고 휠베이스를 대거 확장했다. 토요타의 새로운 후륜구동 플랫폼인 TNGA-L이 적용되었고, 이 세대부터는 V8 엔진이 삭제되었다. 2020년 11월에 휠 디자인과 일부 사양과 옵션이 추가되는 마이너 체인지를 거쳤다. 

## 16세대

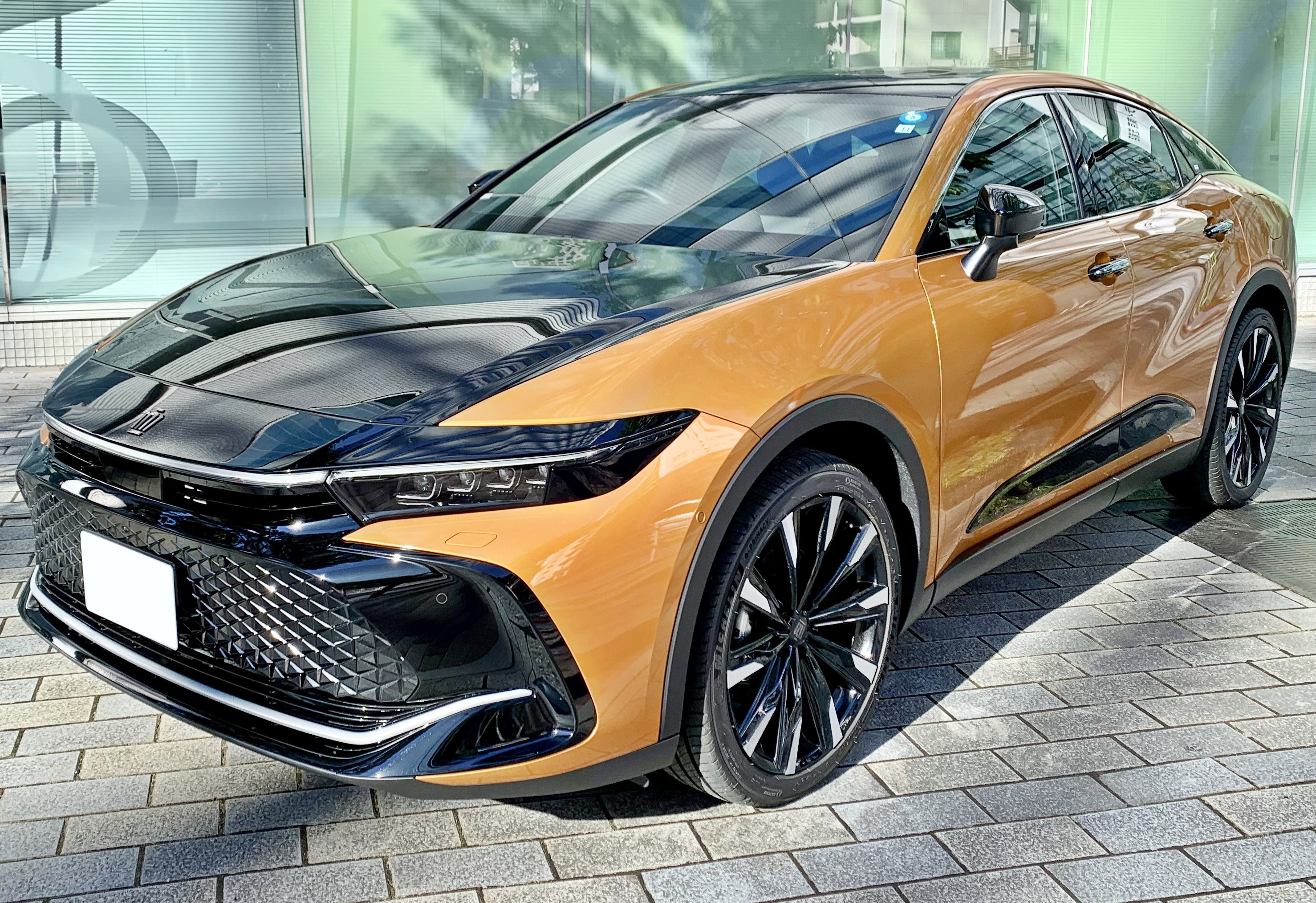
크로스오버 사양 전면부

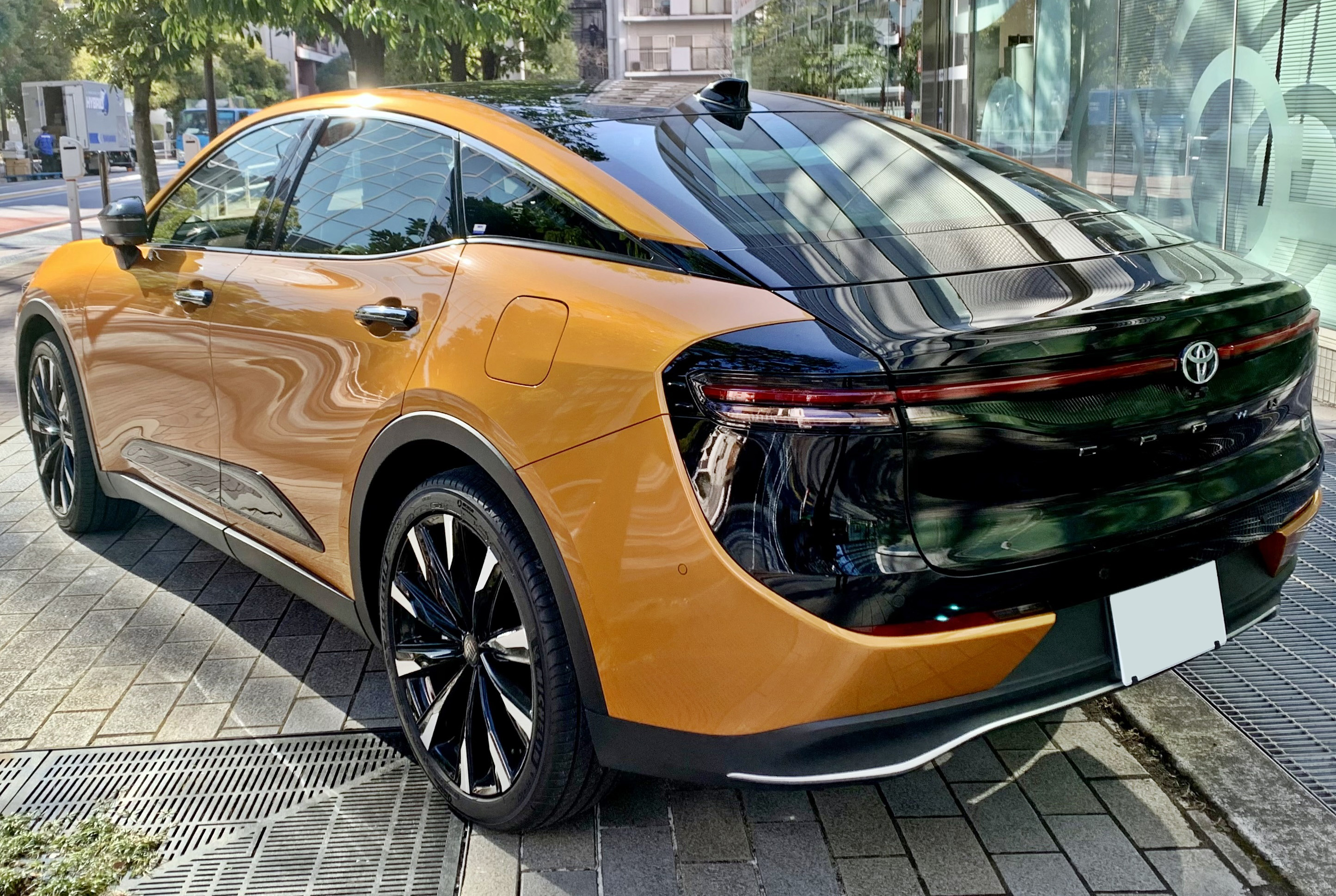
크로스오버 사양 후면부

2022년 7월 15일에 일본에서 공개되었다. 차체 형태는 세단, 크로스오버, 스포트, 에스테이트(북미명은 시그니아)로 구성되어 있으며, 크로스오버가 먼저 공개되었다. 크로스오버, 에스테이트(시그니아), 스포트는 캠리와 렉서스 ES에 적용되는 TNGA-K 전륜구동 플랫폼을 이용하고, 세단 모델은 이전 세대처럼 TNGA-L 기반의 후륜구동 플랫폼을 유지하되 패스트백 디자인으로 바꿨다.
토요타가 판매 부진을 이유로 북미 시장에서 아발론을 단종시키고 크라운을 북미를 포함한 해외 시장에 다시 출시하기로 결정함에 따라 50년만에 북미 시장에 재진출하며, 대한민국에도 아발론을 대체하기 위해 크라운 크로스오버를 출시하기로 결정했다. 일본 내수용과 대한민국 판매분에는 앞면과 스티어링 휠의 혼 자리에 크라운 전용 엠블럼이 적용되고, 토요타 엠블럼은 후면에만 있다. 국제 시장용에는 앞/뒤 모두 토요타 엠블럼이 적용된다.
국제 시장에는 크로스오버를 우선 공개했다. 파워트레인은 2.4L 듀얼부스트 가솔린 터보 하이브리드 엔진과 2.5L 다이나믹포스 가솔린 자연흡기 하이브리드 엔진이 적용되며, 이에 따라 V6 엔진은 사라지게 되었다. 2.5리터는 일반 가솔린, 2.4리터 터보는 하이옥탄 대응이다. 2.5리터 자연흡기에는 CVT가 달리고, 2.4리터 듀얼 부스트 터보 하이브리드에는 6단 자동변속기가 달린다.
대한민국에는 2023년 6월 5일에 크로스오버 하이브리드 모델을 출시했다. 2.4리터 듀얼 부스트 가솔린 터보 하이브리드와 2.5리터 자연흡기 가솔린 하이브리드가 모두 들어오며, 4륜구동(E-Four)이다. 패스트백 디자인이지만, 포니1처럼 트렁크 도어가 해치식이 아니기 때문에 세단이다.
캠리가 2023년 말에 일본 시장에서 단종되면서, 크라운 크로스오버가 캠리의 빈 자리를 간접적으로 도맡게 되었다.
21인치 휠이 장착되며, 크라운 크로스오버에 이용되는 타이어 규격은 225/45R 21이다. 이 규격으로 나오는 타이어는 대한민국산 타이어 브랜드에는 없고, 브리지스톤이나 미쉐린 등지에서 구해야 한다는 것이 단점이다. OE 타이어는 브리지스톤의 투란자 EL450이 장착되며, 브리지스톤의 대한민국 홈페이지에도 투란자 EL450 타이어를 소개하고 있다.